# Syrischer Bürgerkrieg

Lagebild zur Gebietskontrolle (fortlaufend aktualisiert, Quelle: Institute for the Study of War)
Land ohne eindeutige Gebietskontrolle einer Kriegspartei
Von kurdischen Kräften bzw. den Demokratischen Kräften Syriens (SDF) kontrolliert (bildet den Staat Rojava)
Von der Übergangsregierung kontrolliert
Raum (gestreiftes Gebiet), in dem sich der Islamische Staat (IS) überwiegend ohne eigene Gebietskontrolle aufhält
Überwiegend von den türkischen Streitkräften und der mit ihnen verbündeten SNA kontrolliert (bildet die Türkische Besetzung Nordsyriens)
Von der Revolutionären Kommandoarmee, die von US-Streitkräften ausgebildet wird, kontrolliert.
Von US-amerikanischen Streitkräften, die in al-Tanf stationiert sind, und von der Revolutionären Kommandoarmee kontrolliert
Sogenannter „südlicher Operationsraum“; von Rebellengruppen kontrolliert, die Verbindung zur HTS und Freien Syrischen Armee unterhalten.
Israelisch besetztes Gebiet
In den jeweiligen Farben:
Kontrolle zu gleichen Teilen
Öl- bzw. Gasfeld

Der Syrische Bürgerkrieg ist eine seit dem 15. März 2011 andauernde bewaffnete Auseinandersetzung verschiedener Gruppen in Syrien. Mit fortschreitender Dauer findet dieser zunehmend unter Beteiligung von Drittstaaten statt, welche dabei auch eigene Interessen verfolgen. Von 2011 bis 2024 standen den Streitkräften Syriens unter dem Kommando des diktatorisch regierenden Staatspräsidenten Baschar al-Assad (Baath-Partei) bewaffnete Gruppierungen der Opposition gegenüber, die teilweise auch gegeneinander Krieg führen, weshalb der Bürgerkrieg auch nach dem im Dezember 2024 erfolgten Sturz des Assad-Regimes nicht zwangsläufig beendet ist.
Auslöser des Bürgerkriegs war die gewaltsame Niederschlagung anfangs friedlicher Proteste gegen das autoritäre Regime Assads im Zuge des Arabischen Frühlings Anfang 2011. Allerdings kam es bald zu einer wachsenden Einflussnahme der Muslimbrüder, anderer radikalsunnitischer Gruppierungen und ausländischer Interessenvertreter. Neben dem Zustrom von Waffen kämpften zudem auch immer mehr ausländische Freiwillige und Söldner in Syrien. Der Wunsch der Opposition, die Demokratisierung Syriens zu erreichen, rückte in diesem Konflikt nach und nach in den Hintergrund, stattdessen trat der Kampf verschiedener Organisationen aus religiösen und ethnischen Gründen in den Vordergrund. Das Land zerfiel in Gebiete, die entweder von der Regierung Assads, Oppositionsgruppen, den Volksverteidigungseinheiten der Kurden oder von Islamisten beherrscht wurden.
Die direkte Beteiligung der Bündnispartner Assads (Islamische Republik Iran mit Revolutionsgarde, libanesische Hisbollah-Miliz und Russland mit seinem Militäreinsatz) sowie die Bildung eines internationalen Bündnisses unter Führung der Vereinigten Staaten gegen die sunnitische Terrorgruppe „Islamischer Staat“ (IS) machten aus dem Kampf innerhalb Syriens einen regionalen Stellvertreterkrieg: Hierbei kämpfen unter anderem die schiitische Islamische Republik Iran gegen das sunnitische Saudi-Arabien und Katar, sowie Russland und die USA um die Vormacht in der Region. Als sich im Zuge des syrischen Bürgerkriegs das kurdische Einflussgebiet vergrößerte bzw. im Nord- und Ostsyrien mit der Rojava (auch Westkurdistan genannt) ein Autonomiegebiet der Kurden in Syrien bildete, griff vor dem Hintergrund des Jahrzehnte andauernden türkisch-kurdischen Konflikts auch die Türkei mit ihren Militäroffensiven in Nordsyrien ab 2016 in den Krieg ein. Die Beteiligung mehrerer fremder Mächte erschwert dabei die Beendigung des Bürgerkriegs.
Die Zahl der Todesopfer des Konflikts wurde auf bis zu eine halbe Million eingeschätzt. Die UNO bezeichnete die durch den Krieg ausgelöste Flüchtlingskrise als die schlimmste seit dem Völkermord in Ruanda 1994.
Vom 27. November 2024 bis 8. Dezember 2024 gelang es Rebellen des islamistischen Milizbündnisses HTS, das in der Provinz Idlib eine autonome Zone errichtet hatte, innerhalb von anderthalb Wochen in Kooperation mit der von der Türkei unterstützten Rebellenmiliz SNA, weite Teile des zuvor von Regierungstruppen beherrschten Landes zu erobern. Das Assad-Regime endete am 8. Dezember 2024 mit der Flucht Assads nach Moskau.

## Hintergrund
In Syrien regiert seit einem Militärputsch 1963 die nationalistische „Arabisch-Sozialistische Baath-Partei“ in Form einer Einparteienherrschaft. Ab dem „Korrekturbewegung“ genannten Staatsstreich von 1970 regierte General Hafiz al-Assad als Ministerpräsident. Reale Oppositionsparteien sind nicht zugelassen. 1970 kam es zur Machtergreifung des militärischen Flügels in der Baath-Partei und Hafiz al-Assad wurde im März 1971 zum neuen Staatspräsidenten, was er bis zu seinem Tod blieb.
Unter Hafiz al-Assad zog ein Regime der massenhaften politischen Repression ein. Diese umfasste einen Personenkult um al-Assad und oft willkürliche Repression gegenüber Abweichlern, Dissidenten oder Regimegegnern. Während seiner Amtszeit wurden rund 100.000 politische Gefangene inhaftiert. Die Repressionen des Regimes umfassten Folter, Verschwindenlassen, Hinrichtungen und sexuelle Gewalt. Die Haftbedingungen waren grausam, Unterernährung, Tuberkulose und Typhus waren in den Gefängnissen weit verbreitet. Der Aufstand der Muslimbrüder in Syrien wurde von Assads Sicherheitskräften unter anderem durch Massenhinrichtungen niedergeschlagen. Hierbei fungierte das Massaker von Hama als Fanal des Regimes Massengewalt als Herrschaftsmittel gegen die Zivilbevölkerung einzusetzen.
Nach dem Tod Hafis’ im Jahr 2000 übernahm sein Sohn Baschar die Macht; er ließ eine kurzzeitige Öffnungspolitik ab 2000/2001, den Damaszener Frühling, einleiten.

### Sozioökonomische Situation
Zwischen den 1960er- und 1980er-Jahren hatte Syrien eine der höchsten Bevölkerungswachstumsraten unter den nahöstlichen und nordafrikanischen Staaten. Der Höhepunkt war in den 1970er-Jahren mit einer durchschnittlichen Geburtenrate von 7,6 Kindern pro Frau erreicht. In Kombination mit einer im gleichen Zeitraum kontinuierlich sinkenden Sterberate führte das zu einem Bevölkerungszuwachs von 4,5 auf 13,8 Millionen Menschen zwischen 1960 und 1994. Das Wachstum verlangsamte sich seitdem. 2010 lebten etwa 22,5 Millionen Menschen in Syrien.
Der syrische Staat konnte in den 1970er- und 1980er-Jahren durch Investitionen, die sich aus Wirtschaftshilfen der Sowjetunion, Unterstützung anderer arabischer Staaten, Transfergebühren für irakisches Öl und den Profiten aus einer geringen eigenen Ölförderung zusammensetzten, die syrische Wirtschaft so weit stützen, dass ein hohes Wirtschaftswachstum und ausreichend Arbeitsplätze generiert wurden. Mit dem Wegbrechen der ausländischen Unterstützung und dem Verfall des Ölpreises in den 1980er-Jahren übertraf das Bevölkerungswachstum das der nun stagnierenden Wirtschaft deutlich. Noch verschärft wurde die Krise durch das hohe Militärbudget der syrischen Regierung; hohe Arbeitslosenzahlen und massive Inflation waren die Folgen. Ein Versuch, diese Entwicklungen zu stoppen, war eine Halbierung des Militärhaushalts von 1985 bis 1995. 1987 wurde auch die zusätzliche Unterstützung für besonders kinderreiche Familien gestoppt. Die hohe Auslandsverschuldung bei der Sowjetunion bzw. deren Nachfolger Russland und verschiedenen westlichen Industrienationen in Kombination mit einem erneuten Ölpreisverfall in der Mitte der 1990er-Jahre dämpfte das Wirtschaftswachstum. Notwendig erschien so die Liberalisierung der Wirtschaft, mit dem Ziel, das staatliche Engagement zurückzufahren und den Privatsektor zu fördern, um einen möglichst großen Teil der arbeitsfähigen Bevölkerung in bezahlte Beschäftigung zu bringen, die nicht von dauernder Bezuschussung durch die knappen Staatsfinanzen abhängig sein würde. Solche Reformen waren zwar schon früh von der syrischen Führung erkannt und das Ziel eines stärkeren privaten Sektors 1985 von der alleinregierenden Baath-Partei formuliert worden, aber das schwerfällige, stark zentralisierte Verwaltungssystem der Regierung, in dem immerhin fast jeder dritte Syrer, der bezahlter Arbeit nachging, beschäftigt war, war nicht in der Lage, solche Initiativen umzusetzen.
Nach dem Tod des Präsidenten Hafiz al-Assad im Jahr 2000 setzte sein Sohn und Nachfolger eine wirtschaftliche Öffnungspolitik durch. Im Jahr 2000 und im Folgejahr erfolgte die Privatisierung des Bankwesens, die Einrichtung einer Wertpapierbörse und die Zulassung von privaten Universitäten. Die Wirtschaft wurde sektorweise privatisiert, so dass 2007 rund 70 % der Wirtschaft in Privateigentum waren. Der Anteil der Privatwirtschaft an den Importen des Landes stieg von einem Fünftel 1981 auf vier Fünftel 2003. Das Regime begünstigte hierbei loyale Personen mit Beziehungen zur Clique um Assad um weiterhin die Kontrolle über das Land zu behalten. Die Personifikation dieser Entwicklung wurde Rami Machluf, Chef des Mobilfunkmonopolisten SyriaTel und Cousin von Baschar al-Assad. Durch gestiegene Nachfrage aus dem privaten Sektor, die in erster Linie von Flüchtlingen aus dem Irak und Investitionen aus der Golfregion von 2004 bis 2007 erzeugt wurde, konnte vorübergehend ein Wirtschaftswachstum von 4 % erzielt werden, aber diese Entwicklung war nicht von Dauer.
Während der Öffnungspolitik setzte sich die Verarmung der Mittel und -unterschichten weiter fort. Selbst Gehälter von Staatsbeamten, die besser bezahlt wurden als Arbeiter, deckten nur noch einen Bruchteil der tatsächlichen Lebenshaltungskosten ab. Die Mehrheit der arbeitenden Männer hatte eine Zweit- oder Dritttätigkeit im informellen Sektor. Währenddessen fuhr das Regime den Sozialstaat und die Verwaltung zurück. Große Teile der oft informell angelegten neu-urbanisierten Siedlungsgebiete blieben ohne staatliche Infrastruktur. An manchen Orten bildeten sich Bürgerwehren auf Nachbarschaftsebene, da der Staat keinerlei Ressourcen der Polizeikräfte erübrigte. Das Regime verlor aufgrund der offensichtlich zu einer Bereicherung der loyalen Eliten auf Kosten der Allgemeinbevölkerung führenden Wirtschaftspolitik an politischer Legitimation. Die Massenorganisationen der Baath-Partei verloren ihre soziale Aufstiegsfunktion und damit an Attraktivität.
Der Rückzug der syrischen Armee aus dem Libanon 2005 bedingte den Verluste der Einkommensquellen durch Schmuggel, Drogenhandel und Geldwäsche, von dem der Sicherheitsapparat maßgeblich profitiert hatte. 2006 wurde Syrien nach einem Jahrzehnt sinkender Fördermengen zum Erdölimportland. Missernten seit 2007 verschärften die Krisensituation. Durch das rapide Bevölkerungswachstum stieg die Nachfrage nach Wasser. Viele illegale Brunnen wurden angelegt, überdimensionierte und wasserintensive Landwirtschaftsprojekte taten ihr Übriges dazu, Land und Wasserreservoirs zu übernutzen. In den Jahren 2006–2010 kam eine ausgeprägte Trockenheit hinzu – ein Ereignis, das verschiedenen Forschern zufolge durch die globale Erwärmung deutlich wahrscheinlicher geworden ist. Die syrische Regierung linderte die Not der betroffenen Menschen nicht ausreichend. Die Folge waren zusätzliche Arbeitslosigkeit, Preisanstieg, Ernährungsunsicherheit und Massenflucht von bis zu 1,5 Mio. Menschen aus ländlichen Gegenden. Syrien nahm zusätzlich zwischen 2003 und 2007 etwa 1,2–1,5 Millionen Flüchtlinge aus dem Irak auf, so dass 2010 ca. 20 % der urbanen Bevölkerung Flüchtlinge waren.

### Bevölkerungsgruppen
Zu den Gründen, aus denen sich verschiedene Fraktionen im Bürgerkrieg bildeten, zählt unter anderem die Heterogenität des syrischen Staates und der syrischen Gesellschaft, die an mehreren Stellen Konfliktpotential liefert:
Die Bevölkerung von Syrien setzt sich ethnisch aus syrischen Arabern, Kurden, Assyrern-Aramäern, Turkmenen, Armeniern, Tscherkessen und Palästinensern zusammen. Diese verteilen sich auf verschiedene Religionsgemeinschaften, unter denen die Sunniten mit über 70 % Anteil an der Bevölkerung die zahlenmäßig stärkste sind. Zu den religiösen Minderheiten des Landes gehören die Schiiten (Alawiten, Drusen), Jesiden und Christen.
Der syrische Staat sah sich selbst, mit seiner an den Nationalismus und europäischen Sozialismus angelehnten Programmatik der herrschenden Baath-Partei in der Nachfolge Michel Aflaqs als laizistischen und säkularen Staat und verbot die offene politische Einflussnahme religiöser Gruppierungen. Religiös motivierte Aufstände wie die der Muslimbruderschaft, die mit Gewalt durchsetzen wollte, dass die sunnitische Konfession als Staatsreligion gesetzlich verankert werden sollte, wurden bereits in den 1980er-Jahren mit großer Härte niedergeschlagen, zum Teil gab es zehntausende von Todesopfern, so z. B. beim Massaker von Hama.
Kleinere Religionsgemeinschaften in Syrien sahen sich von der Trennung von Umma und Staat bzw. der Trennung von Kirche und Staat eher unterstützt, weil diese die radikalen Elemente aus den Reihen der Sunniten an der politischen Einflussnahme hinderte. Die Angst vor Unterdrückung und Verfolgung durch religiöse Fanatiker führte daher auch zu Unterstützungsbekundungen aus den Reihen der Minderheiten für die Regierung im Bürgerkrieg.
In ihrem am 20. Dezember 2012 veröffentlichten Bericht stellte die für Syrien zuständige UNO-Menschenrechtskommission fest, dass der Konflikt zunehmend entlang der ethno-religiösen Linien geführt wird. So kam es zu Angriffen seitens der Regierungstruppen auf sunnitische Zivilisten, während islamistische Aufständische Alawiten sowie andere vermeintlich regierungstreue Minderheiten wie katholische und armenisch-orthodoxe Christen sowie Drusen attackierten. Minderheiten wie die Christen, Kurden und Turkmenen bildeten mittlerweile eigene Milizen, um ihre Gebiete vor Angriffen zu schützen.

#### Sunniten
Die meist schafiitischen Sunniten stellten den größten Anteil an der Bevölkerung Syriens. In vielen Bereichen des Staatsapparats waren sie seit der Gründung der regierenden Baath-Partei unterrepräsentiert. Diese hatte viele religiöse Minderheiten angezogen, die sich so eine Verbesserung ihrer gesellschaftlichen Position erhofft hatten. Nachdem sich die Regierung verstärkt Iran zugewandt hatte, nutzen religiöse sunnitische Gruppen mit Unterstützung aus Saudi-Arabien ihren Einfluss und stilisierten den schiitischen Einfluss als Bedrohung für den sunnitischen Glauben. Verarmte sunnitische Landflüchtlinge zogen in Elendsviertel um die großen Städte, wo die These von der Gefahr für den sunnitischen Glauben besonders viele Unterstützer fand.
Die Regierung Assad wolle nach Kristin Helberg die Sunniten, oft Landflüchtlinge in informellen Siedlungen und jene ein Hort des Widerstands, „bestrafen“. Das Dekret Nummer 10 vom April 2018, wonach aller Grundbesitz registriert werden musste und jedes nicht registrierte Eigentum an den Staat fällt, ermögliche es dem Staat, Platz zu machen – vermutlich für regimetreue Menschen. Daniel Steinvorth schrieb dazu in der NZZ: „Wer arm und sunnitisch ist, der steht der demografischen Neuordnung des Landes potentiell im Wege“, dies in Beziehung gesetzt zu einem Zitat Assads vom Sommer 2017, worin er „gutgelaunt“ von einer „gesünderen und homogeneren“ Gesellschaft in Syrien gesprochen habe.
Die Terrororganisation Islamischer Staat und Al-Nusra-Front gelten als sunnitische Milizen. Die Freie Syrische Armee (FSA) gilt insofern als sunnitische Miliz, als sie von einem Teil der sunnitischen Bevölkerung Syriens getragen wird.

#### Alawiten
Ähnlich wie im Irak, wo Saddam Hussein Machtpositionen mit Vertretern seiner Tikrit-Klientel besetzte, gibt es in Syrien eine Qardaha-Klientel. Qardaha ist ein überwiegend von Alawiten des Matawira-Stammes bewohntes Dorf in Nordsyrien, in dem Hafiz al-Assad, der Vater des ehemaligen Präsidenten Syriens Baschar al-Assad, geboren wurde. Der Matawira-Stamm ist einer von vier Alawitenstämmen. Bislang hat die syrische Baath-Regierung ihre Stabilität besonders mithilfe der Qardaha-Klientel gesichert. Die Alawiten (auch „Nusairier“ genannt) sind geschichtlich gesehen eine religiöse Minderheit, die immer wieder wegen ihres Glaubens verfolgt wurde. Ihre Glaubensgemeinschaft wird seit dem 19. Jahrhundert im weiteren Sinne der Partei Alis (Schiat Ali) und damit allgemein den Schiiten zugeordnet. Für die orthodoxen Sunniten, die Mehrheitskonfession innerhalb Syriens, gelten die Alawiten als Häretiker. In Syrien stellen Alawiten 12 bis 13 Prozent der Bevölkerung. Alawiten, die an den Aufständen gegen die Regierung Assads teilnehmen, sind innerhalb ihrer Gemeinschaft isoliert. Bis 2016 sind mindestens 70.000 der 2 Millionen syrischen Alawiten ums Leben gekommen.

#### Schiiten
Vertreter der schiitischen Minderheit Syriens, zu der nach den zu den Schiiten gerechneten Alawiten einige Zwölfer-Schiiten, aber vor allem Mustali- und Nizari-Ismailiten gehören, sehen in den Aufständischen zumeist keine „Freiheitskämpfer“, sondern „Terroristen“. In Gebieten, die von der syrischen Armee nicht mehr kontrolliert werden, müssen Schiiten als „Ungläubige“ um ihr Leben fürchten. Deswegen neigen sie dazu, das brutale Vorgehen der Regierungstruppen gegen Aufständische und Oppositionelle zu tolerieren und werden daher als Unterstützer Assads wahrgenommen. Derselbe Gegensatz spaltet auch einige der Nachbarländer Syriens, weswegen vor einem regionalen Übergreifen bei einer zunehmenden Verschärfung des Konflikts gewarnt wird. Neben dem Irak wird hier meist der Libanon genannt.

#### Christen
Das Christentum in Syrien hat eine lange, bis zur Bekehrung des Paulus vor Damaskus zurückreichende Geschichte. Rund 60 % der Christen gehören der syrisch-orthodoxen Kirche an. Im November 2011 dankte Patriarch Ignatius bei einem Besuch von Patriarch Kyrill in Damaskus dem russischen Patriarchen und allen Bürgern Russlands für ihr Mitgefühl und ihre Unterstützung.
In einer Verlautbarung vom März 2012 beklagte die syrisch-orthodoxe Kirche „ethnische Säuberungen gegen Christen“ in der Stadt Homs durch Mitglieder der Faruq-Brigaden der Freien Syrischen Armee. Militante bewaffnete Islamisten hatten nach dieser Darstellung schon 90 % der Christen aus Homs vertrieben. Die Faruq-Brigaden gaben dem Spiegel im April 2012 ein Interview, in dem sie die Anschuldigungen entschieden zurückwiesen. Ihr Sprecher Abdel-Razaq Tlas, Neffe des ehemaligen syrischen Verteidigungsministers Mustafa Tlas, warf Berichten im Spiegel vor, „unsere Revolution in den Dreck [zu] ziehen“. Syrische Christen warnten mit Blick auf die Kämpfe im Gouvernement al-Hasaka vor einer massiven Flüchtlingswelle der christlichen Glaubensgemeinschaft, sollte die Provinz in die Hände islamistischer Rebellen fallen. Assyrische/Aramäische Christen gründeten daraufhin auch ihre ersten eigenen Milizen wie die Sutoro und den Militärrat der Assyrer, die der Assyrischen Einheitspartei nahestehen und mit der kurdischen YPG an der Front kämpfen.

#### Kurden
Kurden bilden die größte nichtarabische Bevölkerungsgruppe Syriens und stellen mit etwa 1,7 Millionen knapp 10 % seiner Einwohner. Meist siedeln sie im Nordosten des Landes, entlang der fast 1000 km langen syrisch-türkischen Grenze sowie der syrisch-irakischen Grenze im Gouvernement al-Hasaka und im Gouvernement Aleppo. 1965 wurde von der syrischen Regierung die Schaffung eines Arabischen Gürtels entlang der syrisch-türkischen Grenze angekündigt und 1973 durchgeführt, wobei beduinische Araber innerhalb des Gürtels angesiedelt wurden. Zudem war 20 Prozent der syrischen Kurden in der Volkszählung von 1962 in al-Hasaka die syrische Staatsbürgerschaft entzogen worden, da sie illegal aus der Türkei nach Syrien eingewandert seien. Kurden waren von der Teilhabe am Staatskörper weitgehend ausgeschlossen.
Im März 2011 gab das syrische Ministerium für Arbeit und Soziales bekannt, dass Kurden, die keine syrische Staatsbürgerschaft besitzen, ab sofort ein Recht auf Arbeit hätten. Am zweiten Aprilwochenende 2011 wurde bekanntgegeben, dass diejenigen Kurden innerhalb Syriens, welche über keinerlei Staatsbürgerschaft verfügen, die syrische erhalten sollen. Dies betrifft aber nur registrierte Staatenlose (adschanib). Unregistrierte Staatenlose (maktumin) werden nicht berücksichtigt, die syrische Staatsbürgerschaft wird ihnen weiterhin vorenthalten.
Die wichtigsten kurdischen Organisationen sind der aus 15 Parteien bestehende Kurdische Nationalrat und die PYD. Seit Juli 2012 arbeiten sie im Hohen Kurdischen Komitee zusammen. Die PYD und andere kurdische Parteien unterhalten bewaffnete Einheiten, die in den von Kurden bewohnten Regionen aktiv sind.
Die drei mehrheitlich kurdisch besiedelte Kantone Efrîn, Kobanê und Cizîrê proklamierten Anfang 2016 die de-facto autonome Föderation Nordsyrien – Rojava.

## Zentren des Protests

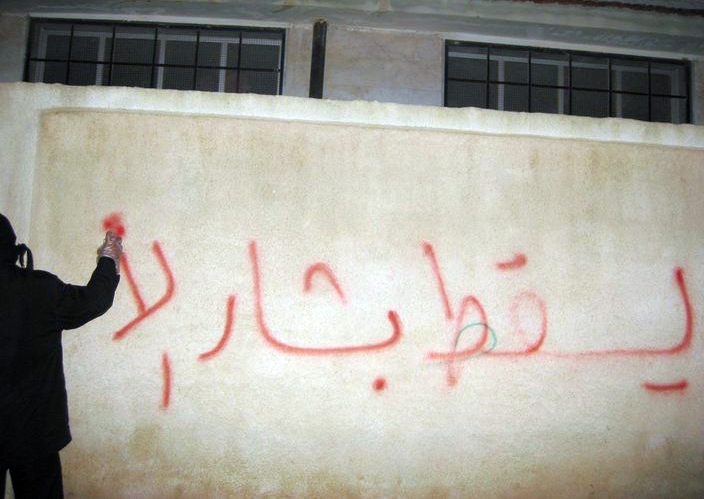
„Nieder mit Baschar“. Regierungskritisches Graffiti aus der ersten Zeit des Aufstandes (2011)

An den Protesten gegen die Regierung beteiligten sich in der Anfangsphase Gruppierungen aus unterschiedlichen Teilen der Bevölkerung, mit zunehmender Dauer des Bürgerkrieges wurde ausländische Unterstützung, Beteiligung und Einflussnahme zu immer wichtigeren Faktoren.
Im Nordosten des Landes konzentrierten sich die Proteste zunächst offenbar in den von Kurden bewohnten Gebieten.
Ein weiterer Schwerpunkt der Protestbewegung lag in der Stadt Darʿā einer von Stämmen und Landwirtschaft dominierten armen Region, die nach einer jahrelangen Dürre wirtschaftlich am Boden lag. Dabei verlangten die Teilnehmer wie beim Damaszener Frühling von 2001 ein Ende der korrupten Wirtschaftspolitik und den Sturz der Baath-Regierung von Präsident Baschar al-Assad. Dort waren es besonders sunnitische Araber, die sich an Protesten beteiligen. Als wichtiger Versammlungsort der dortigen Opposition wird die al-Omari-Moschee genannt. Wie auch in einigen anderen Staaten der arabischen Welt nicht ungewöhnlich, tritt eine Institution wie die al-Omari-Moschee als Ort der Opposition auf. Nach Ansicht des türkischen Nahost-Experten Oytun Orhan vom Zentrum für strategische Nahost-Studien (Orsam) verleihe gerade dies den Demonstrationen in Syrien, und insbesondere in Darʿā, eine deutlich islamischere Komponente. Dabei verweist er darauf, dass Demonstranten als Parole häufig geäußert hätten: „Wir wollen Muslime, die an Gott glauben“. Für die Proteste in Homs und in Banias machte das syrische Innenministerium entsprechend radikale Salafisten verantwortlich.

## Verlauf

Ablauf des Konflikts vom Oktober 2011 bis zum März 2019 als Animation

Militärische Lage im November 2023
Von den Streitkräften Syriens oder anderen Pro-Assad-Kräften kontrolliert
Von kurdischen Kräften bzw. den Demokratischen Kräften Syriens (SDF) kontrolliert (bildet den Staat Rojava)
Überwiegend von türkischen Streitkräften und der mit ihnen verbündeten SNA kontrolliert (bildet die Türkische Besetzung Nordsyriens)
Von Haiʾat Tahrir asch-Scham kontrolliert
Von der Revolutionären Kommandoarmee und den bei at-Tanf stationierten Streitkräften der Vereinigten Staaten kontrolliert
Vom Islamischen Staat (IS) kontrolliert
Kontrolle zu gleichen Teilen zwischen Regierung und Oppositionskräften bzw. Waffenruhe

Ganz allgemein können die Ereignisse des Arabischen Frühlings in anderen Ländern der Region als Anlass für Demonstrationen in Syrien genannt werden. Als Ausgangspunkt des Bürgerkrieges gilt die Gewaltanwendung gegen friedliche Demonstranten, die ab dem 15. März 2011 gegen die Verhaftung von Kindern in der südsyrischen Stadt Darʿā protestierten.
Mehrere Menschen wurden getötet. Bei Protesten in den folgenden drei Tagen kam es zu weiteren Toten, darunter auch einigen Polizisten. Ab April 2011 setzte die Regierung die reguläre Armee gegen die Demonstranten ein. Mehrere hundert Personen wurden in den ersten Monaten der Protestwelle im Umfeld von Demonstrationen getötet. Der überwiegende Teil dieser Toten fiel, nach Einschätzung von Menschenrechtlern, Aktionen der syrischen Geheimdienste zum Opfer.
Ab dem Sommer 2012 bildeten sich auf Seite der Rebellen hunderte bewaffnete Gruppen. Diese umfassten kleine Zellen von einem Dutzend Kämpfer bis zu Verbänden mit tausenden Mitgliedern. Sie rekrutierten sich vor allem aus Deserteuren der Syrischen Streitkräfte, dabei waren Angehörige der Arbeiterschaft und Bewohner ländlicher Regionen überrepräsentiert. Laut Angaben der syrischen Rebellen verfolgte das Regime 2013 rund 189.000 Bürger wegen Desertion aus der Armee. Die Kämpfer waren dabei jeweils lose an ihre Einheiten gebunden und wechselten zwischen den Rebellengruppen. Die Rebellengruppen versuchten ihre Organisationsformen der regulären Armee nachzubilden und vertraten als Freie Syrische Armee ihr Selbstverständnis als Streitkräfte eines neuen syrischen Staates. Sie konnten aber im Verlauf die eher informelle Organisation in konkurrierende Gruppen nicht überwinden.
Mitte 2012 hatte die reguläre syrische Armee mit etwa 60.000 desertierten Soldaten rund 20 % ihrer geschätzten Stärke von 2011 eingebüßt, während sie gleichzeitig gezwungen war, mit den verbliebenen Kräften in weiten Teilen des Landes ständig Präsenz zu zeigen, um eine Ausbreitung des Aufstandes zu verhindern. Beobachter prophezeiten nach bedeutenden Rückschlägen für die Regierungstruppen, wie dem Verlust großer Teile der Wirtschaftsmetropole Aleppo, um das Jahresende 2012 den baldigen Fall der Regierung von Präsident Assad. Die reguläre Regierungsarmee verlor im ersten Jahr der Kampfhandlungen fast die Hälfte ihrer Personalstärke durch Gefallene und Desertion.
Die FSA scheiterte jedoch damit, in den Gebieten, aus denen sie die Regierungstruppen vertrieben hatte, die öffentliche Ordnung aufrechtzuerhalten und die Bevölkerung zu versorgen. Dieses Vakuum wurde zunehmend von sunnitisch geprägten Hilfsorganisationen gefüllt, die aus der Golfregion finanziert wurden. Mit Fortschreiten des Konfliktes bewaffneten sich Vertreter dieser Organisationen, nahmen am Kampfgeschehen teil und trugen, gestützt durch die Zuführung von religiös motivierten Freiwilligen und kampferprobten Veteranen aus verschiedenen Konfliktregionen der Welt sowie Waffen aus dem Ausland, bald die Hauptlast der Kämpfe. So waren es islamistische Kämpfer, die im Frühjahr 2013 den Handstreich auf die Provinzhauptstadt ar-Raqqa durchführten.
Von 2011 bis 2013 wurde der Islamismus die vorherrschende politische Richtung der Rebellenbewegung. Die Protestbewegung hatte sich bereits kurz nach ihrem Auftreten religiöser Symbolik bedient. Der bewaffnete Widerstand gegen das Assadregime bediente sich ebenso der Ästhetik islamistischer Gruppen. Die Abhängigkeit von finanzieller Unterstützung der Golfstaaten förderte zunehmend die islamistische Orientierung der Rebellengruppen. Hier kamen schließlich diejenigen Dschihadisten, welche die Regierung im Frühjahr 2011 aus den Gefängnissen entlassen hatte, zum Zuge. 2013 waren mit Ahrar al-Scham und der al-Nusra-Front zwei islamistische Organisationen stark genug die säkularen Institutionen der Rebellion gegen Assad anzugreifen und ihre eigenen zu etablieren.
Anfang bis Mitte 2013 begann sich die syrische Regierung, entgegen den Voraussagen, wieder zu stabilisieren. Mit einem kleineren zu verteidigendem Gebiet, einem Ende der Massendesertationen und gestützt auf die Luftwaffe und den zunehmenden Einsatz undifferenziert tötender Waffen – wie Artillerie- und Bombenangriffen – konnten Regierungstruppen ihre Stellungen halten und lokal begrenzte Erfolge erzielen. Versuche, dieses Vorgehen mit zahlreichen zivilen Opfern durch den Sicherheitsrat verurteilen zu lassen, scheiterten mehrfach am Veto Russlands und Chinas.
Eine weitere Lageänderung trat dann im Mai 2013 ein, als Milizen der schiitischen Hisbollah in großer Zahl, vom Libanon kommend, die syrische Grenze überquerten und sich mit den Regierungstruppen Assads zusammenschlossen. Beobachter schätzten, dass dieses militärische Engagement auf direkte Weisung Irans erfolgte, der so seinen Einfluss in Syrien gegen die Aktivitäten aus den Golfstaaten Saudi-Arabien und Katar verteidigen wollte. Mit der Kombination aus im Guerillakampf erprobten Hisbollah-Verbänden und den schweren Waffen der Regierungstruppen, gelang es den Verbänden von Präsident Assad an mehreren Stellen die Rebellen zu schlagen und medienwirksam Gebiete, wie die als Schlüsselstellung für den Rebellennachschub wichtige Stadt Kusseir im Sommer 2013 zu erobern. Kusseir wurde in der Folge zu einem Sperrgebiet erklärt und diente seitdem als Standort für die Drogenproduktion, um so aus dem über Latakia abgewickelten Export und anschließenden Verkauf Devisen zu erhalten, die durch die internationalen Sanktionen für den syrischen Staat schwer erhältlich wurden.
Ein weiteres wichtiges Ereignis waren die Giftgasangriffe von Ghuta im August 2013, die zahlreiche zivile Opfer forderten und eine internationale Welle der Empörung auslösten. Eine NATO-Intervention wurde jedoch von der Bevölkerung der Mitgliedsstaaten abgelehnt. Ein amerikanischer Militärschlag gegen Ziele in Syrien wurde schließlich durch das Eingreifen Russlands abgewendet, indem es die Regierung in Damaskus überzeugte, ihr Chemiewaffenprogramm einzustellen und ihr C-Waffen-Arsenal unter internationaler Aufsicht zerstören zu lassen.
Mitte bis Ende 2013 kam es vermehrt zu Kämpfen zwischen islamistischen Rebellen und Angehörigen der ethnischen Minderheit der Kurden, die sich im Konflikt zwar in begrenztem Umfang gegen die Regierung gestellt hatten, sich aber weitgehend neutral verhielten, soweit ihre Siedlungsgebiete im Nord-Osten Syriens nicht betroffen waren. Der Versuch von al-Qaida-nahen Rebellengruppen, die besetzten Gebiete in Syrien mit Gebieten im Irak räumlich zu verbinden, in denen sich gleichgesinnte Kämpfer gegen die schiitisch geprägte Regierung des Irak erhoben hatten, verschärfte den Konflikt weiter. Kämpfe zwischen den, der al-Qaida zugerechneten, ISIL-Kämpfern auf der einen und einem Bündnis aus anderen, stark religiös geprägten, sunnitischen Gruppen, als deren Hauptunterstützer Saudi-Arabien gilt, und Resten der FSA auf der anderen Seite, dominierten den Jahreswechsel 2013–2014. Regierungstruppen traten zu dieser Zeit durch Bombenangriffe auf Rebellengebiete in Aleppo und begrenzte Geländegewinne, als Folge der rebelleninternen Kämpfe, in Erscheinung. Im Mai 2014 kam es zu mehreren Vereinbarungen zwischen Aufständischen und Regierungstruppen, die unter anderem zur kampflosen Räumung der Stadt Homs durch Rebellentruppen führten.
Mit dem Auftreten des Islamischen Staates (zuvor „ISIS“) Mitte 2014 kam es zu Kämpfen zwischen den Kurden und der Islamistischen Miliz. Durch das brutale Vorgehen der Islamisten kam es zur Massenflucht. Durch Offensiven des Islamischen Staats auf die strategische Stadt Kobane kam es zum erbitterten Kampf um Kobanê. Daraufhin sah sich der Westen, vor allem die USA, gezwungen, zu intervenieren und die Islamisten aus der Luft zu bekämpfen. Eine Koalition flog seitdem Luftangriffe auf den IS. Ende Januar 2015 wurden die Milizen des IS aus Kobane vertrieben. Regierungstruppen zogen sich Anfang 2015, vor allem aus dem Süden an der Grenze Jordaniens und im Nordwesten aus der Region um Idlib, zurück. Ende Mai 2015 startete der IS eine Offensive auf die strategisch wichtige Stadt Palmyra und nahm sie ein. Zu diesem Zeitpunkt kontrolliert die Terrormiliz erstmals 50 % des syrischen Territoriums.
Mitte August 2015 begann Russland mit dem Aufbau einer Basis in Latakia, welche es den Luftstreitkräften ermöglichen sollte, die Regierungstruppen zu unterstützen. Kurze Zeit später, im September 2015, begannen russische Kampfflugzeuge, neben dem IS, auch andere Oppositionsgruppen aus der Luft anzugreifen. Kurz darauf riefen 41 Gruppen der bewaffneten Opposition in einer Veröffentlichung zum Kampf gegen Russland und Iran auf. Die Al-Nusra-Front gehörte nicht zu den Unterzeichnern.
Der Jahreswechsel 2015/2016 war geprägt vom Vorrücken regierungstreuer Kräfte aus Iran, aus dem Libanon und aus Afghanistan, die unter dem Schutz russischer Luftangriffe im nördlichen Syrien Kämpfer verschiedener Rebellengruppen aus Gegenden nördlich von Aleppo vertrieben. Wege, die man für Nachschub der Rebellenkämpfer in der Stadt als auch für Hilfslieferungen für die Zivilisten dort verwendet hatte, wurden im Sommer abgeschnitten. Nachdem der IS lange versucht hatte, Gebiete zu verteidigen, die an die Türkei grenzen, änderte die Terrororganisation nach der Niederlage gegen die kurdisch dominierten SDF Anfang August 2016 nach der Manbidschoffensive, ihre Taktik und gab die Gebiete an der türkischen Grenze weitgehend kampflos auf. In der Folge verlor der IS mit ar-Raqqa im November 2017 die größte Stadt unter seiner Kontrolle und wurde bis zum Jahresende 2017 von Bodentruppen des SDF und von syrischen Regierungstruppen und mit ihnen verbündeten Milizen bis auf wenige unbedeutende Gebiete entlang der syrisch-irakischen Grenze vom syrischen Staatsgebiet verdrängt. Irakische Truppen erreichten zur gleichen Zeit die Befreiung des gesamten irakischen Staatsgebietes vom IS. Regierungstruppen und regierungstreuen Kräften gelang es von Mitte November bis Ende Dezember 2016, die eingeschlossenen Ortsteile von Aleppo zu überrennen und die verbliebenen Rebellen zum Abzug in die Idlib-Region zu zwingen. Dort kam es dann im Januar und Februar 2017 zu verlustreichen fraktionsinternen Kämpfen zwischen verschiedenen islamistischen Rebellengruppen.
Im Sommer 2017 entwickelte sich ein Wettrennen zwischen Kräften, die loyal zu Assad standen, und solchen Kämpfern, die von der US-Koalition gesteuert wurden. Beide Seiten versuchten dabei als Erste Schlüsselbesitzungen des Islamischen Staates an der Grenze zum Irak zu erobern, bevor die jeweils andere Seite ihnen zuvorkommen konnte. Die USA stützen sich dabei auf SDF-Kämpfer, die aus Nordsyrien nach Süden im Raum um ar-Raqqa vorrückten und Kämpfern, die aus der Grenzregion zu Jordanien nach Norden vorrückten. Die regierungstreuen Truppen erhielten ihrerseits Verstärkungen durch schiitische Milizen, die nach ihrer Beteiligung an den Kämpfen um das irakische Mossul über die Grenze kamen. In der Idlib-Region setzten sich zur gleichen Zeit die Islamisten des HTS gegen andere Aufständische durch und wurden zur dominierenden Kraft. Im Spätsommer und Herbst 2017 wurde die Terrororganisation Islamischer Staat aus den von ihr eroberten Kerngebieten am Euphrat vertrieben und am 17. Oktober 2017 wurde die IS-Organisation aus ihrer Hochburg Raqqa vollständig nach der Schlacht um Raqqa vertrieben. Letzte Rückzugsgebiete der Terrororganisation IS befanden sich im Oktober 2017 noch am Euphrat südöstlich von Deir ez-Zor im Grenzraum zum Irak. Sie wurden bis zum Jahresende 2017 bis auf wenige Ausnahmen eingenommen.
Die syrische Armee eröffnete zum Jahreswechsel 2017/2018 eine Offensive, von der Journalisten annehmen, sie habe zum Ziel, eine direktere Straße von Damaskus nach Aleppo freizukämpfen, was den südwestlichen, noch immer von der Terrororganisation Haiʾat Tahrir asch-Scham (HTS) besetzten, Teil der Provinz Aleppo abspalten und einschließen würde. Rund 100.000 Zivilisten wurden nach Angaben der UNO von Mitte Januar 2018 durch die neue Offensive in die Flucht geschlagen. Die Gründe der Offensive blieben umstritten: Während die syrische Regierung sie mit der Anwesenheit von verschiedenen terroristischen Gruppierungen in dem Gebiet rechtfertigte, kritisierte die türkische Regierung, dass das ein Vorwand sei, um gegen moderate Rebellen und Zivilisten vorzugehen. Die Türkei eröffnete ab Mitte Januar ihrerseits eine Militäroffensive gegen das Kurdengebiet um Afrin, während syrische Regierungstruppen und Verbündete, mit der Begründung, dschihadistische Terrorgruppen zu bekämpfen, weiter die zuvor als „Deeskalationszonen“ ausgewiesenen Gebiete angriffen.
Erst mit der Ankündigung von Ende Dezember 2018, seine Truppen aus Syrien abziehen zu wollen, belebte US-Präsident Donald Trump die islamistischen Bewegungen in Syrien erneut – der IS sah sich in seinen verbliebenen Restgebieten bei Deir ez-Zor moralisch gestärkt und startete eine Reihe von Offensivaktionen, während die Türkei sich darauf vorbereitete, den Hauptgegner des IS, die kurdische YPG/SDF nach Abzug der USA zu bekämpfen. Um das zu erreichen, zogen die Türken allerdings Hilfstruppen türkeifreundlicher Milizen aus dem Rebellengebiet Idlib ab, was die ehemaligen al-Qaida Anhänger, nun unter dem Banner der Haiʾat Tahrir asch-Scham (HTS), ihrerseits für eine Offensive gegen die Gebiete der gemäßigteren Rebellen in Idlib nutzten und ihren Einfluss dort ausweiteten.
Der IS verlor schließlich am 23. März 2019 mit al-Baghuz Fawqani sein letztes offiziell kontrolliertes Territorium. Die verbliebenen Angehörigen von IS-Kämpfern flohen vor allem nach al-Haul. So wuchs diese Flüchtlingsstadt in jener Zeit während der Schlacht von Baghuz von weniger als 10.000 auf etwa 72.000 Personen an. Die verbliebenen IS-Kämpfer aus der Schlacht von Baghuz haben sich in die syrische Wüste und die syrisch-irakische Grenzregion zurückgezogen. In Syrien operieren IS-Kämpfer vor allem in der Wüste westlich des Euphrat in den Provinzen Deir ez-Zor und Homs, wo das Assad-Regime die Kontrolle hat. Anfang April 2020 attackierten IS-Kämpfer die Kleinstadt as-Suchna an der Straße von Deir ez-Zor nach Homs und Damaskus und töteten mehrere Soldaten der Streitkräfte Syriens.
Im Gouvernement Idlib begannen regierungstreue Truppen und die Luftstreitkräfte Russlands Ende April 2019 mit einer Offensive auf das mehrheitlich von Rebellen besetzte Gebiet, bei denen Aktivisten zufolge besonders zivile Infrastruktur, wie Krankenhäuser, systematisch zerstört wurden. Die Kämpfe hätten laut Flüchtlingshilfswerk 300.000 Menschen zur Flucht gezwungen. Drei Millionen Menschen, zwei Drittel davon abhängig von humanitären Hilfen, hielten sich zum Beginn der Kämpfe in der vereinbarten Deeskalationszone Idlibs auf.
Am 9. Oktober 2019 kam es nach dem überraschenden Abzug der USA aus dem Kurdengebiet nahe der türkischen Grenze zur Türkischen Offensive in Nordsyrien. Die syrische Regierung entsandte dann auf Bitten der Kurden ihrerseits Truppen um den türkischen Vormarsch aufzuhalten. Die Kämpfe flauten ab und am 22. Oktober einigten sich der Russische und der Türkische Präsident auf eine künftige Machtverteilung in Nordsyrien. Amerikanische Truppen verblieben lediglich im Umfeld der syrischen Ölfelder in der Deir el-Zour-Region.
Kurz vor Jahreswechsel 2019/2020 begannen syrische Regierungstruppen und verbündete schiitische Milizen mit russischer Luftunterstützung eine Offensive in das letzte Gebiet der Aufständischen in Idlib. Bis Mitte Februar 2020 hatten sich von den geschätzt 3 Millionen Bewohnern des Gebietes eine Million auf die Flucht in Richtung Grenze zur Türkei begeben. Die türkische Regierung, nicht mehr Willens oder in der Lage weitere Flüchtlinge aufzunehmen, ließ auf syrischem Gebiet Unterkünfte bauen und versuchte durch Diplomatie und zunehmend auch durch militärisches Eingreifen die syrischen Regierungstruppen aufzuhalten. Mehrere Tausend türkische Soldaten wurden im Februar 2020 über die Grenze in die Provinz entsandt. Im selben Jahr trat in Idlib ein Waffenstillstand zwischen dem syrischen Regime von Baschar al-Assad und HTS in Kraft.
Die Covid-19-Pandemie (in Syrien) trug dazu bei, dass die Lebensmittelpreise im Jahr 2020 gegenüber dem Vorjahr um 250 Prozent stiegen.
Obwohl Geldtransfers nach Syrien für humanitäre Hilfe nicht von den Sanktionen betroffen sind, zögern viele Hilfsorganisationen und Banken, Geld nach Syrien zu überweisen, da der syrische Staat um Baschar al-Assad nur wenig Hilfsgüter in besonders verwüstete Gebiete bringt und auch die Hilfsgelder missbraucht. Daraus würde die Sanktionierung der Hilfsorganisationen und Banken selbst folgen, da die Überweisung der Hilfsgelder eine Unterstützung des syrischen Regimes darstellt, was durch das von der US-Regierung erlassene Caesar Act (Gesetz) bestraft wird. Die europäischen Staaten und die USA geben zudem keine eigenen Hilfsgelder für den Wiederaufbau der Infrastruktur in Syrien frei, solange das Regime um Baschar al-Assad zu keinen Reformen bereit ist, die zu freien und fairen Wahlen führen. Die Hilfsgelder die bis einschließlich September 2020 nach Syrien gelangten und größtenteils an Hilfsorganisationen der UNO in Syrien ausgezahlt wurden, kommen zu 90 % von den USA und aus Europa. Russland, das durch seinen Militäreinsatz in Syrien erheblich zur Zerstörung des Landes beigetragen hat, gehört nicht zu den europäischen Staaten, die die humanitäre Hilfe für Syrien zu 90 % finanzieren.
Im Jahr 2020 wurden mehrmals Lieferungen (insgesamt etwa 27 Tonnen bzw. 162 Millionen Captagon-Pillen, vier Tonnen Haschisch und weitere Ladungen Amphetamin) von über den Seehafen von Latakia exportierten Drogen abgefangen, deren Produktion (bspw. bei der Stadt Kusseir) von Angehörigen der al-Assad-Familie organisiert wurde. Durch den anschließenden Verkauf können Devisen erhalten werden, die durch die internationalen Sanktionen für den syrischen Staat bzw. dessen Regierung schwer erhältlich wurden.
Laut der BBC griff die Türkei zwischen Oktober 2019 und Januar 2024 mehr als 100 mal Ölfelder, Gasanlagen und Kraftwerke in der Rojava an. Durch die Zerstörung von Kraftwerken musste ein Wasserwerk, das eine Million Menschen versorgte, abgeschaltet werden. Die Türkei erklärte, sie habe die „Einnahmequellen und Kapazitäten“ kurdischer Separatistengruppen ins Visier genommen, die sie als Terroristen betrachtet.

Am 27. November 2024 starteten Rebellen, angeführt von der Haiʾat Tahrir asch-Scham (HTS) und der von der Türkei unterstützten Freien Syrischen Armee, aus der Provinz Idlib heraus, eine Großoffensive. Innerhalb von 12 Tagen nahmen die Rebellen große Teile des Landes ein, darunter die Großstädte Aleppo, Hama, Homs und letztlich Damaskus, was in der Nacht vom 7. auf den 8. Dezember 2024 zum Ende des Assad-Regimes führte.
Mitte Dezember 2024 gab HTS-Anführer al-Dschaulani, der seit der Machtübernahme seinen zivilen Namen verwendet, bekannt, die Kampfgruppen der Rebellenorganisationen aufzulösen und deren Mitglieder in die Streitkräfte Syriens einzugliedern.

## Militärisch unmittelbar Beteiligte

### Regierung
Reformen in der Krise

Als Reaktion auf den Aufstand in Syrien wurden von Assad ab April 2011 Reformen angekündigt und einige davon auch durchgeführt. Begleitend dazu wurden drei Amnestien für Oppositionelle angekündigt, dies im Mai und im Juni 2011 und im Januar 2012.
Bei den Amnestien wurden zwischen dem November 2011 und dem Januar 2012 rund 4000 Menschen freigelassen. Unter den Amnestierten war auch der spätere Rebellenführer Zahran Allusch.
Am 26. Februar 2012 fand ein Referendum über eine neue Verfassung statt.
Bis zum Mai 2012 wurde die führende Rolle der Baath-Partei aus der Verfassung entfernt, allerdings der Präsident mit mehr Machtbefugnissen ausgestattet. Bei der Wahl zum syrischen Parlament am 7. Mai 2012 bewarben sich Kandidaten neun verschiedener Parteien um Abgeordnetenmandate.

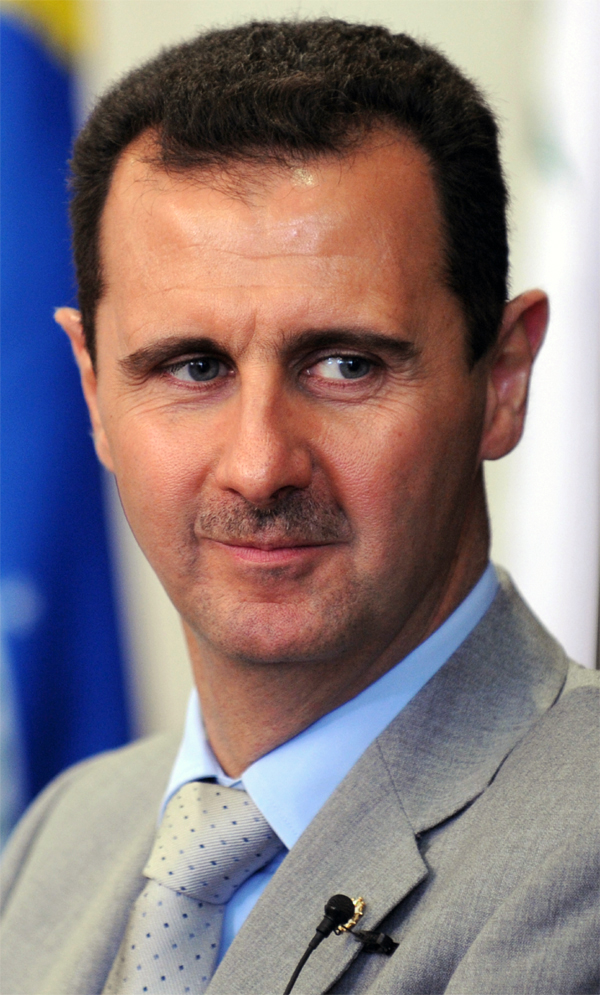
Baschar al-Assad (2010)

Haltung von Präsident Baschar al-Assad

Assad sprach in einem am 11. Mai 2012 von Rossija 24 ausgestrahlten Interview über die weitere Umsetzung der Reformen. Alle während der Krise verabschiedeten Gesetzesartikel sollten unter der Schirmherrschaft der Regierung im Rahmen des in Gang zu setzenden nationalen Dialogs zwischen den verschiedenen politischen Strömungen besprochen werden. Es sei auch möglich, dass es zu einer Diskussion über die syrische Verfassung komme. Als Beteiligte an dem Dialog gab er die verschiedenen Parteien und die politischen Führer in Syrien an. Auf die Kritik angesprochen, wonach die Reformen zu langsam vorankämen, entgegnete er, dass die neue syrische Verfassung in nur vier Monaten verabschiedet worden sei. Die Erwartung, dass in einer so kurzen Zeit alle Gesetze durchgegangen würden, sei nicht realistisch. Normalerweise brauche man für einen derartigen Eingriff zwischen sechs Monaten und einem Jahr.
Da viele ausländische Journalisten kurz nach Beginn des Aufstandes ausgewiesen wurden, stützte sich die Berichterstattung über den Aufstand überwiegend auf Aktivisten vor Ort und auf internationale Organisationen. Die syrische Regierung sprach seit Beginn der Proteste davon, dass die Aufstände von islamistischen Extremisten, ausländischen Verschwörern und Terroristen angezettelt worden seien.
Baschar al-Assad drückte gegenüber der Opposition mehrfach, zuletzt Ende Juli 2013, seine Bereitschaft zu Friedensverhandlungen aus, was nach Ausbruch des Bürgerkrieges stets abgelehnt wurde. Oppositionelle forderten, dass Assad vor Beginn von Verhandlungen seinen Rücktritt ankündigen müsse, oder brachten zum Ausdruck, dass sie erst verhandeln würden, wenn sie die militärische Oberhand gewonnen hätten. Anfang August 2013 rückte Assad schließlich von seinem Angebot ab und schloss in einer Fernsehansprache aus, dass mit der zerstrittenen Opposition noch verlässliche Vereinbarungen getroffen werden könnten, stattdessen müsse der Aufstand mit militärischer Gewalt niedergeschlagen werden.
Das Milizsystem

Die Regierungsseite ist in dem Konflikt nicht nur über die regulären syrischen Streitkräfte aktiv, sondern auch über eine Reihe von regierungsfreundlichen Milizen. Auf Milizen griff die syrische Regierung bereits weit vor dem Bürgerkrieg zurück. Erste Milizen wurden aus kriminellen Banden geformt, die auf die 1970er Jahre zurückgehen. Als Reaktion auf zunehmende Aufstände im besetzten Irak von 2006 an bewaffnete die syrische Regierung von 2006 an zunehmend Stammesverbände im Grenzgebiet zum Nachbarland, um den Waffenschmuggel zu unterbinden. Daraus entstanden weitere Milizen. Dieses Milizsystem weitete sich im Verlauf der Kampfhandlungen deutlich aus. Oft gingen die Milizen aus Selbstverteidigungsgruppen ethnischer und religiöser Minderheiten hervor, die sich insbesondere durch islamistische Kräfte innerhalb der bewaffneten Opposition bedroht sahen. Insbesondere unter Alawiten und Sunniten wuchsen sich traditionelle Unterstützungsnetzerke der Assad-Regierung zu Milizen aus. Aus Regierungssicht bedeuteten diese Gruppen eine Möglichkeit, die Kampfkraft der bis 2012 stark dezimierten regulären Armee teilweise zu ersetzen. Mit diesem Ziel wurden Führungsfiguren der bereits entstandenen Milizen gezielt durch Regierungsagenten angesprochen und eingebunden. Mit gesetzlichen Regelungen im November 2012 organisierte die Regierung das Milizsystem als Nationale Verteidigungskräfte. Rekrutierung, Besoldung und Ausbildung der Milizen wurde in diesem Rahmen einheitlich geregelt. In den folgenden Jahren griffen die Milizen zum Teil entscheidend in Kämpfe ein. Zugleich begann die Integration von Milizenführern in politische und wirtschaftliche Machtstrukturen. So waren nach der Parlamentswahl vom 19. Juli 2020 unter den neuen Abgeordneten 31 mit regierungsfreundlichen Milizen verbunden. In einigen Teilen des Landes ersetzte der Dienst in einer Miliz zeitweise die Einberufung zur regulären Armee.

### Politische Opposition

Von der Opposition verwendete Flagge der Syrischen Republik (Staatsflagge 1932–1958/1961–1963)

Es gibt verschiedene staatlich geduldete Parteien und Bündnisse, die sich an den Wahlen beteiligen dürfen. Einige gab es schon vor dem Aufstand, andere sind im Zuge der Proteste entstanden und wurden dann als legale Parteien neu gegründet. Im Vorlauf der Parlamentswahlen hatten sich bis Anfang April 2012 neun Parteien gegründet, die jedoch von weitgehend unbekannten Personen geführt wurden. Das danach im syrischen Parlament vertretene Oppositionsbündnis war die Volksfront für Wandel und Freiheit. In ihr fanden sich viele, die seit Jahren in der Opposition standen und oft auch im Gefängnis waren. Die Volksfront verstand sich als eine Brücke zwischen Regierung und Straße und galt daher vielen als regierungsnah. Die Beteiligung an gewaltsamen Demonstrationen lehnte sie ab.
Der Syrische Nationalrat war im Oktober 2011 in Istanbul als Dachorganisation gebildet worden. Als Ziel gab er an, die damalige syrische Opposition vereinen zu wollen. In seiner Gründungserklärung hatte er sich noch gegen ein militärisches Eingreifen vom Ausland in Syrien ausgesprochen. Später forderte er dann aber eine „Flugverbotszone“ und im November 2011 dann sogar eine an die Türkei angrenzende sogenannte „Schutzzone“ auf syrischem Territorium, für deren Einrichtung jedoch ein internationales Mandat notwendig wäre. Der Nationalrat besteht mehrheitlich aus Mitgliedern, die außerhalb Syriens leben, darunter dem in Frankreich lebenden Burhan Ghaliun sowie Haitham Maleh. Auch die syrischen Muslimbrüder sind im Nationalrat vertreten.
Die Nationalkoalition für Oppositions- und Revolutionskräfte löste den Syrischen Nationalrat mit ihrer Gründung im November 2012 als Dachorganisation ab, der Nationalrat bildet seither einen Teil der Nationalkoalition, welche jedoch nur von einem kleinen Teil der militärischen Opposition in Syrien anerkannt wird, da der größte Teil einen islamischen Staat erzwingen will.
Im Zuge der Vorbereitungen zur von Russland und den USA organisierten Friedenskonferenz, die für den Juni 2013 angesetzt war, bildeten sich im Wesentlichen zwei Blöcke in der Opposition. Am 5. Juli wurde Ahmed Dscharba zum Präsidenten der Oppositionsregierung gewählt. Im Juli 2014 wurde Hadi al-Bahra Präsident, ihm folgte im Januar 2015 Chaled Chodscha.
Im Land selbst verankert ist das Nationale Koordinationskomitee für Demokratischen Wandel (NCC), das im September 2011 gegründet wurde. Das Koordinationskomitee verfolgte mit dem Syrischen Nationalrat einige gemeinsame Positionen, warf diesem jedoch vor, von westlichen Staaten beeinflusst zu sein. Es verfolgt einen säkularen Kurs und besteht unter anderem aus linken und kurdischen Gruppen. Vorsitzender ist Hussein Abdel Azim, ein weiteres prominentes Mitglied ist Haitham Manna.
In den Lokalen Koordinationskomitees (LCC) oder in der Generalkommission der Syrischen Revolution sind Aktivisten vertreten, die vor Ort Proteste organisieren. Diese Gruppen sind oft mit dem Nationalrat oder dem Nationalen Koordinationskomitee verbunden.

### Entwicklung der bewaffneten Opposition
In der zweiten Hälfte des Jahres 2011 begannen sich die Regierungsgegner verstärkt zu bewaffnen und gegen die regulären Streitkräfte zu kämpfen. Ehemalige Soldaten der syrischen Armee gründeten die besonders von der sunnitischen Mehrheit Syriens getragene Freie Syrische Armee (FSA), die sich als bewaffneter Arm der syrischen Opposition sieht. Die in ihr vereinten Freischärler sind heterogen zusammengesetzt.
Während im ersten Jahr des Bürgerkrieges Menschenrechtsverletzungen von westlichen Medien meist nur den Truppen von Präsident Baschar al-Assad vorgeworfen wurden, erhob die Menschenrechtsorganisation Human Rights Watch (HRW) im März 2012 auch Vorwürfe gegen die bewaffnete syrische Opposition, insbesondere gegen FSA-Kämpfer. In einem HRW-Bericht wurde den Aufständischen vorgeworfen, sie hätten gefangen genommene Sicherheitskräfte der Regierung gefoltert und hingerichtet und in anderen Fällen Regierungsanhänger oder deren Angehörige entführt, um Lösegeld zu erpressen. In den Provinzen hatten sich Dutzende kleiner, unabhängiger Milizen gegründet, deren Handeln sich jeder Kontrolle entzog.
SNC und FSA werden nach Angaben der New York Times und anderer Quellen zum größten Teil von Saudi-Arabien, Katar und den Vereinigten Arabischen Emiraten finanziell unterstützt, darüber hinaus auch militärisch über die Türkei mit Hilfe des türkischen Geheimdienstes MIT. Sowohl SNC und FSA haben ihren Sitz in der Türkei. Anführer war zunächst der Sunnit Riad al-Asaad, der 2012 durch Selim Idriss ersetzt wurde, den man wiederum 2014 durch al-Baschir austauschte.
Die Gründung von Militärräten, die die Ordnung in Gebieten aufrechterhalten sollten, aus denen die Truppen der Regierung zuvor vertrieben worden waren, wurde von den USA zunächst unterstützt, jedoch zerfielen diese Konstrukte bald und hatten sich Anfang 2013 in zahlreiche Kleinstverbände zersplittert, unter denen sich nach US-Angaben auch zahlreiche Kriminelle befanden, die die Zivilbevölkerung drangsalierten. Diese Auflösungserscheinungen der FSA verhalfen wiederum religiös motivierten Gruppierungen zu mehr Ansehen auf Seiten der Rebellen, weil sie sich nicht an Plünderungen beteiligten.
Im November 2013 vereinigten sich sieben islamistische Rebellengruppen und bildeten zusammen die Islamische Front, die mit geschätzten 45.000 Kämpfern das größte bewaffnete Oppositionsbündnis bildet und, wie islamistische Extremisten allgemein und schon vor dem Syrien-Konflikt, von Saudi-Arabien und auch Katar finanziert wird. Analysten sehen in der Gründung, die eine islamische „Theokratie“ in Syrien fordert, eine weitere Abnahme des westlichen Einflusses auf den Konfliktverlauf und gehen von einer Verhärtung der Bürgerkriegsfronten aus. Anfang Dezember nahm eine ihrer Untergruppen, die Ahrar al-Scham, das Hauptquartier der von den USA unterstützten FSA nahe der türkischen Grenze ein und erbeutete umfangreiche Waffenbestände; die säkulare Opposition gilt seitdem als stark geschwächt und uneins.
Die Zersplitterung der bewaffneten Opposition wird nach einem Bericht der Washington Post von Mitte Juni 2013 weiter vorangetrieben, da private Sponsoren aus der Golfregion begonnen hätten, gezielt Milizen im Bürgerkrieg zu unterstützen, die ihren persönlichen, meist radikalen religiösen Ansichten am ehesten entsprechen. Diese Entwicklung entziehe sich jeder Kontrolle. So zählte die US-amerikanische Defense Intelligence Agency im Juli 2013 etwa 1200 Oppositionsgruppen – von kleinen, lokalen Gemeinschaften, die sich beispielsweise zur Sicherstellung der Wasserversorgung eines Ortes gebildet hätten, bis zur grenzüberschreitend agierenden, extremistischen Terrororganisation. Auch ein Vertreter des World-Food-Programms (WFP) gab Ende April 2013 bekannt, dass sich die Befehlskette auf Seiten der Rebellen im letzten Jahr offenbar deutlich gelockert habe und mit vielen ihrer Verbände nun einzeln verhandelt werden müsse, um Hilfslieferungen durch ihr Gebiet zu transportieren.
Oktober 2015 vereinigte sich die kurdische YPG mit syrisch-arabischen Milizen der FSA und mit dem christlich-aramäischen Militärrat der Assyrer zu den Demokratischen Kräften Syriens (Syrian Democratic Forces, SDF), die sich zu Syrien als Vielvölkerstaat bekennen und im Norden Syriens Offensiven gegen den IS durchführen.

### Al-Qaida und Islamischer Staat
Die al-Qaida zugehörige al-Nusra-Front, die sich zeitweilig als zweitgrößte Oppositionsgruppe neben der Freien Syrischen Armee etabliert hatte, wurde Anfang 2012 deutlicher wahrgenommen. Spätestens im Februar 2012 wurde klar, dass sich al-Qaida massiv in den Konflikt einmischte, nachdem schon im Dezember 2011 einzelne Anschläge die Handschrift al-Qaidas getragen hatten. Es bestand der Verdacht auf Unterwanderung und des Vertrauensverlustes der Opposition. Im Sommer 2012 mehrten sich die Stimmen westlicher Medien, die die Auffassung vertraten, dass sunnitische Islamisten den Großteil der bewaffneten Auseinandersetzungen mit den Regierungstruppen austragen. Es sei daher auch nicht unwahrscheinlich, dass diesen Gruppen nach einem möglich erzwungenen Abgang Assads der beherrschende politische Einfluss zufalle. Am 12. August 2012 vermerkte ein teilweise noch immer zensierter Geheimdienstbericht der DIA, die Salafisten, die Muslimbruderschaft und al-Qaida im Irak seien die treibenden Kräfte des Aufstands in Syrien. „Der Westen, die Golfstaaten und die Türkei unterstützen die Opposition, während Russland, China und Iran die Regierung unterstützen.“
Zugeschrieben wurden al-Qaida die schweren Bombenanschläge in Aleppo und Damaskus sowie die Einnahme einiger Stützpunkte der syrischen Armee mit Dutzenden Toten. Al-Qaida-Anführer Aiman az-Zawahiri hatte bereits seit Beginn der Proteste gegen Assad im Sommer 2011 versucht, seine Organisation als Teil der Bewegung gegen die syrische Regierung zu stilisieren, indem er den Konflikt zur Auseinandersetzung mit den Staaten Israel und den USA verklärte, denen er die Unterstützung der Regierung Assad nachsagte. Oppositionsgruppen wurden – möglicherweise ohne deren Wissen – von al-Qaida unterwandert. Die Einschätzung bestätigte sich, als die al-Nusra-Front sich mit az-Zawahiri solidarisch erklärte und im April 2013 dessen Ziel bekanntgab, den Aufbau eines islamischen Regimes in Syrien zu unterstützen.
Der Zulauf von dschihadistischen Kämpfern zu verschiedenen Rebellengruppen hat sich mit Dauer des Konfliktes erheblich verstärkt. Ende Mai 2013 räumte der britische Außenminister William Hague ein, dass Syrien zur „ersten Adresse“ für Dschihadisten aus der ganzen Welt aufgestiegen sei. Im Oktober 2013 schätzte der Bundesamt für Verfassungsschutz die Zahl der Menschen aus Deutschland, die sich im syrischen Kriegsgebiet aufhalten oder auf dem Weg dorthin befinden, auf 200 Personen – mit steigender Tendenz. Im Januar 2014 bezifferten Hague und der französische Präsident François Hollande die Zahl der dschihadistischen Kämpfer aus ihren Ländern auf „hunderte“ bzw. 700. Gleichzeitig verlautbarte der stellvertretende syrische Außenminister Faisal al-Miqdad, dass westliche Geheimdienste bei syrischen Stellen Interesse an einer Sicherheitskooperation bekundet hätten.
Eine zu Jahresbeginn 2014 veröffentlichte israelische Studie schätzt die Zahl ausländischer Dschihadisten auf 6000–7000, davon 4500 aus der arabischen Welt und 1000 aus Europa, zumeist junge muslimische Einwanderer der zweiten oder dritten Generation. Die meisten haben sich Rebellengruppen der al-Qaida angeschlossen und fühlen sich dem globalen Dschihad verpflichtet. Schätzungsweise 8–10 % sind in dem Konflikt inzwischen umgekommen.  Die Geschwindigkeit, mit der Kämpfer aus der ganzen Welt für den Dschihad in Syrien mobilisiert werden, übertrifft noch die Rekrutierungsraten im Afghanistan- und Irakkrieg. Die Freiwilligen sickern hauptsächlich über die 900 km lange türkisch-syrische Grenze in das Land, begünstigt durch die Passivität der türkischen Behörden und die Kontrolle der Grenzübergänge durch die Rebellen. Die Rückkehr von radikalisierten und kampferprobten Mudschaheddin in ihre Herkunftsländer wird nach den Erfahrungen von Afghanistan als eine potenzielle Bedrohung der internationalen Sicherheit angesehen; insbesondere für Westeuropa wird eine erhöhte Gefährdungslage angenommen. Anders als in früheren Bürgerkriegen greifen nicht nur Sunniten, sondern erstmals auch schiitische Freiwillige in großer Zahl in die Kämpfe ein. Auf Regierungsseite kämpfen geschätzte 7000–8000 ausländische Schiiten, vor allem Soldaten der libanesischen Hisbollah, aber auch irakische Milizionäre, die beide Unterstützung von Iran erfahren. Das ungefähre quantitative Gleichgewicht zeigt die religiöse Dimension des Konfliktes und seine Verschärfung durch den sunnitisch-schiitischen Gegensatz.
Bis zum Herbst 2013 war die militärische Hauptlast weitgehend auf islamistische Aufständische übergegangen, die sich auch organisatorisch neu aufstellten. Im September schätzte Jane’s, dass die 100.000 oppositionellen Kämpfer sich aus 10.000 teils internationalen Dschihadisten der al-Qaida, 30.000 bis 35.000 radikalen syrischen Islamisten und 30.000 „moderaten“ Islamisten rekrutieren. Säkulare und nationalistische Kampfgruppen bilden dagegen nur noch eine Minderheit. Die Gruppierung Islamischer Staat im Irak und in der Levante (ISIS), als Teil von az-Zawahiris Organisation, etablierte sich 2013 nach Einschätzung von Beobachtern als dominante militärische Präsenz im Norden Syriens.
Nach monatelangen Spannungen im Oppositionslager eröffnete im Januar 2014 eine islamistische Rebellenkoalition unter Führung der Islamischen Front die Offensive gegen den al-Qaida-Ableger ISIS, dem eine rücksichtslose Implementierung der Scharia in den von ihm besetzten Gebieten vorgeworfen wird. Bei schweren Kämpfen in Nord- und Ostsyrien kamen fast tausend Bewaffnete auf beiden Seiten ums Leben. Die al-Nusra-Front, die ebenfalls der al-Qaida zugerechnet wird, aber über eine größere Verankerung in der syrischen Bevölkerung verfügt, verhält sich in dem internen Machtkampf bislang weitgehend neutral.

## Internationale Einflussnahme
Hinter der Einflussnahme von außen liegen nach Darstellung von Politikwissenschaftlern geostrategische und ökonomische Interessen. So stellt Werner Ruf dar, wie sich im Krieg in Syrien „wie in einem Brennglas das wirre Knäuel politischer und geostrategischer Interessen der großen wie der regionalen Mächte“ zeige. Dafür würden religiöse Fragen von den Akteuren lediglich instrumentalisiert. Er kommentiert die Konsequenzen: „Der Regimewechsel im Irak und der jetzt mittels gewalttätiger Subunternehmer versuchte Umsturz in Syrien erweisen sich als ein Sprengsatz, der seine Erfinder unmittelbar zu bedrohen scheint.“ Die Konzentration der politischen Beobachtungen auf die Person Assads und die religiös motivierten Konflikte wird als naive Verkennung der geopolitischen Grundprobleme kritisiert.
Für die französischen Politikwissenschaftler Adam Baczko, Gilles Dorronsoro und Arthur Quesnay verlaufen im Bürgerkrieg mehrere Konfliktlinien. Einerseits stehen sich die Vereinigten Staaten (verbündet mit Europa) und Russland (mit Iran und China verbündet) gegenüber. Beide Seiten trennen unterschiedliche Vorstellungen über die internationale Ordnung, insbesondere über den Umsturz autoritärer Regime. Andererseits wetteifern Iran und Saudi-Arabien um regionale Vorherrschaft. Die beiden Staaten hegen seit langem feindselige Beziehungen.
Günter Meyer wies in einem Interview der FAZ darauf hin, dass die Vereinigten Staaten Jahre vor dem Konflikt eine Allianz mit Israel und Saudi-Arabien gebildet hätten, um Assad zu stürzen. Meyer bezog sich auf geleakte Depeschen aus der US-Botschaft in Damaskus aus dem Jahr 2006, die von Wikileaks veröffentlicht worden waren, „wonach die Vereinigten Staaten aufgrund einer Schwachstellenanalyse des Assad-Regimes Strategien zum Umsturz in Syrien entwickelte [sic].“ Meyer stützte seine Aussagen auch auf die Untersuchungen des Investigativjournalisten Seymour Hersh, der 2007 die Allianz zwischen den drei Staaten zum Sturz der syrischen Machthaber aufgedeckt und nachgewiesen habe, dass hier Terrorkämpfer für einen Machtwechsel in Syrien ausgebildet worden seien, auf die Aussagen des Generals Wesley Clark über die von den USA geplanten Kriege, Aussagen des französischen Außenministers Dumas und des ehemaligen Leiters der DIA, Michael Flynn sowie geheime Unterlagen der DIA.
Haaretz und Washington Post interpretierten ebenfalls Wikileaks-Dokumente als Beweise für eine geheime Finanzierung der Opposition in Syrien seit 2005 zum Zweck eines Regierungswechsels.
Für die Zeit nach Ausbruch des Konflikts wurde zwischenzeitlich über Unterstützungsmaßnahmen berichtet, die einzelne Geheimdienste, wie der deutsche und der englische, für Teile der Opposition geleistet haben sollen.
Auf einem in den Jahren 2013 bis 2014 beim britischen Guardian eingerichteten Blog veröffentlichte Nafeez Ahmed seine Einschätzung, wonach ein Faktor gewesen sein könnte, dass sich Assad im Interesse Russlands geweigert hatte, einen Gas-Pipelinevertrag mit Katar zu unterschreiben. Den wirtschaftlichen Hintergrund hält auch Michael Lüders für bedeutsam.
Für den Journalisten Daniel Steinvorth ist diese Theorie jedoch unplausibel. Berichte über eine Ablehnung des Pipelineprojekts von syrischer Seite tauchten erst Jahre nach Kriegsausbruch auf. Syrische Staatsmedien berichteten hingegen noch im Jahr 2009 wohlwollend über das Projekt.

### Iran

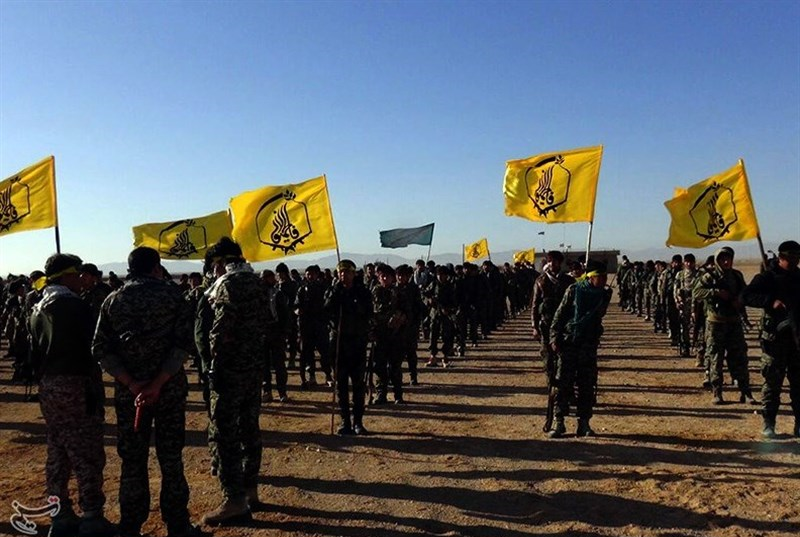
Eine Einheit afghanischer Liwa-Fatemiyun-Schiiten bei Palmyra im Dezember 2016

Die Islamische Republik Iran stellt neben der syrischen Armee und der Hisbollah die drittgrößte Streitmacht auf Seiten der Assad-Regierung, während Russland weniger eigene Bodentruppen einsetzt. Zum Einsatz kommen dabei vor allem die iranischen Revolutionsbrigaden und eine Vielzahl schiitischer Söldner aus dem Irak. Zudem werden auch Söldner aus Afghanistan eingesetzt, die vor allem aus der Volksgruppe der Hazara stammen.
Bereits kurz nach Beginn des Bürgerkriegs wurden am 24. Juni 2011 mit Qasem Soleimani, Mohammad Ali Dschafari sowie Hossein Taeb drei hochrangige Kommandeure der Islamischen Revolutionsgarde von der Europäischen Union sanktioniert aufgrund ihrer Beteiligung bei der gewaltsamen Niederschlagung der Proteste in Syrien.
Als langjähriger regionaler Verbündeter der syrischen Führung reagierte die iranische Regierung offiziell zurückhaltend auf die Ereignisse und argumentierte gegen jede „Einmischung in die inneren Angelegenheiten“ Syriens. Während über die Aufstände gegen die Führer Tunesiens, Ägyptens, Libyens und Bahrains ausführlich und wohlwollend berichtet wurde, kamen die Proteste in Syrien zunächst in den staatlich gelenkten Medien nicht vor, bevor später die Darstellungen der Regierung Assad übernommen und insbesondere eine Anstiftung des Konflikts durch die Erzfeinde USA und Israel unterstellt wurde.
Im September 2012 wurde von iranischer Seite erstmals offiziell bestätigt, dass sich Angehörige der Revolutionsgarde zur Unterstützung der Regierungstruppen in Syrien befänden. Dies stelle jedoch noch keine Militärpräsenz und kein aktives Eingreifen Irans dar, das man sich für den Fall eines Angriffs auf Syrien von außen vorbehalte. Regierungstreue Paramilitärs sollen nach einem Bericht vom April 2013 in Iran ausgebildet werden. Unter der Aufsicht von Hossein Hamadani, einem iranischen Kommandeur der Revolutionsgarden, baute Iran ab 2012 nach dem Vorbild der Basidsch Miliz die syrischen Nationalen Verteidigungskräfte auf. Laut iranischen Staatsmedien näherten sich die Rebellen dem Präsidentenpalast und konnten nur noch durch bewaffnete Paramilitärs aufgehalten werden, die den Kern der NDF bildeten. Iran wurde in Syrien ab 2014 mit den schiitischen Milizen Liwa Abu 'l-Fadl al-Abbas, Liwa al-Fatimiyyun, Asaib Ahl al-Haqq und denen der Hisbollah assoziiert. Erste Berichte vermerkten das Auftauchen schiitischer Milizen aus Afghanistan im Jahr 2012.
Mit dem Niedergang des IS im Irak begann Iran im Sommer 2017 schiitische Milizen über die Grenze entlang des Euphrat nach Syrien zu schicken. Das blockierte wiederum den Versuch der USA, mit verbündeten Kämpfern von Stellungen bei at-Tanaf im Süden Syriens, entlang der irakischen Grenze nach Norden zu marschieren.
Die von Iran angeworbenen Hilfstruppen aus Afghanen, in Syrien zusammengefasst in der Brigade der Fatimiden, sollen nach Einschätzung von Human Rights Watch von 2017/2018 etwa 15.000 Kämpfer stark sein. Eine ebenfalls eingesetzte Einheit aus Pakistanis soll dagegen nicht mehr als 1.000 Kämpfer haben. Die genauen Zahlen werden von Iran geheim gehalten. Der russische Militäranalyst Pawel Felgenhauer schätzte die Streitmacht unter Irans Kontrolle im Mai 2018 auf 80.000 Mann unter Einbezug der Hisbollah.
Der Einsatz einer iranischen Drohne in israelischem Luftraum, gestartet und gesteuert von Syrien aus, führte im Februar 2018 zu einem schweren israelischen Luftangriff auf Ziele in Syrien. Weiter bekundete ein führender iranischer Politikberater im gleichen Monat, dass man die US-Truppen in den Kurdengebieten Syriens zum Abzug zwingen werde. Ein erster Angriffsversuch auf SDF-Stellungen unter Beteiligung iranischer Milizen wurde einen Tag später von der US-Luftwaffe am Euphrat bei Deir ez-Zor zerschlagen.
Nach einer Drohung des israelischen Premierministers mit einem möglichen Angriff auf Iran, drohte Mohsen Rezai Mitte Februar 2018, man werde Tel Aviv zerstören, sollte Israel auch nur den kleinsten unklugen Zug gegen Iran machen.
Am Tag nachdem US-Präsident Donald Trump den Ausstieg aus dem Nuklearabkommen mit Iran bekanntgegeben hatte, eskalierte der Konflikt zwischen iranischen Truppen auf syrischem Gebiet und Israel. Israelische Truppen gaben an, von iranischen Quds-Brigaden aus Syrien mit 20 Raketen auf den Golanhöhen beschossen worden zu sein, worauf das israelische Militär in der Nacht zum 10. Mai 2018 dutzende Ziele in Syrien angriff, die die Israelis nach eigenen Angaben den Iranern zurechnen. 2020 wurden in Presseberichten Geheimdienstquellen zitiert, die die steigende Zahl israelischer Luftangriffe auf iranische Truppen und Einrichtungen in Syrien als Resultat einer US-amerikanischen Unterstützung für diese Angriffe werteten. Auf diese Weise könne die USA gegen Iran in einem „Schattenkrieg“ vorgehen, ohne eine nachhaltige Eskalation auszulösen.

### Hisbollah
Die islamistische Organisation Hisbollah trat erst spät in den offenen bewaffneten Kampf an der Seite der Regierung ein. Die schiitisch dominierte Organisation, die im Libanon ihre Basis hat, war in den vergangenen Jahren immer wieder in Kämpfe mit israelischen Truppen verstrickt und wird in erster Linie von Iran unterstützt. Sie ist logistisch auf die Hilfe der syrischen Regierung angewiesen. Anführer Hassan Nasrallah meldete sich am 25. Mai 2013 zu Wort und gab bekannt, dass seine Organisation ungeachtet der Opfer bis zum Ende an der Seite der syrischen Regierung kämpfen werde. Er versprach tausenden Kämpfern seiner Organisation den Sieg über das, was er als „Radikal-Sunnitisch-Islamistische-Rebellen“ in Syrien bezeichnete. Diese Extremisten, so Nasrallah, unterstützt von den USA und Israel, würden sich auch gegen den Libanon wenden, sollten sie nicht aufgehalten werden. Die USA verurteilen die Einmischung der libanesischen Hisbollah stark.

### Russland

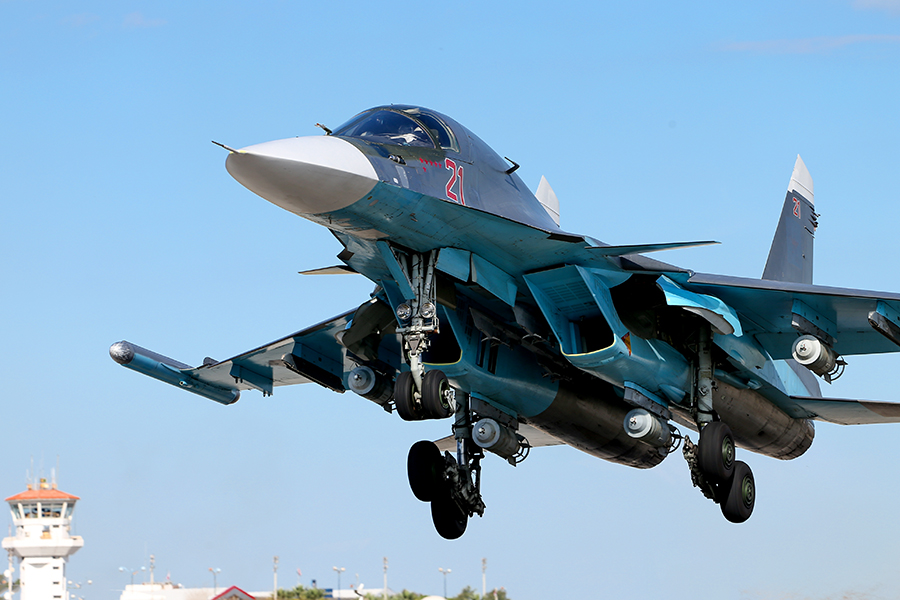
Russischer Su-34-Bomber im November 2015 in Syrien

Die Russische Föderation ist mit der syrischen Regierung durch eine Jahrzehnte andauernde Zusammenarbeit verbunden, die schon zu Zeiten der Sowjetunion begonnen hatte. Für militärische und wirtschaftliche Hilfen hatte die damalige syrische Regierung der Sowjetunion die Nutzung der syrischen Hafenstadt Tartus als Flottenstützpunkt genehmigt. Nach dem Zusammenbruch der Sowjetunion und den Veränderungen in anderen Staaten der Region ist Tartus der einzig verbliebene Stützpunkt, der Russland im Mittelmeer geblieben ist. Um Zwischenfälle mit russischem Armeepersonal im Bürgerkrieg zu vermeiden, zog Russland Ende Juni 2013 sein verbliebenes Wartungspersonal aus Tartus ab.
Ein weiterer Faktor in den Überlegungen der russischen Regierung sind die islamistischen Kämpfer, die sich in Syrien zum Teil aus Extremisten rekrutieren, die aus Russlands südlichen Teilrepubliken stammen. So wurde Russland von den Extremisten im Bürgerkrieg als mögliches Angriffsziel bezeichnet und insbesondere die geplanten Olympischen Spiele in Sotschi 2014 wurden von islamistischen Anführern als Ziel von Anschlägen genannt.
Gemeinsam mit Vertretern der Volksrepublik China stimmte Russland zweimal im Sicherheitsrat der Vereinten Nationen gegen Resolutionen, die die syrische Regierung wegen ihres Vorgehens gegen die Opposition mit Sanktionen bestrafen und Beobachtermissionen in das Land entsenden sollten. Russland hielt die Forderungen der Resolutionen, wie den Abzug von Regierungstruppen aus Städten und Dörfern, für eine Einmischung in die inneren Angelegenheiten Syriens und betonte die Gefahr einer militärischen Einmischung von Dritten.
Die von US-Geheimdiensten der US-Regierung, aber nicht der Öffentlichkeit präsentierten Beweise, durch die sich die US-Regierung am 13. Juni 2013 zu Aussagen bezüglich mehrerer begrenzter Chemiewaffeneinsätze durch die Regierung genötigt sah, bezeichnete der Chef des russischen Unterhauses am nächsten Tag als „genauso fabriziert wie die Lügen über Saddam Husseins Massenvernichtungswaffen“. Am 9. Juli gab Russland seinerseits an, von einem Chemiewaffeneinsatz durch Rebellen in Syrien bei Chan al-Assal überzeugt zu sein.
Die russischen Ziele für eine Friedenslösung wurden im Mai 2013 von Präsident Putin mit einer Beendigung der Gewalt und der Beibehaltung von Syrien als souveränem Staat mit territorialer Integrität umrissen. Eine Friedenskonferenz für Syrien fand trotz von Russland vermittelter Teilnahmebereitschaft der syrischen Regierung nicht statt, für die Blockade der geplanten Friedensverhandlungen, die als Geneva II bezeichnet worden waren, machte der Vorsitzende des Auswärtigen Ausschusses der Staatsduma, Puschkow Ende Oktober 2013 nicht die 19 Rebellenorganisationen verantwortlich, die ihre Teilnahme ablehnten, sondern die ausländischen Finanziers dieser finanziell abhängigen Gruppen.

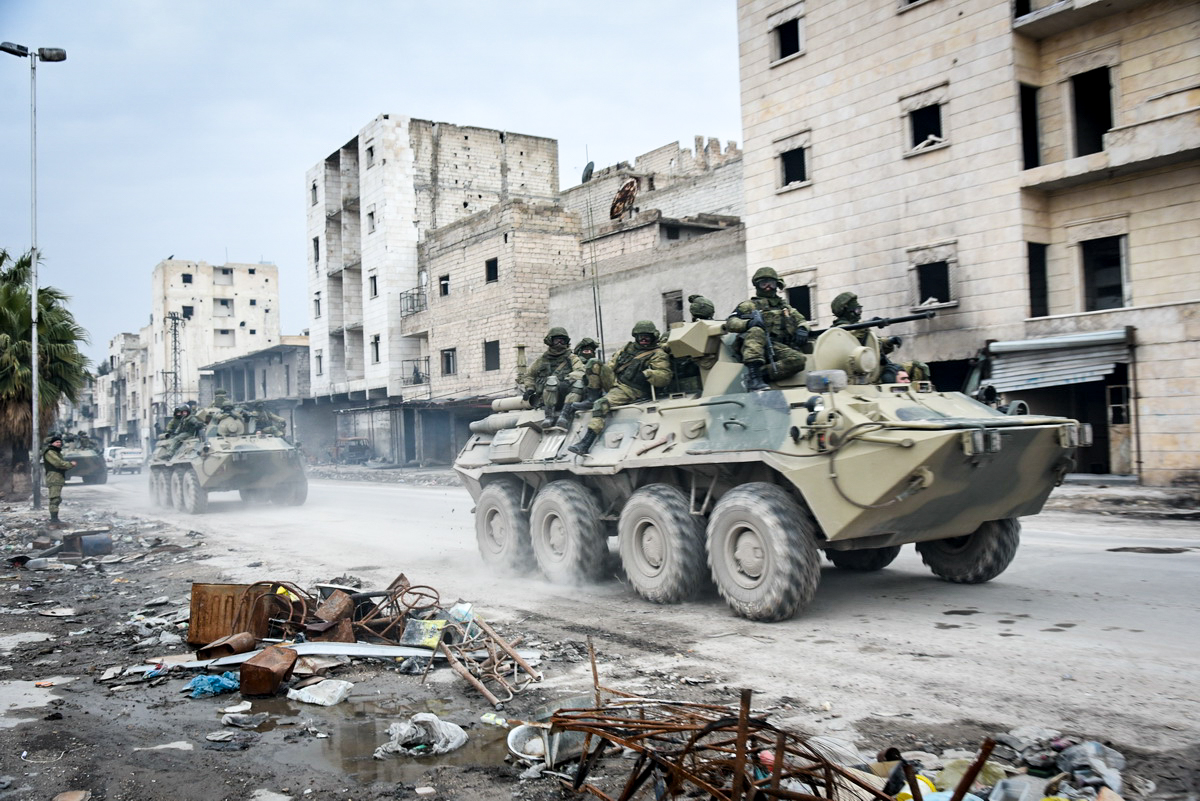
Russische Soldaten im Dezember 2016 in Aleppo

Bis zu 3000 russische Söldner der Gruppe Wagner halfen, die Regierung Assad nach Einschätzung von Aktivisten ab 2015 militärisch zu stabilisieren.
Seit dem Spätsommer 2015 war Russland auch mit einem offiziellen Expeditionskorps im syrischen Latakia präsent. Gemäß russischer Quellen handelte es sich zunächst um Ausbilder. Präsident Putin erhielt vom Föderationsrat jedoch erst am 30. September 2015 die Erlaubnis zu einem Kampfeinsatz. Russland hatte da bereits Su-30-Jagdflugzeuge, Su-24-Bomber, Su-34-Bomber, Su-25-Erdkampfflugzeuge sowie unbemannte Aufklärungsdrohnen nach Syrien verlegt. Die USA, Saudi-Arabien, Katar, Deutschland, Frankreich, die Türkei sowie Großbritannien äußerten nach ersten Angriffen Anfang Oktober 2015 umgehend ihre tiefe Besorgnis darüber, dass die russischen Luftangriffe in Syrien zu Opfern unter der Zivilbevölkerung geführt hatten, anstatt Ziele des IS zu treffen.
Nachdem die Aufständischen in Aleppo aufgegeben hatten, schickte Russland Militärpolizei und Pioniere in die Stadt, die beim Entfernen von Minen und Sprengfallen helfen sollten. Anfang März 2017 berichteten amerikanische Medien, dass russische Bodentruppen einen Hilfskonvoi der syrischen Regierung eskortiert hätten, der sich östlich von Aleppo in die Region um Manbidsch bewegte.
Am 18. Juni 2017 schoss ein amerikanisches Kampfflugzeug eine syrische Maschine bei ath-Thaura ab. Russland ließ daraufhin verlauten, dass es von nun ab alle US-Luftfahrzeuge westlich des Euphrat mit Radar als Ziele verfolgen würde.
Am 11. Dezember 2017 gab Wladimir Putin bekannt, dass man den IS besiegt habe und er Teile der russischen Truppen aus Syrien abziehen wolle.
Im Februar 2018 beschrieben amerikanische Journalisten Russland als die Macht, die das Gleichgewicht in Syrien kontrolliere, während es sowohl als Kombattant, als auch als Friedensvermittler auftrete. Nach einem Zwischenfall zwischen iranischen Kräften in Syrien und Israel in der ersten Februarwoche, war es für Beobachter jedoch fraglich, ob Russland die Iraner so weit unter Kontrolle hat, dass eine weitere Eskalation mit Israel verhindert werden kann.
Russland verlor nach Presseberichten im Februar 2018 eine größere Zahl russische Söldner, die offenbar an dem Versuch beteiligt gewesen sein sollen, die Demokratischen Kräfte Syriens bei Deir ez-Zor anzugreifen, bevor ihr Verband von der US-Luftwaffe zerschlagen wurde. Dass russische Bürger beteiligt waren, dementierte Moskau. Ein russischer Analyst schätzte in einem Artikel der Washington Post, dass die Zurückhaltung der offiziellen Stellen, dem Umstand geschuldet sei, dass man die anti-amerikanischen Emotionen, die im russischen Staatsfernsehen täglich bedient würden, vor den russischen Präsidentschaftswahlen nicht außer Kontrolle geraten lassen wolle. Die Geschichte solle schnellstmöglich verschwinden.
Ende September 2019 schätzte die syrische Beobachtungsstelle für Menschenrechte, dass in Syrien seit September 2015 etwa 19000 Menschen, davon 8300 Zivilisten, durch russische Luftangriffe ums Leben gekommen waren.
Präsident Wladimir Putin trat 2019 vermehrt auch in der Rolle des Schutzpatrons für religiöse Minderheiten in Syrien auf und verwendete sich für christliche und jüdische Gemeinden. Diese Politik erinnere, so wertete ein Analyst der Haaretz, an die Zeit des Osmanischen Reiches, als Großmächte genau so handelten, um sich so einen Vorwand zu verschaffen, um bei Bedarf zum Schutz ihrer jeweiligen Protegés militärisch intervenieren zu können.

### Vereinigte Staaten
Auf eine Anfrage hin erklärte US-Außenministerin Hillary Clinton im April 2011, dass ein Militäreinsatz in Syrien zunächst ausgeschlossen sei. Am 29. April 2011 erließ US-Präsident Obama auf Basis der Executive Order 13338 (Mai 2004), 13399 (April 2006) und 13460 (Februar 2008) und nach dem International Emergency Economic Powers Act (IEEPA) von 1977 in Bezug auf Syrien weitere Sanktionen gegen leitende syrische Beamte und sonstige syrische und iranische Regierungsstellen, die verantwortlich für Menschenrechtsverletzungen sind, einschließlich der Anwendung von Gewalt gegen Zivilisten und die Begehung von weiteren Misshandlungen. Am 18. Mai 2011 folgte die Executive Order 13573 auch gegen Regierungsmitglieder Syriens und für die Sperrung von syrischen Immobilien in den USA.
Am 4. August 2011 weiteten die USA die Sanktionen auch auf den syrischen Geschäftsmann Muhammad Hamsho und dessen Unternehmen Hamsho International Group aus, die die EU bereits im Juni 2011 beschlossen hatten. Am 5. August 2011 rief das US-Außenministerium alle US-Bürger auf, Syrien zu verlassen.
Im Juli 2012 meldeten der US-Fernsehsender CNN und die Nachrichtenagentur Reuters die Finanzierung der Rebellen mit rund 25 Millionen US-Dollar durch die USA. Außerdem erlaube die Regierung die heimliche Unterstützung der Aufständischen durch den Geheimdienst CIA (Operation Timber Sycamore) und durch andere Behörden. Die Unterstützung der syrischen Rebellen erfolgte jedoch nur sporadisch und punktuell. So verzichtete die CIA aus Sorge, militärische Güter könnten bei Al-Nusra landen, auf die Lieferung letaler Güter und kooperierte nur mit bestimmten Brigaden. Dies hatte zur Folge, dass sich einzelne Fraktionen der Freien Syrischen Armee für größere Militäroperationen mit der besser ausgerüsteten und vom Sicherheitsrat der Vereinten Nationen 2013 als Terrororganisation eingestuften Al-Nusra Front zu Zweckbündnissen zusammenschlossen.
Am 28. September 2012 stockten die USA die finanzielle Unterstützung für die unbewaffnete syrische Oppositionsbewegung von 30 auf 45 Millionen US-Dollar auf. Zudem kündigte Außenministerin Hillary Clinton eine Erhöhung der humanitären Hilfe für die Menschen um 30 Millionen US-Dollar auf insgesamt 130 Millionen US-Dollar an.
Ende März 2013 wurde bekannt, dass der amerikanische Geheimdienst CIA die Beschaffung von Waffen, ihren Transport und die Verteilung an die Rebellen durch Saudi-Arabien, Katar und Jordanien seit November 2012 massiv unterstützt hatte. Das Stockholm International Peace Research Institute schätzte aufgrund der Kapazitäten der verwendeten Transportflugzeuge und der Anzahl der beobachteten Flüge die Menge an gelieferten Waffen und Ausrüstungsgegenständen auf mindestens 3500 Tonnen.
Ende April 2013 gab das Weiße Haus bekannt, dass Beweise für begrenzte Chemiewaffeneinsätze in Syrien vorlägen, die man weiter prüfen wolle. Eine, wie auch immer geartete, militärische Intervention durch die USA hielten Beobachter aber für unwahrscheinlich. Bei einer Bombardierung der Lager für C-Waffen könnte die Zivilbevölkerung von den freigesetzten Kampfstoffen betroffen werden, die Bestände seien aber auch zu groß, um sie einfach abtransportieren zu können. Die Lagereinrichtungen durch amerikanische Spezialeinheiten erobern und längerfristig sichern zu lassen, könnte gleichermaßen Gegenangriffe der Regierung und islamischer Fanatiker auf sich ziehen.
Im Juni 2013 schloss sich die US-Regierung nach Frankreich und Großbritannien der Ansicht an, dass die syrische Regierung Nervengas eingesetzt habe. Die „rote Linie“ des Präsidenten sei damit überschritten worden, erklärten die Senatoren John McCain und Lindsey Graham. Der Sicherheitsberater des Weißen Hauses, Ben Rhodes, versprach militärische Unterstützung für die Aufständischen.
Mitte Juli 2013 hatten Senat und Repräsentantenhaus der Regierung, trotz starker Bedenken mehrerer Abgeordneter, grünes Licht für die Waffenlieferungen an Rebellen erteilt. Generalstabschef Dempsey legte Politikern die verschiedenen militärischen Optionen der USA in Syrien dar und erläuterte sowohl den Bedarf an Truppen, als auch die Kosten der einzelnen Aktionen. Rebellen rechneten mit den ersten Waffenlieferungen aus den USA, die von der CIA als verdeckte Operationen durchgeführt werden sollen, im August 2013.
Mitte Dezember 2013 setzten die USA und Großbritannien die Unterstützung der Rebellen mit nicht-tödlicher Ausrüstung aus, nachdem Lagereinrichtungen der FSA im Norden Syriens von islamistischen Kräften besetzt worden waren und der Oberkommandierende der FSA, General Idriss vor den Angreifern in die Türkei geflüchtet war. Bereits im Januar 2014 wurde jedoch bekannt, dass die USA „moderate Rebellen“ mit leichten Waffen belieferten. Die Finanzierung des Programms sei vom US-Kongress in geheimer Abstimmung beschlossen worden. Zum Lieferumfang gehörten auch tragbare Flugabwehrraketen.
Am 26. Juni 2014 wurde bekannt, dass Präsident Obama beim US-Kongress um Zustimmung zu einem Budget für Ausstattung und Ausbildung von „gemäßigten“ Rebellen im Wert von 500 Millionen Dollar jährlich für die nächsten drei Jahre gebeten hatte, am 18. September 2014 wurden diese Gelder gebilligt. 5400 syrische Rebellen sollten in Saudi-Arabien ausgebildet und mit modernen Waffen ausgestattet werden für den Kampf gegen die Dschihadistenmiliz IS. Das Projekt wurde zur Totalpleite: General Lloyd Austin, Leiter des US-Zentralkommandos, musste vor der Militärkommission des Senats einräumen, dass lediglich 60 Rebellen ausgebildet worden waren. Zwei Monate später kämpften nur noch eine kleine Zahl von diesen 60: «Wir reden von 4 bis 5.» Eine weitere Gruppe von 75 Kämpfern wurde im September 2015 aus der Türkei nach Syrien geschickt, vermutlich um den IS im Raum Raqqa zu bekämpfen. Hohen Pentagon-Beamten wurde zudem vorgeworfen, sie hätten Geheimdienstberichte über die Lage in Syrien und die Erfolge der USA im Kampf gegen IS und andere Milizen manipuliert und geschönt. Entsprechende Hinweise lieferten mehr als 50 Geheimdienstanalytiker. Der Generalinspektor im Pentagon leitete daraufhin eine Untersuchung ein.
Seit der Nacht vom 22. zum 23. September flogen Kampfflugzeuge der USA zusammen mit Flugzeugen aus Golfstaaten Angriffe gegen Stellungen der Miliz IS in Syrien. Ein UNO-Mandat dafür gab es nicht. Der Konfliktforscher Musa al-Gharbi kritisierte in Al Jazeera America, die Ziele des Militäreinsatzes seien schlecht definiert. Die Legitimität des IS werde durch die Konfrontation erhöht. Sowohl eine Reduzierung der Offensive, eine Ausweitung unter Inkaufnahme erhöhter ziviler Opfer als auch der Einsatz von US-Bodentruppen würden hohe Risiken bergen und den IS stärken. Das grundlegend soziologische Problem des Fundamentalismus und Terrorismus werde durch militärische Mittel nur verschärft. Stattdessen solle nicht-staatlichen Akteuren die Unterstützung entzogen werden, fremde Waffen- und Geldflüsse sowie der Zustrom von Kämpfern unterbunden, außerdem die Zusammenarbeit mit Israel sowie Diktatoren und Monarchen im Mittleren Osten reduziert werden. Dann könnten die Staaten der Region und die lokalen Bevölkerungen die schwere, aber übertrieben dargestellte Herausforderung durch den IS bewältigen.
Auf die Luftangriffe Russlands vom Herbst 2015 reagierten die USA weitgehend mit Ablehnung. Der Vorwurf war, dass die russischen Angriffe sich hauptsächlich auf Oppositionskräfte im Norden und im Westen von Syrien konzentrierten und nicht auf die Terrororganisation IS. Von den USA in der Vergangenheit mit TOW-Raketen ausgestattete Rebellen, die Ziel russischer Angriffe geworden waren, forderten die USA zur Lieferung von Flugabwehrraketen auf. TOW-Raketen wurden an das radikalislamische Bündnis Dschaisch al-Fatah weitergegeben und wurden von diesem bei Auseinandersetzungen in der Nähe von Khan Touman gegen Regierungstruppen eingesetzt.
Im Februar und März 2016 verstärkten sich die Kämpfe zwischen von der CIA unterstützten Rebellen und vom Pentagon bewaffneten Rebellen. Diese Konflikte wurden Anfang April öffentlich, als bekannt wurde, dass das vom Pentagon unterstützte kurdisch dominierte Militärbündnis namens Demokratische Kräfte Syriens (SDF) in Schießereien mit einer arabischen Dschihadistenmiliz namens „Armee der Rechtschaffenheit“ (Fursan al-Haq) verwickelt war, die von der CIA und der Türkei finanziert wird. Die Los Angeles Times schrieb, US-amerikanische und türkische Militärs seien deshalb aneinandergeraten. Die Türkei befürchtete, dass die Siege der SDF in Syrien zur Bildung eines unabhängigen kurdischen Staates an der Südgrenze der Türkei führen und separatistische Stimmungen unter Kurden in der Türkei auslösen könnten. Laut dem US-Abgeordneten im Repräsentantenhaus Adam Schiff (Demokraten, Kalifornien) wurde die Situation als „enorme Herausforderung“ angesehen, sie sei „Teil des dreidimensionalen Schachspiels, das das syrische Schlachtfeld bildet.“
Am 17. September 2016 griffen mehrere US-Kampfflugzeuge Truppen der syrischen Armee an, die seit langem bei Deir ez-Zor von Kämpfern des IS eingeschlossen waren. US-Stellen gaben an, die Attacke, die mehr als 60 Soldaten getötet haben soll, sei ein Unfall gewesen, man habe den IS treffen wollen.
Im Dezember 2016 erlaubte der scheidende US-Präsident Obama den Export von Waffen an Konfliktparteien in Syrien. Obwohl Beobachter die Genehmigung eher als Plan zur besseren Bewaffnung der Kämpfer der SDF werteten, beklagten Vertreter Russlands, die befürchteten, dass feindlichen Kämpfern Flugabwehrraketen zugespielt werden könnten, die Anordnung sei ein „feindseliger Akt“.
Das Fehlen einer klaren Strategie der USA beim Vorgehen in Syrien wurde wiederum vom Politikwissenschaftler und ehemaligen US-Sicherheitsberater Zbigniew Brzeziński bereits 2013 kritisiert. Am 25. Januar 2017 teilte der Präsident der Vereinigten Staaten, Donald Trump, in einem Fernsehinterview mit, er wolle in Syrien Sicherheitszonen (safe zones) errichten. Dmitri Sergejewitsch Peskow, Pressesprecher des russischen Präsidenten Wladimir Putin, teilte der russischen Nachrichtenagentur TASS mit, dass die amerikanischen Partner Russland nicht konsultiert hätten, bevor diese Entscheidung veröffentlicht wurde. Es sei außerdem wichtig, betonte Peskow, dass diese angestrebten Sicherheitszonen die Lage der Flüchtlinge in dem Land nicht verschlechtere; deshalb sollten alle möglichen Folgen berücksichtigt werden.
Im März 2017 verstärkten die USA ihr Engagement in Syrien und schickten reguläre Bodentruppen über die türkisch-syrische Grenze in die Region um Manbidsch. In Syrien befanden sich schließlich 500 Mitglieder von amerikanischen Spezialeinheiten, 250 Rangers und 200 US Marines. Beobachter schätzten, dass die USA die Kämpfe zwischen Fraktionen unterbinden und die bevorstehende Schlacht um Raqqa koordinieren wollen. Als mögliche Verstärkungen wurde Mitte März die 24. Marine Expeditionary Unit mit 2.200 Soldaten von den USA aus per Schiff in Marsch gesetzt, hinzu kommen etwa 2.500 Soldaten der 82. Luftlandedivision, die zunächst nach Kuwait befohlen wurden.
Unter der neuen US-Regierung gab es Veränderungen in der US-Politik in Syrien und die Gesandte bei den Vereinten Nationen, Nikki Haley, gab am 31. März 2017 bekannt, dass es keine Priorität der US-Regierung mehr sei, Präsident Bashar al-Assad aus seinem Amt zu entfernen. Nach dem Giftgasangriff auf Chan Schaichun am 4. April, den US-Präsident Trump Assad zuschrieb, eskalierte die Lage und Trump befahl (ohne vorher den US-Kongress um Zustimmung zu bitten), ein syrisches Flugfeld von US-Zerstörern aus mit Cruise Missiles zu beschießen.
Trump genehmigte Anfang Mai 2017 die Bewaffnung syrischer Kurden der YPG, um sie im Kampf gegen den IS einsetzen zu können. Zu den Waffen sollen schwere Maschinengewehre, Mörser, Panzerabwehrwaffen und Pionierausrüstung gehören. Wenige Tage später versuchte Verteidigungsminister Mattis die Befürchtungen türkischer Politiker, die Waffen könnten über die Grenze der PKK in der Türkei zugespielt werden, zu zerstreuen.
Die US-Strategie im Krieg gegen den IS änderte sich nach Aussagen von Verteidigungsminister Mattis vom 19. Mai 2017 auf Anweisung Trumps dahingehend, dass man nicht mehr versuchte, IS-Kämpfer zur Flucht aus bislang sicheren Gebieten zu bewegen, sondern dass das Ziel nun das Einschließen und „Auslöschen“ des IS wäre. Die Absicht dahinter sei es, zu verhindern, dass sich ausländische Kämpfer des IS aus Syrien in ihre Heimat absetzen können.
Am 19. Juli 2017 wurde bekannt, dass die Bewaffnung und Ausbildung von moderaten Rebellen durch den US-Geheimdienst CIA eingestellt wird. Die Verbände, die gegen den IS kämpfen, waren davon ausgenommen.
Nachdem Ende Dezember 2017 der IS weitgehend besiegt war, warnte US-Verteidigungsminister Mattis Präsident Assad vor einem Angriff auf die mit den USA verbündeten Kurden.
Im Januar 2018 bestätigten die USA ihren Willen, sich in Syrien weiterhin mit Bodentruppen engagieren, um den Einfluss Irans auf Syrien zu begrenzen und eine künftige Bedrohung der Nachbarländer Syriens zu verhindern.
Im Februar 2018 kam es dann zu einem Angriff auf SDF-Stellungen durch iranische Milizen bei Deir ez-Zor, der durch US-Luftangriffe abgewiesen wurde.
Präsident Trump kündigte Ende März 2018 den möglichen Abzug der US-Truppen aus Syrien in Kürze an und ordnete die Sperrung von Geldern in Höhe von etwa 200 Millionen US-Dollar an, die ursprünglich zum Wiederaufbau in Syrien vorgesehen waren.
Am 14. April 2018 führten US-Streitkräfte mit britischer und französischer Unterstützung einen Luftangriff auf Damaskus und Homs durch, dessen Ziel die Zerstörung von Produktionsanlagen zur Fertigung chemischer Waffen war. Zuvor war es zu Anschuldigungen gegen die Regierung gekommen, solche Waffen wiederholt eingesetzt zu haben.
Ende Dezember 2018 erklärte Präsident Donald Trump den Sieg über die Terrorgruppe IS und ordnete den Rückzug aller US-Truppen aus Syrien an.
Im Oktober 2019 kündigten die USA an, zur Sicherung von Ölfeldern wieder Soldaten in die nordsyrische Region zu entsenden. Am 31. Oktober 2019 bestätigten Berichte Patrouillen amerikanischer Streitkräfte entlang der türkisch-syrischen Grenze nahe dem Dorf Kahtanijah, östlich von Kamischli. Die Auseinandersetzung der USA mit Iran in Syrien verlegte sich auf einen „Schattenkrieg“, in dem israelische Luftangriffe auf iranische Ziele in Syrien mit US-Unterstützung 2019 und 2020 an Bedeutung gewannen.
Als Reaktion auf Raketenbeschuss auf Unterkünfte von US-Personal im Irak Mitte Februar 2021 griffen Kampfflugzeuge der USA auf Weisung des neuen US-Präsidenten Joe Biden am 25. Februar von iranischen Milizen in Syrien benutzte Gebäude an der irakischen Grenze mit sieben Fliegerbomben an.
Im Jahr 2024 befanden sich nach Angaben des US-amerikanischen Verteidigungsministeriums etwa 2000 US-Soldaten in Syrien; der Stützpunkt des US-Militärs in Syrien liegt bei Al-Tanf nahe der jordanischen Grenze.

### Türkei

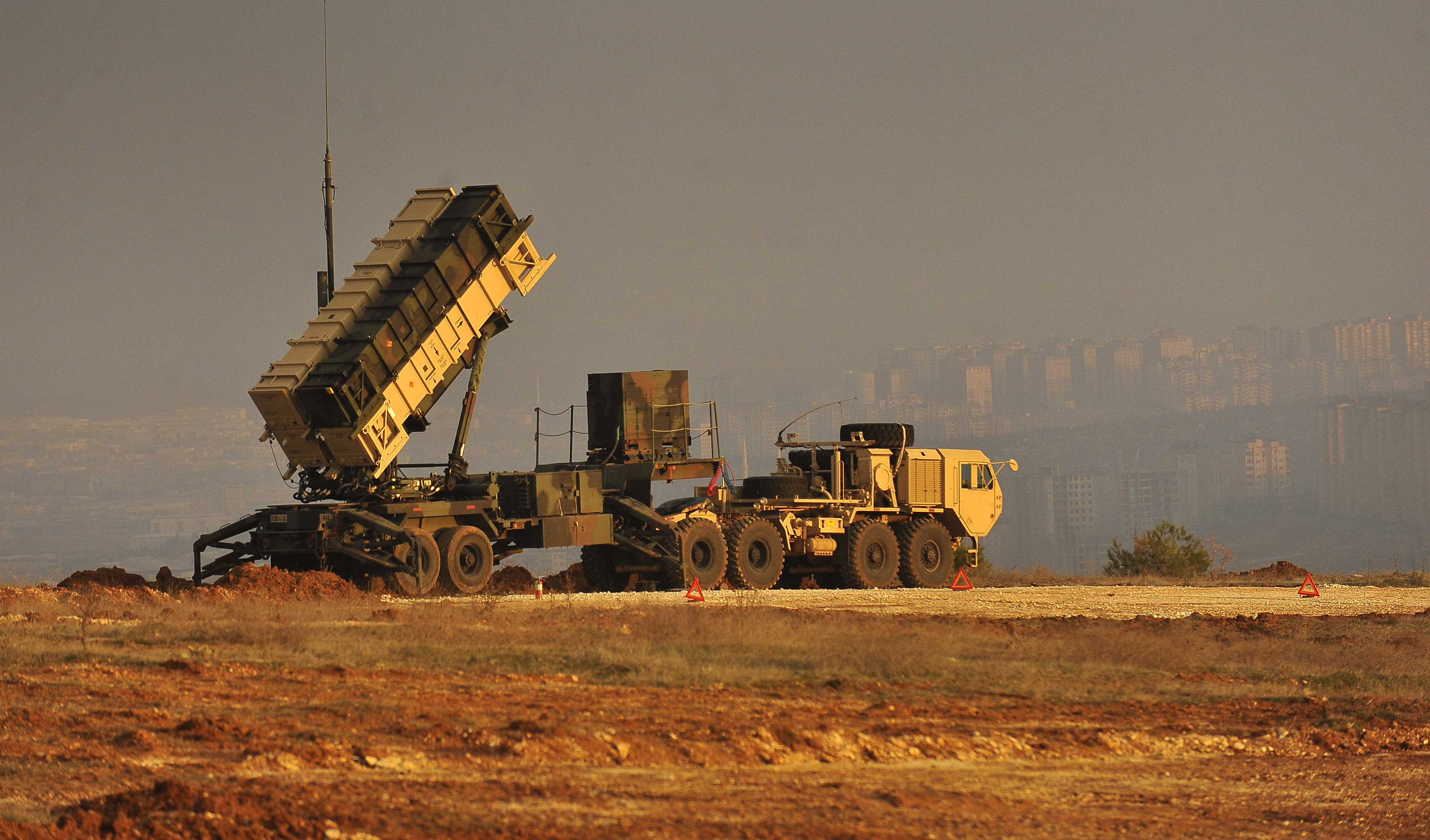
Patriot-Raketenstartfahrzeug bei Gaziantep

Ab spätestens Mai 2012 wurden Kämpfer der syrischen Opposition vom türkischen Geheimdienst trainiert und bewaffnet. Im März 2012 hatte die türkische Regierung sich für eine Puffer-Zone auf syrischem Territorium ausgesprochen. Die türkische Regierung forderte Assad mehrmals zum Rücktritt auf und schloss im Juli 2012 die gemeinsame Grenze. Ab dem 3. Oktober 2012 nahmen die Spannungen zu. Nach vereinzelten, aber wiederholten Granateinschlägen auf türkischem Gebiet kam es zu Vergeltungsangriffen türkischer Streitkräfte auf Ziele in Syrien.
Nachdem er im Mai 2013 zunächst die israelischen Luftangriffe auf Regierungstruppen in Syrien verurteilt hatte, warf der türkische Ministerpräsident wenige Tage später der syrischen Regierung den Einsatz von Chemiewaffen vor und trat für die Durchsetzung einer Flugverbotszone durch die Streitkräfte der Vereinigten Staaten über Syrien ein, um so die Rebellen zu unterstützen, und forderte Präsident Assad gleichzeitig zur Flucht auf. Anfang 2014 wurde bekannt, dass der türkische Geheimdienst MIT, entgegen offizieller Verlautbarungen, offenbar Waffen nach Syrien geschmuggelt hatte.
Während des Wahlkampfes zu den Kommunalwahlen 2014 in der Türkei wurden Telefongespräche veröffentlicht. In der Aufnahme beraten mehrere Männer – darunter der Ministerpräsident (damals Außenminister) Ahmet Davutoglu, Hakan Fidan, Chef des Inlandsgeheimdienstes, General Yaşar Güler und Staatssekretär Feridun Hadi Sinirlioğlu – über einen Militäreinsatz in Syrien und darüber, ob ein rechtfertigender Grund, z. B. unter falscher Flagge dafür notfalls geschaffen werden könnte.
Die Anzahl der syrischen Flüchtlinge in der Türkei stieg von etwa 100.000 im Oktober 2012 auf etwa 1,4 Millionen im August 2014.
Am 21. Februar 2015 griff die Türkei mit 572 Personen und rund 100 gepanzerten Fahrzeugen in einer „Şah Fırat“ genannten Operation in Syrien ein. Das Ziel der Operation war es, die sterblichen Überreste von Suleiman Schah, dem Großvater des Gründers des Osmanischen Reiches, zu sichern. Dabei verlor ein Soldat aufgrund eines Unfalls sein Leben. Ob die Türkei bei der Operation auf Gegenwehr stieß, ist nicht bekannt.
Ende Juli 2015 begann die türkische Luftwaffe nach einem Selbstmordattentat eines mutmaßlichen IS-Kämpfers im türkischen Suruç mit 32 Opfern und der Ermordung zweier Polizisten durch mutmaßliche PKK-Kämpfer, hunderte Angriffe auf kurdische PKK- und YPG-Stellungen und Dörfer sowie eine Hand voll Angriffe auf IS-Streitkräfte in Syrien und im Irak zu fliegen. Während die US-Regierung die türkischen Angriffe gegen die PKK als legitime Verteidigungsmaßnahmen gegen terroristische Angriffe bewertete, sahen insbesondere Kritiker der türkischen Regierung hinter der Eskalation wahltaktische Motive der türkischen Regierung, die die politische prokurdische Opposition schwächen wolle.
Die Verstrickung der Türkei in den Bürgerkrieg durch offene Unterstützung von Turkmenen auf syrischem Gebiet mit Waffenlieferungen und die verdeckte Unterstützung von islamistischen Kämpfern durch Waffenlieferungen führte zu Spannungen zwischen der Türkei und den Regierungen Syriens und Russlands, die diese Kräfte in Nordsyrien Ende 2015 mit Angriffen aus der Luft und am Boden zunehmend unter Druck setzten. Nach dem Abschuss eines russischen Kampfflugzeuges durch die Türkei am 24. November 2015, unter umstrittenen Umständen, kam es zu erheblichen diplomatischen Spannungen. Die Türkei stellte ihre Luftangriffe auf Ziele des IS nach dem Angriff auf das russische Flugzeug am 24. November ein. Anfang Dezember 2015 marschierten türkische Truppen in den Nordirak und richteten sich in der Nähe von Mosul ein. Die irakische Regierung in Bagdad sprach von einem „feindlichen Akt“ und wendete sich am 11. Dezember an den UNO-Sicherheitsrat, während türkische Stellen von einer Ausbildungsmission sprachen, bei der man Kurden und Iraker zum Kampf gegen den IS in Mosul ausbilden wolle und die man nicht beenden könne.
Die Türkei gilt nach Einschätzung von Analysten des Atlantic Council als Gründer und Unterstützer der 2015 gebildeten sunnitisch-islamistischen Rebellenorganisation Dschaisch al-Fatah.
Am 24. August 2016 drangen im Rahmen einer türkischen Militäroffensive in Nordsyrien türkische Truppen, gemeinsam mit von der Türkei unterstützten Rebellen auf syrisches Staatsgebiet vor und besetzten das zuvor vom IS verlassene Dscharābulus. Zuvor war offenbar eine Vereinbarung mit den USA getroffen worden, um einen Zusammenstoß mit kurdischen Einheiten der SDF in der Region zu verhindern. Deren Vormarsch gegen den IS in Syrien entlang der türkischen Grenze zuvorzukommen und einen Zusammenschluss mit kurdischen Truppen weiter im Westen zu verhindern, galt als Hauptziel der türkischen Offensive. Es gilt als sicher, dass die Türkei dieses Vorgehen zuvor mit Russland abgestimmt hatte. Nach Presseberichten ist die russische Zustimmung für den türkischen Einmarsch mit dem Schweigen der Türkei bei der Zerschlagung der eingeschlossenen Rebellen in Aleppo durch russische und syrische Luftwaffe zum Jahreswechsel 2016/17 erkauft worden.
Weiterhin forderten türkische Regierungsvertreter gegenüber den USA, die kurdischen Volksverteidigungseinheiten von einer zukünftigen Schlacht um die IS-Hochburg ar-Raqqa auszuschließen. Verteidigungsminister Işık verkündete, die Türkei werde nicht erlauben, dass die Volksverteidigungseinheiten ihr Gebiet unter dem Vorwand, gegen den IS zu kämpfen, erweitern würden. Der türkische Versuch, Einfluss auf eine künftige Schlacht um ar-Raqqa zu nehmen, wurde zunächst von syrischen Regierungstruppen unterbunden, indem sie gegen den IS im Hinterland vorrückten, während die Türkei und ihre Verbündeten in al-Bab kämpften. Anfang März 2017 stellten vorrückende Truppen der syrischen Armee eine Ost-West-Landbrücke mit SDF-Kräften im Raum Manbidsch her, die Teile des zuvor vom IS eroberten Gebietes an die Assad-Regierung übergaben. Somit wurde der türkische Brückenkopf auf syrischem Staatsgebiet nach Süden hin faktisch abgeriegelt.
Am 29. März wurde die türkische Militäroffensive in Nordsyrien von der türkischen Seite für beendet erklärt. Etwa 2000 km² syrischen Staatsgebietes waren im Zuge der Offensive besetzt worden.
Mitte Juli 2017 wurde bekannt, dass die türkische Regierung Truppen an der Grenze zu Syrien zusammenzieht, um sie gegen die von den Kurden kontrollierten Gebiete (Rojava) in Nordsyrien einzusetzen. Ziel soll die Provinz Afrin sein, die die Gebiete islamistischer Kämpfer im Nord-Westen Syriens von dem Territorium trennt, das von Milizen und türkischen Truppen in einer Militäroffensive in Nordsyrien bis März 2017 besetzt wurde. Hintergrund soll eine Vereinbarung mit Russland sein, nach der die Russen das Gebiet Afrin nicht mehr gegen einen türkischen Angriff verteidigen würden.
Im November 2017 verhöhnte der Erdogan-Vertraute Metin Külünk die USA wegen ihrer Zusammenarbeit mit der YPG: Man werde „die PKK“ (YPG) bald aus ar-Raqqa, Afrin und Manbidsch vertreiben – was die USA dann tun wollten? Der türkische Präsident trat seinerseits im Dezember 2017 vor Anhängern auf und kündigte an, man werde die syrischen Städte Afrin, Manbidsch, Tall Abyad, Raʾs al-ʿAin und Qamischli von „Terroristen“ „reinigen“. Am 20. Januar 2018 eröffneten türkische Bodentruppen und verbündete Milizen unter dem Schutz von Luftangriffen die Türkische Militäroffensive auf Afrin. Der Einsatz gegen die kurdische Region in Syrien wurde von türkischen Offiziellen als „Operation Olivenzweig“ bezeichnet.
Siehe auch:
- Syrisch-Türkischer Konflikt 2012
- Türkische Militäroffensive in Nordsyrien 2016/17
- Türkische Militäroffensive auf Afrin 2018
- Türkische Militäroffensive in Nordsyrien seit 2019
- Türkische Sicherheitszone in Nordsyrien

### Frankreich
Die Syrische Republik erhielt ihre Unabhängigkeit von Frankreich. Der französische Präsident François Hollande rief am 27. August 2012 die syrische Opposition dazu auf, eine Übergangsregierung zu bilden, die zum legitimen Repräsentanten eines neuen Syrien werden sollte. Frankreich würde eine solche Regierung anerkennen. Zugleich warnte Hollande die syrische Führung davor, Chemiewaffen einzusetzen. Dies wäre ein Grund für eine militärische Invasion in Syrien.
Im Juni gab Frankreich bekannt, man hätte Beweise für insgesamt vier örtlich begrenzte Nervengasangriffe mit Sarin in den Städten Chan al-Assal nahe Aleppo und Otaibeh nahe Damaskus. Proben, die dazu in einem französischen Labor untersucht wurden, hätten dies nachgewiesen. Kurze Zeit später gab der französische Außenminister bekannt, dass die Regierung Assad und deren Verbündete für den Einsatz des chemischen Kampfstoffes verantwortlich seien. Das Weiße Haus in den USA forderte mehr Beweise. Im Herbst 2014 begann Frankreich, den IS als eine der am Bürgerkrieg beteiligten Fraktionen im Irak aus der Luft anzugreifen, und kündigte ein Jahr später, unter dem Eindruck der Flüchtlingskrise, an, den IS auch in Syrien bekämpfen zu wollen. Nach den Terroranschlägen am 13. November 2015 in Paris begannen französische Kampfflugzeuge, Ziele in der IS-Hochburg Ar-Raqqa anzugreifen. Als weitere Reaktion auf die Anschläge wurde der Flugzeugträger Charles de Gaulle vor die syrische Küste entsandt.
Ende Mai 2017 berichteten Medien, dass Frankreich aktiv Jagd auf eigene Staatsbürger in Syrien und im Irak machen soll, die sich zuvor dem IS angeschlossen hatten.

### Großbritannien
Das House of Commons stimmte 2013 gegen eine Militärbeteiligung Großbritanniens in Syrien. Das Parlament autorisierte die Durchführung britischer Luftwaffenangriffe gegen IS im Irak.
Im Juli 2015 wurde bekannt, dass die Luftwaffe dennoch, mit Wissen von David Cameron, jedoch ohne Konsultierung und Zustimmung des Parlaments, Angriffe in Syrien durchführte. Am 21. August 2015 führte die Royal Air Force in Syrien mittels einer Reaper-Drohne erstmals eine Tötung durch Drohnen aus. Der Angriff tötete zwei britische IS-Kämpfer; ein weiterer wurde durch einen US-Drohnenangriff getötet. Cameron rechtfertigte die Tötungen als Selbstverteidigung. Nach einem entsprechenden Parlamentsbeschluss begannen britische Luftstreitkräfte Anfang Dezember 2015 auch mit Angriffen auf Stellungen des IS in Syrien. Im Juli 2016 wurde bekannt, dass das Vereinigte Königreich auch Bodentruppen in Form des SAS bei Al-Tanf im Gouvernement Deir ez-Zor eingesetzt hatte.
Im Dezember 2016 stellte Peter Ford, ehemaliger Botschafter des Vereinigten Königreichs in Syrien fest, dass das Foreign Office zu Beginn des Bürgerkrieges den Fall Assads „bis Weihnachten“ und die Dominanz der „moderaten Kräften“ auf Seiten der Aufständischen vorhergesagt habe und mit beiden Aussagen falsch lag. Da das Königreich selbst keine Truppen gegen Assad eingesetzt habe, hätte man so die Opposition zu einer von vornherein hoffnungslosen Offensive motiviert, die hunderttausende Zivilisten den Tod gebracht hätte.

### Israel
Israel unterstützte im Syrienkrieg von 2013 bis zum Sommer 2018 bis zu zwölf Rebellengruppen, die an der Grenze zu den von Israel okkupierten Golanhöhen operierten. Anfangs seien vor allem amerikanische M16-Gewehre geliefert worden, später, offenbar um die Herkunft der Waffen zu verschleiern, dann nicht-amerikanische Waffen, darunter Gewehre und Munition einer ursprünglich für die Hisbollah bestimmten iranischen Lieferung, die 2009 von Israel konfisziert wurde. Die Kämpfer der von Israel unterstützten Milizen wurden von Israel für ihren Einsatz mit durchschnittlich 75 Dollar pro Monat entlohnt. Die größte Unterstützung soll die Gruppe Forsan al-Jolan erhalten haben. Mit dem Beginn der Offensive der syrischen Armee in Südsyrien, bei der unter anderem das gesamte Gebiet an der Grenze zu den von Israel besetzen Golanhöhen unter die Kontrolle der syrischen Regierung gebracht wurde, stellte Israel seine Unterstützung ein.
Israel nutzte die militärische Schwäche Syriens in den Tagen nach dem Sieg über das Assad-Regime, militärische Einrichtungen der syrischen Armee durch Luftangriffe zu zerstören. Dieses Vorgehen sollte dem Schutz Israels vor zukünftigen Angriffen dienen. Bodentruppen drangen mindestens in einen Streifen kurz hinter der israelisch-syrischen Grenze vor. Berichte über ein weiteres Eindringen israelischer Bodentruppen auf syrisches Gebiet sind unbestätigt. Der UN-Sondergesandte für Syrien Geir Pedersen verurteilte das Vorgehen Israels auf syrischem Gebiet. Kritik wurde auch von anderen Staaten der Region geäußert.

## Opferzahlen
| Datum        | Schätzung                                      | Verluste   | Verluste    |
| Datum        | Schätzung                                      | Todesopfer | Verletzte   |
| ------------ | ---------------------------------------------- | ---------- | ----------- |
| April 2014   | UNHCHR                                         | 191.396    | -           |
| April 2015   | Syrische Beobachtungsstelle für Menschenrechte | 220.000 +  | -           |
| Sommer 2015  | UNHCHR                                         | 250.000 +  | -           |
| Februar 2016 | Syrisches Zentrum für Politikforschung         | 470.000    | 1.900.000   |
| März 2016    | Syrische Beobachtungsstelle für Menschenrechte | 273.520 +  | 2.000.000 + |
| März 2018    | Syrische Beobachtungsstelle für Menschenrechte | 353.900 +  | -           |
| März 2023    | Syrische Beobachtungsstelle für Menschenrechte | 613.400 +  | 2.100.000 + |

| Tätergruppe/Kriegspartei | Anzahl der von der jeweiligen Kriegspartei getöteten Zivilisten, Stand Juli 2024 | davon  | davon  |
| Tätergruppe/Kriegspartei | Anzahl der von der jeweiligen Kriegspartei getöteten Zivilisten, Stand Juli 2024 | Frauen | Kinder |
| --- | -------------------------------------------------------------------------------- | ------ | ------ |
| | Insgesamt: 231,495 (100 %)                                                       |        |        |
| Kräfte der Assad-Diktatur (Streitkräfte Syriens, Geheimdienste etc.) sowie verbündete iranische Kräfte (bspw. Quds-Brigaden) | 201,290 (86,95 %)                                                                | 12,004 | 23,045 |
| Andere | 8820 (3,81 %)                                                                    | 1,094  | 1,889  |
| Russische Streitkräfte in Syrien                                                                                             | 6969 (3,01 %)                                                                    | 983    | 2,055  |
| Islamischer Staat (IS) | 5058 (2,19 %)                                                                    | 587    | 959    |
| Oppositionelle Kräfte/alle Rebellen (darunter SNA, FSA, NSA)                                                                 | 4234 (1,83 %)                                                                    | 886    | 1,009  |
| Von USA angeführte Koalition in Syrien                                                                                       | 3055 (1,32 %)                                                                    | 658    | 926    |
| Demokratische Kräfte Syriens (SDF)                                                                                           | 1516 (0,65 %)                                                                    | 177    | 269    |
| Haiʾat Tahrir asch-Scham (HTS)                                                                                               | 549 (0,24 %)                                                                     | 82     | 76     |

| Anzahl Vermisste          | Stand     |
| ------------------------- | --------- |
| 80.000 Vermisste Personen | Ende 2024 |

Die syrische Regierung gab die Zahl der Toten Mitte September 2011 mit 1400 an, darunter seien 700 Mitglieder der Regierungstruppen gewesen. Die Vereinten Nationen sprachen zu dem Zeitpunkt bereits von über 2600 Opfern. Nach ihren Erkenntnissen kamen vom 15. März 2011 bis zum Ende Februar 2013 fast 70.000 Menschen ums Leben. Im Mai 2013 hatte sich die Zahl der Todesopfer nach UNO-Angaben auf 80.000 erhöht, während eine Million Syrer aus dem Land geflohen und vier Millionen weitere innerhalb Syriens auf der Flucht seien. Im Juni 2013 erhöhte die UN ihre Schätzung auf mindestens 93.000 Tote, bei denen Identität, Todeszeit und Ort durch verschiedene Quellen ermittelt werden konnten. Weitere Berichte über rund 35.000 mögliche Opfer, bei denen diese Daten fehlten, wurden bei der Zählung nicht berücksichtigt.
Das Büro des Hochkommissars für Menschenrechte teilte mit, dass man seit der Veröffentlichung der letzten Zahlen im Juli 2013 die Todesopfer im Bürgerkrieg nicht mehr zählen würde, da eine unabhängige Überprüfung von Angaben über Todesfälle nicht möglich sei. Dennoch führte man die Zählung weiter und gab Ende August 2014 an, dass vom März 2011 bis April 2014 191.396 Menschen getötet wurden. Im Sommer 2015 schätzte UNO-Generalsekretär Ban Ki Moon die Zahl der Todesopfer auf mindestens 250.000 Menschen.
Organisationen wie Human Rights Watch und Amnesty International werfen vor allem den Kräften der Regierung, jedoch auch Teilen der bewaffneten Opposition im Zusammenhang mit den Auseinandersetzungen Folter und schwere Menschenrechtsverletzungen vor. Amnesty International sprach in einem Bericht aus dem Jahr 2015 davon, dass „[s]ince 2011 the Syrian government has carried out an orchestrated campaign of enforced disappearances.“ Das Syrian Network for Human Rights dokumentierte die Namen von insgesamt 65.116 Personen, zum größten Teil Zivilisten, die zwischen März 2011 und August 2015 „verschwanden“ und über deren Verbleib teilweise immer noch nichts bekannt ist. Im März 2015 erhielt Human Rights Watch insgesamt 53.275 Fotos eines geflüchteten forensischen Fotografen mit dem Decknamen Caesar, der im Auftrag der syrischen Militärpolizei Fotos von im Gewahrsam der Regierung umgekommenen Personen, aber auch von zahlreichen getöteten Angehörigen der syrischen Streitkräfte angefertigt hatte. 28.707 Fotografien ließen sich insgesamt 6.786 Personen zuordnen, die von syrischen Sicherheitsbehörden verhaftet worden und während ihrer Haft aufgrund der menschenunwürdigen Haftbedingungen oder von erlittenen Misshandlungen verstorben waren. Dem Syrian Network for Human Rights (SMHR) zufolge steigerte sich im Jahr 2018 die Zahl der durch Inhaftierung Verschwundenen auf etwa 82.000 und die der durch Folter bestätigten Toten auf 14.000. Physicians for Human Rights sprach in seinem Jahresbericht 2014 davon, dass Ärzte, Krankenschwestern und anderes medizinisches Personal ebenso wie medizinische Einrichtungen bevorzugtes Angriffsziel der syrischen Regierungsstreitkräfte wären. Der Einsatz von Kindersoldaten wird dagegen ausschließlich Rebellengruppen zur Last gelegt. Beobachter dokumentierten den Einsatz chemischer Waffen, darunter einzelne Fälle, bei denen die Stoffe Sarin und Senfgas, sowie mehrere Fälle, bei denen Chlorgas benutzt wurde.
Der Sondergesandte der Vereinten Nationen für Syrien, Staffan de Mistura, schätzte im April 2016, dass seit Beginn des Krieges 400.000 Menschen getötet wurden, im April 2018 wurde die Zahl von Experten auf 500.000 geschätzt. Die Zahlen der Vereinten Nationen von 2016 beruhten teilweise auf Daten von 2014. Andere Organisationen hatten die Zählung aufgegeben.
Rund 12,9 Millionen Syrer waren im Jahr 2018 auf der Flucht, davon 6,2 Millionen Binnenflüchtlinge. 6,7 Millionen Syrer flüchteten ins Ausland.
Im Februar 2016 schätzte eine Nichtregierungsorganisation 470.000 Tote im Konflikt, rechnete dabei aber auch die Menschen ein, die als Folge des Zusammenbruchs der Versorgungssysteme durch Krankheiten und fehlende Pflege ums Leben gekommen sind. Forscher der Public Library of Science erkannten eine deutliche Zunahme an Fällen mit klassischen Tropenkrankheiten in der gesamten Region, wie Leishmaniose, deren Ausbreitung in Syrien sie auf den Zusammenbruch des syrischen Gesundheitssystems zurückführen.
Im Februar 2017 erhob Amnesty International in einem Bericht erneut schwere Vorwürfe gegen die syrische Regierung. Demnach seien zwischen 2011 und 2015 bei Massenhinrichtungen ca. 5000 bis 13.000 Gefangene im Militärgefängnis Saidnaja bei Damaskus ohne ein rechtmäßiges Verfahren zum Tode verurteilt und umgebracht worden. Die Opfer, größtenteils Zivilisten, seien von einem Militärgericht im Schnellverfahren zum Tode verurteilt und gehenkt worden, andere starben an den Folgen von mangelnder Versorgung. Die Aktivisten schlossen, dass die Regierung die Tötungen angeordnet haben müsse und es sich um Verbrechen gegen die Menschlichkeit handeln würde. Die syrische Regierung ließ den Bericht dementieren und bestand darauf, dass Hinrichtungen nur nach rechtmäßigen Verfahren stattfänden. Ebenso folgerte Amnesty International in einem Bericht vom November 2017, dass das systematische Abschneiden der Versorgung mit Lebensmitteln und Medikamenten in eingeschlossenen Gebieten, in Kombination mit Luftangriffen, ebenfalls als Verbrechen gegen die Menschlichkeit zu werten sei. Auch nach diesem Bericht hätten wieder alle Kriegsparteien internationales Recht gebrochen.
2015 schätzen SOHR-Aktivisten 55.000 Todesopfer in Syrien, 2016 waren es nach Einschätzung der Gruppe noch 49.000 und Ende Dezember 2017 schätzten die Aktivisten, dass das Jahr 2017 über etwa 39.000 Menschen in Syrien getötet wurden. Mehr als ein Viertel der Opfer seien 2017 Zivilisten gewesen, die Regierungstruppen hätten 3.000 Soldaten verloren und etwa 7.500 Kämpfer, davon die Mehrheit IS-Angehörige, seien ebenfalls gefallen.
Laut der britischen Nichtregierungsorganisation Action on Armed Violence sind etwa 45 Prozent der zivilen Toten und Verletzten im syrischen Bürgerkrieg, die durch Explosivwaffen getötet wurden, auf Luftangriffe der syrischen Luftstreitkräfte, russischen Luftstreitkräfte und auf die U.S. Air Force (sowie deren Verbündete) zurückzuführen.
Das UNHCR berichtete im Jahr 2022, es habe zwischen März 2011 und März 2021 den durch den Krieg verursachten Tod von 306.887 Zivilisten in Syrien dokumentiert. 2021 schätzte UNICEF die Zahl aller Todesopfer auf etwa eine halbe Million. Stand 2023 ist der Verbleib von über 130.000 Syrern ungeklärt. Im Juli 2024 nannte das Syrian Network for Human Rights 231.495 infolge des Bürgerkriegs getötete Zivilisten. Davon sei der Tod von 201.290 Zivilisten auf die Streitkräfte des syrischen Regimes von Baschar al-Assad und die mit ihm verbündeten iranischen Milizen zurückzuführen.
Nach Angaben der syrischen Beobachtungsstelle für Menschenrechte wurden in den 12 Tagen des Regimezerfalls, von Beginn der Rebellenoffensive am 27. November 2024 bis zum Tag des Endes des Assad-Regimes am 8. Dezember, insgesamt 910 Menschen getötet; davon seien 392 Rebellen, 380 regimetreue Kämpfer und 138 Zivilisten gewesen.

## Kriegsverbrechen
Laut einem Bericht der UN-Menschenrechtskommission 2021 haben alle Parteien im Syrien-Konflikt Kriegsverbrechen begangen. Dazu gehören Verschwindenlassen in Gefängnissen von zehntausenden Personen, willkürliche Festnahmen, Folter, sexueller Gewalt. Sowohl die syrische Regierung, Rebellen und die von Kurden angeführten Syrischen Demokratischen Kräfte (SDF) hätten Kriegsverbrechen begangen. Der Terrormiliz „Islamischer Staat“ (IS) wirft der Bericht Völkermord vor.
Die UNO untersuchte sieben von den 61 dokumentierten Bombardierungen von Gesundheitseinrichtungen ab April 2019, wobei der Berichterstatter sagte, die schiere Anzahl würde nahelegen, dass die Luftwaffen Syriens und Russlands mindestens einen Teil dieser Angriffe absichtlich flog („strongly suggests that government-affiliated forces conducting these strikes are, at least partly, if not wholly, deliberately striking health facilities“). Sofern die Absicht zu beweisen sei, handle es sich um Kriegsverbrechen. Nach Angaben der New York Times wurden am 5. Mai 2019 durch russische Bombenangriffe vier Krankenhäuser innerhalb von 12 Stunden zerstört.
Im Bürgerkrieg in Syrien wurde Giftgas eingesetzt. Zu unterscheiden sind das der Chemiewaffenkonvention nicht unterstehende Chlorgas, das auch noch im Jahre 2018 eingesetzt wurde und das der Konvention unterstehende Senfgas, welches einmal vom IS eingesetzt wurde, und der geächtete Nervenkampfstoff Sarin, welcher erstmals als Todesursache einer am 29. April 2013 bei Sarakeb verstorbenen Frau materiell nachgewiesen werden konnte, dessen Urheberschaft sich jedoch nicht belegen ließ.
Nach der laut offizieller Darstellung vollständigen Vernichtung der chemischen Kampfstoffe der syrischen Streitkräfte im Jahr 2014 wurden bis im Frühjahr 2018 rund 50 Angriffe mit chemischen Waffen in Syrien bekannt.

## Flüchtlinge

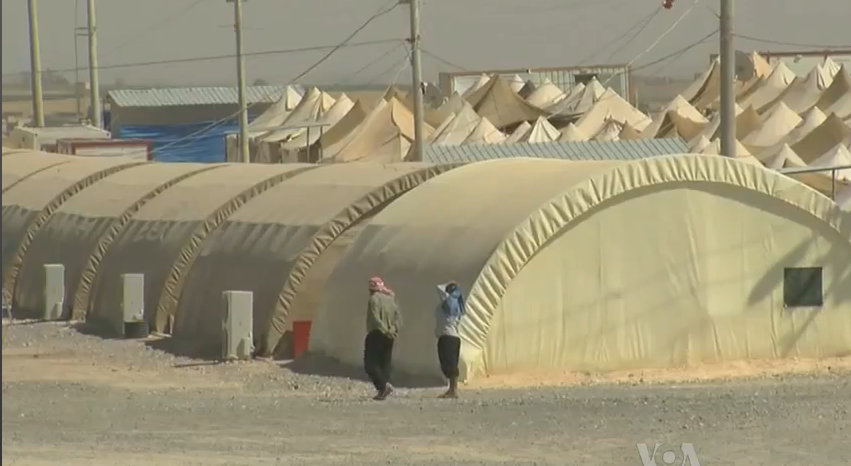
Flüchtlingszelte in der Türkei im September 2012

Syrische Bürgerkriegsflüchtlinge in verschiedenen Staaten des Nahen Osten (Stand: 4. September 2015)

Die UNO bezeichnete die durch den Krieg ausgelöste Flüchtlingskrise als die schlimmste seit dem Völkermord in Ruanda 1994.
Durch den Krieg in Syrien wurden über 13 Millionen Syrer zu Flüchtlingen. Die Nachbarländer Libanon, Jordanien, Irak und die Türkei nahmen zunächst eine erhebliche Zahl von Flüchtlingen auf.
In Jordanien bildete das Lager Zaatari mit 80.000 bis 100.000 Bewohnern (Stand 2013?) die fünftgrößte Stadt. In der Türkei lebten nach Angaben der türkischen Regierung (Stand Februar 2016) rund 2.500.000 syrische Flüchtlinge. Satellitenaufnahmen zeigten, dass die ersten syrischen Flüchtlingslager in der Türkei im Juli 2011 – kurz nach der Belagerung der Städte Deraa, Homs und Hama – entstanden waren. Bis Oktober 2012 wurden dem UNO-Flüchtlingshilfswerk UNHCR hier etwa 100.000 Flüchtlinge gemeldet.
Zahlen der Jahre 2012 bis 2013

Insgesamt hatten im Oktober 2012 etwa 360.000 Menschen Zuflucht in den vier angrenzenden Staaten gefunden. Diese richteten zahlreiche Flüchtlingslager ein. Hinzu kommt die Anzahl von Flüchtlingen, die nicht bei der UNHCR gemeldet sind. So schätzten ägyptische Regierungsvertreter die Zahl der dort lebenden syrischen Flüchtlinge auf über 150.000. Im Dezember 2012 waren bereits 500.000 Flüchtlinge bei der UNHCR in den vier Nachbarländern Syriens sowie in Nordafrika registriert. Bis Anfang März 2013 stieg die Zahl der Flüchtlinge auf mehr als eine Million, davon bis zu 75 % Frauen und Kinder. Deutschland erklärte sich im März 2013 bereit, bis zu 5000 von ihnen aufzunehmen.
Im Libanon wurden vom UNHCR im März 2013 bereits 688.000 Flüchtlinge gezählt. Weil die libanesische Regierung den Bau neuer Flüchtlingslager nicht zulässt, müssen die Flüchtlinge in selbstgebauten Unterkünften, günstigen Pensionen oder auf der Straße leben. Für die angemessene Versorgung der Flüchtlinge benötigen die libanesische Regierung und der UNHCR nach eigenen Angaben 1,7 Milliarden $.
Zahlen für August 2013

Im August 2013 stiegen die Zahlen laut UNICEF auf 4,2 Millionen Vertriebene innerhalb Syriens und 2,6 Millionen Flüchtlinge, die das Land verlassen hatten. Davon waren durch die UNHCR erst knapp 2 Millionen tatsächlich als Flüchtlinge registriert. Beobachter folgerten später, dass 2013 auch die Flucht in weiter entfernte Länder, vor allem nach Europa begann, weil viele vertriebene Syrer glaubten, der Bürgerkrieg würde nicht in absehbarer Zeit enden.
2015

Im Juli 2015 erklärte das UNHCR, dass sich mittlerweile mehr als 4 Millionen aus Syrien geflüchtete Menschen in den Nachbarstaaten Syriens aufhielten und dass es 7,6 Millionen Binnenflüchtlinge gab. Zudem hatten bis dahin bereits mehr als 270.000 Syrer Asylanträge in Europa gestellt.
2017

Im März 2017 erklärte das UNHCR, dass mittlerweile 5 Millionen Syrer als Flüchtlinge registriert seien. Die Zahl der Binnenflüchtlinge betrage rund 6,3 Millionen.
2018

Im März 2018 berichtete die BBC, dass das UNHCR mittlerweile von 5,6 Millionen Syrern ausgeht, die ins Ausland geflohen sind und man weiter annimmt, das 6,1 Millionen Menschen Binnenflüchtlinge sind.
Auf Kritik stieß 2015 die angebliche Weigerung reicher arabischer Ölstaaten am Persischen Golf, syrische Bürgerkriegsflüchtlinge bei sich aufzunehmen. Saudi-Arabien wehrte sich gegen den Vorwurf der Untätigkeit. Man habe rund 2,5 Millionen Syrer aufgenommen. Diese komplett unterschiedlichen Zahlen erklären sich teils aus dem Umstand, dass keine Zählung von Flüchtlingen nach UNO-Flüchtlingskonvention möglich sind, weil die Golfstaaten die betreffenden Protokolle nicht unterzeichnet haben. Im Sudan, in welchen Syrer visafrei reisen können, sind nur 1400 von 45.000 Flüchtlingen bei der UNO registriert.
Syrische Flüchtlinge spielten schließlich eine wesentliche Rolle in der Entwicklung der Flüchtlingskrise in Europa 2015 und den diesbezüglichen Bestrebungen zur Reform der Asylpolitik der Europäischen Union. Als Akuthilfe ermöglichten angesichts des Flüchtlingsansturms in Ungarn Ende August / Anfang September 2015 die Regierungen Deutschlands, Österreichs und Ungarns in gemeinsamer Absprache tausenden Flüchtlingen die Einreise nach Deutschland.

## Zerstörungen von Weltkulturerbe
Unter dem Bürgerkrieg leiden auch zahlreiche historische Monumente und archäologische Fundstellen, darunter alle in Syrien gelegenen Welterbestätten. Probleme sind Kriegszerstörungen, Plünderungen und gezielte Zerstörungen durch religiöse Fanatiker. Artilleriebeschuss und andere Zerstörungen an historischen Denkmälern und archäologischen Fundstellen wurden schon zu Beginn des Bürgerkriegs gemeldet. Beispielsweise wurde die Säulenstraße in Apameia am Orontes/Qalat el-Mudiq am 15. März 2012 beschossen, die Altstadt von Aleppo mit dem Markt und der Festung schwer beschädigt und die mehrfach von Truppen beider Seiten besetzte Kreuzfahrerburg Krak des Chevaliers durch Beschuss und Plünderung in Mitleidenschaft gezogen.
Neben den Zerstörungen durch Kampfhandlungen nehmen die Plünderungen archäologischer Stätten zu. Der Erlös durch Antikenhehlerei fließt in die Finanzierung von Waffenlieferungen. Insbesondere die Terrororganisation Islamischer Staat finanziert sich unter anderem auch durch systematische Raubgrabungen. Die Fundstelle von Apameia am Orontes ist mittlerweile zu erheblichen Teilen zerstört. ebenso Dura Europos, wo allerdings auch Bewaffnete des IS ganz gezielt etwa die jüdische Synagoge zerstört haben. Problematisch ist nicht nur, dass archäologische Funde ins Ausland geschmuggelt werden, sondern auch, dass Fundstellen komplett zerstört werden. Die Raubgrabungslöcher vernichten jede historische Aussagen über das Leben und die Umweltbedingungen in der Vergangenheit unwiederbringlich.
Anfang 2013 hat die syrische Altertumsbehörde einen ersten Bericht vorgelegt, der die Schäden bilanziert; inzwischen sind international verschiedene Organisationen mit einem Monitoring befasst. Mit Unterstützung durch das International Council of Museums und UNESCO wird Aufklärungsarbeit geleistet, um vor allem die örtliche Bevölkerung zu sensibilisieren, die sich bislang als der beste Schutz von Raubgrabungen erwiesen hat.
Die sechs Stätten des Weltkulturerbes in Syrien wurden am 20. Juni 2013 von der UNESCO auf die Rote Liste des gefährdeten Welterbes gesetzt.

## Gefahr eines Übergreifens auf andere Länder
Politiker verschiedener Länder, darunter auch der damalige deutsche Bundesaußenminister Guido Westerwelle, warnten vor einer militärischen Intervention in Syrien. Es bestehe die Gefahr eines Übergreifens der Kämpfe auf Länder in der Region. Es müsse alles vermieden werden, was Syrien einem Stellvertreterkrieg näher bringen könnte. Gelinge das nicht, könne dies „eine Konfrontation heraufbeschwören, die bis nach Moskau oder Peking reicht“. Der russische Ministerpräsident Dmitri Medwedew warnte davor, dass Handlungen, die die staatliche Souveränität untergraben, „mal in einem regelrechten regionalen Krieg und sogar mit einem Einsatz von Atomwaffen“ enden könnten. In einem Interview, das Präsident Assad im Mai 2012 dem russischen Fernsehsender Rossija 24 gab, warnte er angrenzende Länder vor Einmischungen: Wer in Syrien Chaos schüre, könne sich selbst damit infizieren. Wenige Tage davor war es im libanesischen Tripoli zu Kämpfen zwischen alawitischen Gegnern und sunnitischen Unterstützern der syrischen Aufständischen gekommen. Die Kämpfe waren am 12. Mai ausgebrochen, nachdem libanesische Truppen einen sunnitischen Islamisten verhaftet hatten, der beschuldigt worden war, einer Terrororganisation anzugehören. Die Unterstützer des Inhaftierten blockierten darauf eine Straße; Salafisten forderten seine Freilassung und zeigten sich zum Kampf gegen die libanesischen Truppen bereit, sollte die Blockade geräumt werden. Bei den dann folgenden Kämpfen wurden sieben Menschen getötet und fünfzig verletzt.
Seit es im April 2012 zum Beschuss eines Flüchtlingslagers auf türkischem Staatsgebiet von syrischem Staatsgebiet kam, erwog die Türkei, die NATO um Unterstützung gemäß Artikel 5 zu ersuchen, was schließlich im Januar 2013 zur Operation Active Fence führte. Damaskus beschuldigt die Türkei, seit Beginn der bewaffneten Revolte, Waffen und Geld nach Syrien einsickern zu lassen.
Die ohnehin schon vorhandenen Spannungen zwischen der Türkei und Syrien wurden verschärft, als am 22. Juni 2012 ein türkisches Kampfflugzeug von syrischen Streitkräften abgeschossen wurde, nachdem es in den syrischen Luftraum eingedrungen war.
Am 3. November 2012 drangen drei syrische Panzer begleitet von zwei gepanzerten Transportfahrzeugen in die demilitarisierte Zone auf den Golanhöhen ein. Dabei lieferten sie sich ein Feuergefecht mit syrischen Rebellen in der Ortschaft Bir Adscham. Schon zuvor waren syrische Mörsergranaten in der demilitarisierten Zone eingeschlagen. Als Reaktion auf diese Aktionen der syrischen Armee, legte Israel bei der in der demilitarisierten Zone stationierten UNO-Friedenstruppe Beschwerde ein. Zwei Tage später wurde nach Angaben der israelischen Streitkräfte ein Armeefahrzeug auf den Golanhöhen nahe der Demarkationslinie von mehreren aus syrischem Gebiet abgefeuerten Geschossen getroffen. Zwar wurde dabei das Fahrzeug beschädigt, doch niemand verletzt. Ob diese Schüsse von der syrischen Armee oder von den Rebellen abgegeben wurden, konnte nicht ermittelt werden. Am 11. November wurde ein israelischer Grenzposten auf den Golanhöhen von einer syrischen Mörsergranate getroffen. Schon zuvor waren einige Geschosse der syrischen Armee auf den Golanhöhen eingeschlagen. Zwar wertete die israelische Regierung den Beschuss als Versehen, doch feuerten die israelischen Streitkräfte als Warnung noch am selben Tag mindestens eine Panzerabwehrrakete auf syrisches Territorium ab. Erneut legte die israelische Regierung bei der auf den Golanhöhen stationierten UNO-Truppe Beschwerde ein. Einen Tag später reagierte die israelische Armee auf eine syrische Granate, welche in der Nähe eines israelischen Militärpostens eingeschlagen war, indem sie die für den Beschuss verantwortliche Artillerieeinheit mit Panzern unter gezieltes Feuer nahm.
Im Libanon riefen Anfang 2013 sowohl sunnitische als auch schiitische Geistliche dazu auf, die Angehörigen ihrer Konfession in Syrien mit Waffengewalt zu unterstützen. Als im Mai 2013 schließlich syrische Truppen und Hisbollah-Milizen die Stadt Kusair an der libanesischen Grenze weitgehend unter ihre Kontrolle brachten, kehrten sunnitische Freiwillige aus dem Libanon in ihre Heimatorte zurück und wendeten sich gegen Angehörige der alawitischen Minderheiten im Libanon, denen sie vorwarfen im Auftrag von Assad sunnitische Familien im Libanon zu bedrohen. Schwere Gefechte entwickelten sich Ende Juni 2013, als salafistische Anhänger von Prediger Ahmed al-Assir, unter ihnen der Sänger Fadel Shaker, in Sidon die libanesische Armee angriffen. 12 Soldaten wurden bis zum 23. Juni getötet und 50 weitere verletzt.
Im Frühjahr 2013 kam es im Irak vermehrt zu Auseinandersetzungen zwischen der sunnitischen Minderheit und dem vornehmlich schiitisch dominierten Regierungsapparat. Die Sunniten im Irak sollen von den Erfolgen sunnitischer Rebellen in Syrien motiviert worden sein, einen Teil des Einflusses, den sie nach dem Sturz von Saddam Hussein durch die Amerikaner und die dann folgenden Wahlen verloren hatten, wieder zurückzugewinnen. Nach zunächst friedlichen Protesten kam es im April 2013, angestachelt durch religiöse Führer beider Seiten, zu mehreren Bombenanschlägen mit zahlreichen Todesopfern. Ende Mai 2013 wurde bekannt, dass Freiwilligenverbände irakischer Schiiten in unbekannter Stärke in Syrien auf Seiten der regierungstreuen Verbände kämpfen.
Geländegewinne kurdischer Gruppen auf syrischem Boden, die sie nach Kämpfen mit islamistischen Rebellen an der türkischen Grenze gemacht hatten, lösten Bedenken bei der türkischen Regierung aus. Ihr stellvertretender Ministerpräsident sagte, man werde ein faktisch autonomes Kurdengebiet auf syrischem Boden nicht tolerieren.
Am 2. August 2014 flammte im Libanon der Aufstand in Arsal auf, weil die libanesischen Streitkräfte einen syrischen Rebellenführer in der Nähe von Arsal verhafteten. Damit entglitt dem libanesischen Staat das erste Mal seit dem Bürgerkrieg die Kontrolle über eine Stadt. Ab dem 9. August kamen die Sicherheitskräfte wieder in die Stadt und brachten Ruhe in die Region.

## Völkerrecht
Ohne einen Beschluss des UNO-Sicherheitsrates für ein militärisches Eingreifen wurden von ausländischen Mächten verschiedene völkerrechtliche Ansätze zum Eingreifen in Syrien benutzt. Die Unterstützung einer legitimen Regierung ist beispielsweise zulässig, wenn man von ihr dazu eingeladen wird. So wählte die Arabische Liga die Regierung der Syrischen Nationalkoalition als rechtmäßige Vertretung des syrischen Volkes und unterstützte sie. Andere Staaten beriefen sich auf das Recht zur Humanitären Intervention, wie etwa das Vereinigte Königreich nach den Giftgasangriffen von Ghuta im Sommer 2013.
Der Völkerrechtler Pierre Thielbörger vertrat in einem Interview im März 2018 die Position, der Staat dürfe in gewisser Weise gegen Aufständische wehrhaft sein, müsse aber die Menschenrechte sowie das humanitäre Völkerrecht einhalten. Auch die Unterstützung der syrischen Regierungstruppen durch Russland sei, aufgrund der Einladung der syrischen Regierung, legitim, müsse sich aber ebenfalls an das Völkerrecht halten, woran große Zweifel bestünden. Der Einsatz der internationalen Koalition in Syrien, die angibt, unter Berufung auf das Recht zur Selbstverteidigung gegen den IS zu kämpfen, sei dagegen völkerrechtlich problematisch, weil der Einsatz von deren Truppen in Syrien ohne Einladung zugleich ein Verstoß gegen das Gewaltverbot sei. Die finanzielle Unterstützung von nicht-staatlichen Gruppen ohne Erlaubnis der syrischen Regierung sei ein Verstoß gegen das Interventionsverbot.
Zum dokumentierten Vorgehen der Luftwaffen der syrischen Regierung und der Russischen Föderation gehört es, nach Einschätzung von Journalisten von 2019, gezielt Krankenhäuser in gegnerischen Gebieten zu bombardieren, was gegen internationales Recht verstößt.

## Internationale Reaktionen

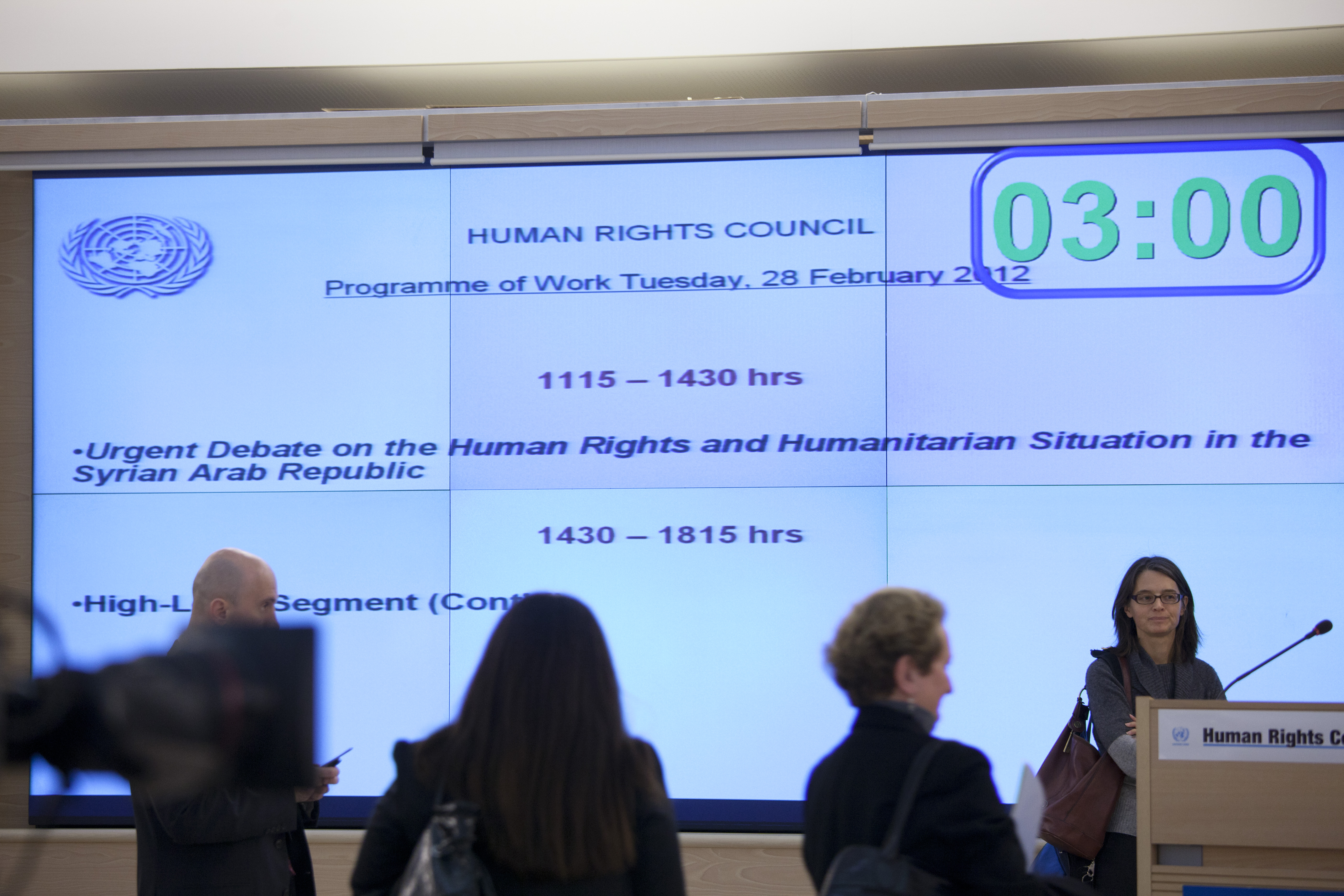
Dringlichkeitsdebatte der Vereinten Nationen über Syrien am 28. Februar 2012

Vor dem Hintergrund der Debatten über eine militärische Intervention in Syrien befürchten Politiker verschiedener Länder eine Internationalisierung des Konflikts, die zu einem offenen, regionalen Krieg führen könnte; am meisten sorgen sich die Nachbarländer Libanon und Irak.
Wegen des diplomatischen Patts auf Ebene der Vereinten Nationen als Konsequenz aus den für die Region drohenden Folgen erwägen die USA seit dem G8-Gipfel in Camp David im Mai 2012 eine Lösung der Krise durch eine „jemenitische Lösung“, d. h. eine Stabilisierung des bestehenden politischen Systems in Syrien unter der Voraussetzung, dass Baschar al-Assad abdankt und ins Ausland geht, um einer anderen Person das Präsidentenamt zu überlassen. Eine solche Lösung wird dann für umsetzbar gehalten, wenn Russland und China dafür gewonnen werden können. Aufgrund anhaltender Gewalt der Regierung gegen Oppositionelle, die unter anderem zum Massaker von Hula führte, wiesen diverse Staaten, darunter die USA und Großbritannien, im Mai 2012 syrische Diplomaten aus.

### Vereinte Nationen

#### UNO-Sicherheitsrat
Der Sicherheitsrat der Vereinten Nationen unter dem Vorsitz Indiens verurteilte am 3. August 2011 in einer Erklärung die Menschenrechtsverletzungen und Gewaltanwendung gegen Zivilisten in Syrien und „rief alle Seiten zum sofortigen Ende der Gewalt auf und fordern von allen Seiten größtmögliche Zurückhaltung und Abstand von Repressalien, einschließlich der Angriffe auf staatliche Institutionen“. Im Vorfeld der Erklärung hatten sich die Vetomächte China und Russland sowie 10 andere Staaten in der UNO-Generalversammlung (Kuba, Iran, Nordkorea, Myanmar, Belarus, Simbabwe, Venezuela, Nicaragua sowie Syrien.) gegen schärfere Formulierungen oder eine Resolution ausgesprochen. Erklärungen (statements) des Sicherheitsrates haben geringeres Gewicht als Resolutionen.
Am 4. Februar 2012 scheiterte eine von Marokko in den UNO-Sicherheitsrat eingebrachte Resolution am Veto von Russland und China. Nach Auffassung des russischen Außenpolitik-Experten Dmitrij Trenin empfand Russland „die Entwürfe als unausgewogen. Russlands Grundsätze sind: kein Regime-Wechsel unter Druck von außen, keine militärische Intervention, keine einseitige Verurteilung der Führung in Damaskus. Was Russland beim letzten Mal zu dem Veto bewog, war die Forderung, Assads Truppen sollten die Städte verlassen, ohne dass es eine entsprechende Forderung an die Adresse der Oppositionskräfte gab.“ Die anderen 13 Mitgliedsstaaten unterstützten die zuvor wegen des angedrohten Vetos bereits mehrmals abgeschwächte Resolution.
Am 5. Juli 2013 kam keine Resolution des Sicherheitsrates zustande, die Zugang zu rund 2500 Zivilisten im umkämpften Homs erzwingen sollte, die in Ortsteilen festsitzen, die von Regierungstruppen und regierungstreuen Milizen belagert werden. Weil Russland den Text als einseitig ablehnte und Zugang zu den seit Monaten von Rebellen belagerten Dörfern Nubul und Zahra ebenfalls in den Resolutionstext aufnehmen wollte, was andere Sicherheitsratsmitglieder ablehnten, scheiterte die Resolution. Eine Seite bestand auf der Wichtigkeit von Homs als Großstadt, während Russland auf die weit größere Zahl von Menschen verwies, die in den Dörfern unter der Belagerung zu leiden hätte. Die 2500 Zivilisten in Homs seien dagegen Geiseln der Rebellen, die es ihnen nicht erlauben würden ein Angebot der syrischen Regierung zum Verlassen der Stadt unter dem Schutz des Roten Halbmondes/Kreuzes anzunehmen.
Am 26. Juli 2013 trafen sich Oppositionsvertreter mit den Mitgliedern des UNO-Sicherheitsrates. Die Oppositionellen wiederholten unter anderem ihre Forderung, dass Präsident Assad seinen Rücktritt ankündigen müsse, bevor sie an einer Friedenskonferenz in Genf teilnehmen würden. Der britische Vertreter im Sicherheitsrat wertete die Aussagen als starke Hingabe der Oppositionellen und folgerte, dass es nun an der Regierung sei die gleiche Hingabe zu zeigen. Die syrische Regierung hatte bereits in der Woche vor dem Treffen ihre Bereitschaft bekräftigt, an einer Friedenskonferenz teilzunehmen, allerdings ohne Vorbedingungen.
Am 27. September 2013 verabschiedete der Sicherheitsrat die Resolution 2118, mit der die Zerstörung der Chemiewaffenbestände der syrischen Regierungstruppen geregelt wird. Der strittige Punkt zwischen Russland und den USA, wie bei Zuwiderhandlungen der Regierung zu reagieren sei, wurde gelöst, indem eine weitere Sicherheitsratsresolution für den Fall angekündigt wurde.
Am 18. Dezember 2015 verabschiedete der Sicherheitsrat einstimmig Resolution 2258, die einen Waffenstillstand, die Einleitung eines Friedensprozesses und die Wahl einer zukünftigen, nicht-religiösen Regierung des Landes unter Einbeziehung aller Syrer, auch derer im Ausland, unter der Kontrolle der Vereinten Nationen innerhalb von 18 Monaten vorsieht. Das Schicksal von Präsident Assad und die Beteiligung von verschiedenen Gruppierungen der Aufständischen, die auch als Terroristen gelten, wurde im Resolutionstext ausgeklammert. Generalsekretär Ban Ki-moon sollte innerhalb eines Monats einen Plan für einen Waffenstillstand und dessen Überwachung vorstellen.
In einer Sondersitzung des Rates am 25. September 2016 versuchten die Vertreter der USA, Großbritanniens und Frankreichs das Leiden der Bevölkerung im belagerten Teil Aleppos zu thematisieren und Druck auf das Ratsmitglied Russland auszuüben. In der turbulenten Sitzung beschimpften die westlichen Staatenvertreter Russland als internationalen Außenseiter, US Vertreterin Power bezichtigte Russland der „Barbarei“ und verließ, wie auch der britische und der französische Vertreter, demonstrativ den Saal, als der syrische Regierungsvertreter mit seinem Vortrag beginnen sollte. Russlands Vertreter Tschurkin verwies dagegen auf die zunehmende Komplexität des Konfliktes durch von den USA unterstützte Terrorgruppen in der gesamten Region und lobte die Regierung Assads für ihre „Zurückhaltung“.

#### Aussagen hoher UNO-Funktionäre
Im Juni 2012 bezeichnete der Chef der Friedenstruppen der Vereinten Nationen, Hervé Ladsous, den Konflikt erstmals offiziell als Bürgerkrieg.
Vom 14. bis 16. August 2012 besuchte die UN-Nothilfekoordinatorin Valerie Ann Amos Syrien zur Beurteilung der humanitären Situation und diskutierte vor Ort über Möglichkeiten für den Zugang für humanitäre Hilfsmaßnahmen. Amos gab an, dass mittlerweile rund 2,5 Millionen Syrer auf humanitäre Hilfe angewiesen sind.
Am 5. September 2012 kritisierte UNO-Generalsekretär Ban Ki-moon den Sicherheitsrat der Vereinten Nationen. Die „Lähmung des Rats schadet dem syrischen Volk; sie schadet zudem seiner eigenen Glaubwürdigkeit“, erklärte Ban vor der Generalversammlung der Vereinten Nationen.
Am 27. Mai 2013 äußerte sich die Hohe Kommissarin für Menschenrechte Navanethem Pillay entsetzt über das Leiden der syrischen Bevölkerung. Sie verwies auf Berichte, nach denen bei den Kämpfen um Kusair Regierungstruppen mit ihrer Luftwaffe und Artillerie unterschiedslose Angriffe durchführten, Rebellentruppen dagegen Zivilisten als Schutzschild benutzten, Frauen und Mädchen mit Rebellenkämpfern zwangsverheiratet würden und es immer wieder Berichte über Folter und Hinrichtungen durch Rebellentruppen gebe.
Am 4. Juni 2013 teilte der Leiter der UNO-Untersuchungskommission Paulo Pinheiro dem UN-Menschenrechtsrat in seinem Bericht zur Lage in Syrien mit, dass niemand diesen Krieg gewinnen wird und dass weitere Waffen nur zu mehr toten und verwundeten Zivilisten führen würden.
Das UNO-Welternährungsprogramm unterstützte im Sommer 2016 jeden Monat vier bis viereinhalb Millionen Menschen in Syrien. 70 Prozent der Hilfe gehen dabei via Damaskus, der Rest über Drittländer. Gebernationen sind insbesondere Deutschland (mit fast der Hälfte des Betrags im 2017) und die EU sowie die USA. Hilfskonvois würden schikaniert im offensichtlichen Bemühen zu sehen, ob die Hilfsverantwortlichen nicht aufgäben. Der Leiter des Programms, Jakob Kern, sagte, die Armee hätte kein Interesse an Hilfslieferungen, da es sich bei eingekesselten Gebieten um „mittelalterliche Belagerung“ handle mit dem Ziel, die Leute auszuhungern. Ebenso würde das völkerrechtliche Recht von Verletzten verletzt, wenn es um Erste-Hilfe-Ausrüstung gehe, die nicht durchgelassen werde. In besonderen Fällen wie dem damals vom IS umzingelten Deir ez-Zor wurde als letzte Option auch Hilfe aus der Luft abgeworfen. Anfang 2018 erreichte die ständige Versorgung 3 Millionen Menschen. Für eine komplexe Operation, wie die Versorgung über Frontlinien hinweg, nütze nach Jakob Kern eine fünfstündige Waffenruhe, wie sie von Russland für Ghouta im Februar 2018 verkündet wurde nichts.

#### UNO-Beobachtermission (2012)
Vom 21. April bis 19. August 2012 wurde eine Beobachtermission der Vereinten Nationen in Syrien (UNSMIS), basierend auf den Sicherheitsratsresolutionen 2042 (14. April), 2043 (21. April) und 2059 (20. Juli), durchgeführt. Der Auftrag von UNSMIS lautete, mit 300 unbewaffneten UN-Militärbeobachtern die „Einstellung der bewaffneten Gewalt in allen ihren Formen durch sämtliche Parteien zu überwachen sowie die vollständige Umsetzung des Sechs-Punkte-Vorschlags des Gesandten zu überwachen und zu unterstützen“. Die seit dem 12. April 2012 geltende Waffenruhe beruhte auch auf dem Sechs-Punkte-Vorschlag von Kofi Annan (gemeinsamer Sonderbeauftragter für die Vereinten Nationen und der Arabischen Liga), dem die syrische Führung unter Präsident Baschar al-Assad am 25. März 2012 zustimmte.
Die Ausführung der Mission war seit dem 16. Juni 2012 aufgrund eskalierender Gewalt gegenüber den Beobachtern unterbrochen. Am 16. August 2012 hat der Sicherheitsrat der Vereinten Nationen das Ende der Beobachtermission UNSMIS angeordnet, da die Bedingungen für eine Fortsetzung nicht gegeben gewesen seien. Am 19. August 2012 um Mitternacht endete das Mandat für die UNO-Friedensmission.

#### UNO-Generalversammlung
Am 15. Mai 2013 beschloss die UNO-Generalversammlung eine nichtbindende Resolution, die von Katar eingebracht worden war und Menschenrechtsverletzungen durch Regierungstruppen in Syrien scharf verurteilte. Während die Zahl der Gegenstimmen mit 12, gegenüber der letzten Resolution dieser Art vom August 2012, gleich blieb, wird eine erhöhte Zahl an Enthaltungen von 33 auf 55 bei der Abstimmung von Beobachtern als zunehmende Ablehnung der syrischen Opposition durch Mitglieder der Generalversammlung gewertet.

#### UNO-Menschenrechtsrat
Am 22. August 2011 richtete der UN-Menschenrechtsrat eine unabhängige Untersuchungskommission ein, die alle Berichte über Menschenrechtsverletzungen in Syrien seit März 2011 sammeln und die Verantwortlichen ausfindig machen soll. Die Kommission veröffentlicht regelmäßige Berichte.
Der Menschenrechtsrat verurteilte am 29. Mai 2013 in einer (nichtbindenden) Resolution, die von Katar, der Türkei und den USA eingebracht worden war, den Einsatz ausländischer Milizen auf Seiten der Regierung bei der Schlacht um Kusair.

### Arabische Liga
Am 7. August 2011 gab die Arabische Liga erstmals eine offizielle Stellungnahme zu den Protesten ab, in der sie ein Ende der Gewalt gegen die Zivilisten forderte.
Am 2. November 2011 stellte die Arabische Liga einen Friedensplan auf, der vorsah, nicht auf unbewaffnete Demonstranten zu schießen, das Militär aus den Städten abzuziehen, politische Gefangene freizulassen. Die syrische Regierung stimmte dem Plan zu, am Tag darauf kam es aber wieder zu Toten, als auf Demonstranten geschossen wurde.
Am 12. November 2011 beschloss die Arabische Liga vier Punkte:
1. Ab dem 16. November wird die Mitgliedschaft Syriens ausgesetzt, und seine Delegation wird von den Verhandlungen ausgeschlossen.
2. Die Mitglieder werden zum Abzug ihrer Botschafter aufgefordert.
3. Es werden Wirtschaftssanktionen verhängt.
4. Die UNO ist zum Schutz der syrischen Bevölkerung aufgerufen.

Die am 12. November angekündigten Sanktionen wurden am 27. November verhängt. Sie umfassen neben einem Stopp des Handels mit der syrischen Regierung und Zentralbank ein Reiseverbot für die Mitglieder der syrischen Regierung sowie das Einfrieren von Konten.
Im Januar 2012 stimmte die Liga einem von Saudi-Arabien und Katar vorgelegten Friedensplan zu, demzufolge Assad die Macht an den sunnitischen Vizepräsidenten Faruk al-Scharaa übergeben sollte. Syrien lehnte den Vorschlag ab; auch Algerien, Irak und Libanon hatten sich gegen den Plan ausgesprochen. Am 22. Januar 2012 zog Saudi-Arabien seine Beobachter zurück. Zwei Tage danach hatten die anderen Golfstaaten angekündigt, dass sie ebenfalls ihre Beobachter zurückziehen.
Am 12. Februar 2012 bat die Arabische Liga den Sicherheitsrat der Vereinten Nationen, Friedenstruppen der Vereinten Nationen nach Syrien zu entsenden. Zudem wurden der Abbruch der diplomatischen Beziehungen zur syrischen Regierung und die Intensivierung des Kontakts zum Syrischen Nationalrat beschlossen. Dem Vorschlag einiger Golfstaaten, den Rat als «einzige legitime Vertretung des syrischen Volkes» anzuerkennen, folgten sie jedoch nicht. Irak erklärte, dafür sei es noch zu früh, der Libanon lehnte die Resolution insgesamt ab, auch Algerien meldete Bedenken an.

### Organisation für Islamische Zusammenarbeit
Am 15. August 2012 hat die Organisation für Islamische Zusammenarbeit (OIC) auf ihrem Gipfeltreffen in Mekka Syrien die Mitgliedschaft in der OIC suspendiert. Iran und Algerien stimmten vergeblich dagegen, Pakistan und Kasachstan forderten zumindest auch eine Verurteilung der Gewaltakte durch die Rebellen.

### Europäische Union
Am 9. Mai 2011 beschloss der Rat der Europäischen Union Sanktionen gegen Personen, die für die gewaltsame Repression gegen die Zivilbevölkerung in Syrien verantwortlich sind. Diesen wird die Einreise in die EU verboten und entsprechende Gelder und Finanzeinlagen werden gesperrt. Die Liste der betroffenen Personen wurde mehrfach ergänzt. Außerdem wurde ein Embargo ausgesprochen, das „den Verkauf, die Lieferung, die Durchführung und den Export von Rüstungsgütern und dazugehörigen Materialien aller Arten, darunter Waffen, Munition, Militärfahrzeuge und -ausrüstung, paramilitärische Ausrüstung und Ersatzteile für die erwähnten Gegenstände“ untersagt. Es gibt mittlerweile allerdings auch wieder Bestrebungen, das Embargo zumindest bezüglich nicht-tödlicher Waffen aufzulösen – insbesondere von Frankreich und Großbritannien.
Am 13. September 2012 nahm das Europäische Parlament eine Resolution an, in der es den ständig zunehmenden Einsatz willkürlicher Gewalt durch die Regierung von Präsident Assad gegen die syrische Zivilbevölkerung, insbesondere gezielte Tötungen von Kindern und Frauen und Massenexekutionen in Dörfern, auf das Schärfste verurteilte. Es forderte ein unverzügliches Ende der Gewalt und rief zu verstärkten humanitären Maßnahmen seitens der EU auf sowie zur Zulassung dieser Maßnahmen seitens der syrischen Regierung. Es äußerte sein Bedauern darüber, dass der UNO-Sicherheitsrat noch keine Resolution angenommen hatte, um die Gewalt in Syrien zu beenden. Es wiederholte zugleich seine Forderung nach einem Rücktritt des syrischen Präsidenten.
Auf Drängen Frankreichs und Großbritanniens hob die Europäische Union im Mai 2013 das Waffenembargo für die syrischen Rebellen auf. Jeder Mitgliedsstaat der Union kann demnach selbst über Waffenlieferungen an Regierungsgegner entscheiden.

### Deutschland
Die deutsche Bundesregierung (Kabinett Merkel II) verurteilte die syrische Regierung für ihre Angriffe auf die Rebellen. Nach syrischen Angriffen auf die Türkei im Oktober 2012 sprach Bundesaußenminister Guido Westerwelle (FDP) von „schwerwiegenden Vorfällen“. Im August 2012 bestätigte das Bundesministerium der Verteidigung den Einsatz des deutschen Flottendienstboots Oker der deutschen Marine „in internationalen Gewässern im östlichen Mittelmeer“.
Bild schrieb im August 2012, der Bundesnachrichtendienst (BND) gebe gewonnene Erkenntnisse an US-amerikanische und britische Partnerdienste weiter, von wo aus sie auch an die syrischen Rebellen gelangen sollen. Mitarbeiter des BND waren laut Bild auch auf dem NATO-Stützpunkt Adana (Türkei) stationiert, von wo aus sie Telefonate und Funkverkehr aus Syrien abhörten. „Wir können stolz darauf sein, welchen wichtigen Beitrag wir zum Sturz des Assad-Regimes leisten“, äußerte laut BamS „ein BND-Mann“. Demnach spielte Deutschland eine größere Rolle im Syrien-Konflikt als bis dato bekannt. Im Mai 2013 schätzte der BND die Lage der Rebellen als prekär ein und sah das Assad-Regime auf dem Vormarsch. Ein Jahr zuvor hatte er den Rebellen einen baldigen Sieg prophezeit.
Im Dezember 2012 beschloss der Deutsche Bundestag die Beteiligung der Bundeswehr an der NATO-Operation Active Fence in der Türkei. Im Rahmen des Einsatzes von Januar 2013 bis Januar 2016 überwachten und schützten deutsche Soldaten den Luftraum über dem Grenzgebiet zu Syrien.
2013 ließ die EU das Waffenembargo auf Drängen Frankreichs und Großbritanniens für syrische Rebellen auslaufen. Bundeskanzlerin Merkel schloss im Mai 2013, vier Monate vor der Bundestagswahl 2013, Waffenlieferungen Deutschlands nach Syrien kategorisch aus. Ab 2014 gab es auf Beschluss der Bundesregierung (das schwarz-rote Kabinett Merkel III) Waffenlieferungen an die autonome Region Kurdistans im Irak.
Im August 2015 erklärte das Bundesamt für Migration und Flüchtlinge (Bamf), die Anwendung des Dublin-Verfahrens für Syrer auszusetzen. Die Deutsche Bundesregierung schickte seitdem syrische Flüchtlinge nicht mehr in die EU-Länder zurück, in dem die Syrer zuerst registriert wurden – z. B. nach Italien, Ungarn oder Griechenland. Im November 2015 wurde diese Regelung allerdings wieder aufgehoben.
Nach den Terroranschlägen am 13. November 2015 in Paris, die dem IS zugerechnet werden, begann Frankreich seine Luftschläge auf IS-Stellungen im Bürgerkriegsland zu intensivieren, warb für eine internationale Koalition gegen die Organisation und bat die EU-Mitgliedstaaten offiziell um Beistand nach Artikel 42. Absatz 7 des EU-Vertrages von Lissabon. Die deutsche Bundesregierung kündigte daraufhin Anfang Dezember 2015 an, sich mit einem Bundeswehreinsatz in Syrien zu beteiligen.
Am 4. Dezember 2015 beschloss der Deutsche Bundestag die Beteiligung Deutschlands am Kampf gegen den Islamischen Staat (ISIS). Es war zunächst vorgesehen, die Bundeswehr mit bis zu 1.200 Soldaten außerhalb Syriens zur Unterstützung einzusetzen.
2018 erwirkte der deutsche Generalbundesanwalt einen internationalen Haftbefehl gegen den syrischen Luftwaffen-Geheimdienstchef Jamil Hassan wegen Verbrechen gegen die Menschlichkeit.
Im Februar 2019 wurden zwei frühere syrische Geheimdienstbeamte in Deutschland festgenommen. Die Bundesanwaltschaft wirft ihnen Verbrechen gegen die Menschlichkeit vor. 2011 und 2012 sollen die Männer an Misshandlungen beteiligt gewesen sein.
Im März 2019 wurde bekannt, dass in Deutschland regelmäßig Mitglieder einer syrischen Friedensinitiative bestehend aus Vertretern zahlreicher syrischer Familien, Stämme und Konfessionesgemeinschaften zusammenkommen. Die Gruppe bezeichnet sich als „Rat der syrischen Charta“, hat laut Medienberichten über zweieinhalb Jahre lang geheim getagt und einen Entwurf für einen neuen Gesellschaftsvertrag verabschiedet. Syrische Flüchtlinge in Deutschland haben private Initiativen gegründet, um Beweismaterial für strafrechtliche Verfolgungen etwaiger syrischer Kriegsverbrecher, die nach Deutschland geflohen sind, zu sammeln.

### China
Die Volksrepublik China legte wie Russland ihr Veto gegen Resolutionen des Sicherheitsrates der Vereinten Nationen ein, die die syrische Regierung für ihr Vorgehen gegen die Opposition bestrafen sollten. Chinas Vertreter im Sicherheitsrat erklärte die Entscheidung seines Landes mit der Unausgewogenheit der Resolution, die lediglich Druck auf eine Konfliktpartei in Syrien ausübe. Die Gefahr eines Übergreifens des Konflikts auf andere Staaten der Region würde so vergrößert.
Weiterhin beklagten Chinas Vertreter in einer Verlautbarung die fehlende Zusammenarbeit bei der Erstellung der Resolution von Sommer 2012 und warfen einzelnen Staaten vor, kein Interesse an einer friedlichen Lösung zu haben. So sei die Mission des Sondergesandten Kofi Annan voreilig öffentlich für gescheitert erklärt worden und eine Ausweitung von dessen Mission habe man durch das Stellen von Vorbedingungen und mit diversen Hindernissen sabotiert. Diese Staaten hätten weiterhin keinerlei ernsthaftes Bemühen gezeigt, sondern seien mit einer „arroganten Haltung“ in die Gespräche gestartet.
Anfang Juli 2013 machte China die Parteien im syrischen Bürgerkrieg für Auseinandersetzungen im Autonomen Gebiet Xinjiang verantwortlich. Islamistische Separatisten aus der Volksgruppe der Uiguren, die sich für eine Abspaltung des Gebiets von China einsetzten, hätten sich zuvor bei Kämpfen in Syrien auf Seiten der Opposition radikalisiert und tragen laut Behördenangaben die Verantwortung für Unruhen mit 35 Toten in der letzten Juniwoche.

### Katar
Katar unterstützte die syrische Rebellen schon 2011 und begann sie mit Waffen zu versorgen, die von der katarischen Luftwaffe über Esenboğa in der Türkei eingeflogen wurden. Offiziell gestand Katar Waffenlieferungen jedoch nie ein. Zunächst wurden eigene Altbestände über die Türkei nach Syrien geschickt, später auch moderne Waffen auf dem internationalen Markt aufgekauft und zu Rebellenverbänden transportiert.
Zunächst weitgehend unbedeutend, benutzte Katar seinen Reichtum, um die Rolle des Landes als wichtige regionale Macht zu zementieren. Die Herrscherfamilie glaube an eine wichtige Rolle des Islams in der Politik und unterstütze gern „Gewinner“. Staaten wie Jordanien oder die Vereinigten Arabischen Emirate beschwerten sich 2013 bei den USA über das unbedachte Vorgehen Katars und ein westlicher Diplomat sagte, das Land habe sich mit seinem Syrienengagement schlicht übernommen.
So gelangten die von Katar 2013 beschafften modernen Flug- und Panzerabwehrraketen chinesischer Bauart (FN-6 und HJ-8) nach Beobachtungen von Analysten in die Hände von Islamisten. Nachdem das Herstellerland dieser Waffen zunächst unklar war, wurden sie nach Erkenntnissen vom Sommer 2013 von Katar im Sudan angekauft, wo mit iranischer und chinesischer Unterstützung in den Jahren zuvor eine Rüstungsindustrie entstanden war. Offizielle Stellen im Sudan bestreiten diese Lieferungen und gaben an, nur 2011 im Libyschen Bürgerkrieg Munition geliefert zu haben. Nachdem Herstellerstempel des Sudan von 2012 auf Munition von Rebellen gefunden wurden, bezweifeln Beobachter die Aussagen und stufen sie auf Basis vergangener Lieferungen in zahlreiche Krisengebiete und gleichzeitigen Dementies des Sudan als nicht glaubhaft ein. Die neuen Transporte seien nach Angaben von amerikanischen Offiziellen von ukrainischen Frachtflugzeugen in Sudans Hauptstadt abgeholt und wie zuvor in die Türkei geflogen worden, von wo aus sie Rebellengruppen zugespielt wurden.
Katar gehört offiziell zur amerikanisch geführten Koalition gegen den IS in Syrien, und beherbergt rund 10.000 US-Soldaten. Aber Anfang Juni 2017 wurde Katar von US-Präsident Trump, Vertretern Saudi-Arabiens und denen anderer Staaten der Terrorfinanzierung in Syrien bezichtigt und anschließend von diesen Staaten isoliert. 12 Organisationen und 59 Personen aus Katar wurden auf Sanktionslisten gesetzt, die Überflugrechte für Katarische Fluglinien wurden von den Saudis, den Vereinigten Arabischen Emiraten und Ägypten gestrichen und Direktflüge nach Katar eingestellt.

### Saudi-Arabien
Saudi-Arabiens Regierung gehört zu den stärksten Unterstützern der Umsturzpläne gegen Präsident Assad, weil sie den Einfluss Irans in der Region schwächen will, mit dem sie seit Jahrzehnten verfeindet ist. Begonnen hatte die Feindschaft mit der iranisch-islamischen Revolution, einer Bewegung, die die alten Eliten und so auch das saudische Herrscherhaus von unten bedrohte. Wegen der schiitisch geprägten Politik Irans wurde die Rivalität zu einem Glaubenskrieg stilisiert, der alte Vorurteile zwischen Sunniten und Schiiten bediente, die von den saudischen Wahhabiten als Ketzer angesehen werden.
Wie Katar ist auch Saudi-Arabien aktiv daran beteiligt, oppositionelle Milizen zu bezahlen, auszurüsten und aufzustellen. So bieten die Golfstaaten Kämpfern der Freien Syrischen Armee (FSA) eine Bezahlung an, die in US-Dollar oder Euro ausgezahlt wird und im Vergleich zu anderen Löhnen in Syrien sehr hoch ist. So sollen vor allem Soldaten der syrischen Armee bewogen werden zu desertieren. Quellen aus den Reihen der FSA gaben außerdem an, mehrere Ladungen an Waffen von Golfstaaten erhalten zu haben, darunter Kalaschnikow-Sturmgewehre, Maschinengewehre und Panzerabwehrwaffen. Rebellen und westlichen Diplomatenkreisen zufolge sollen die Waffen über die türkische Grenze nach Syrien gelangt sein. Bei einem Treffen der Kontaktgruppe „Freunde Syriens“ im Februar soll der saudische Außenminister Prinz Saud al-Faisal (1940–2015) die Bewaffnung der syrischen Opposition als „exzellente Idee“ bezeichnet haben. Auf saudische Rechnung wurden Infanteriewaffen, Mörser und rückstoßfreie Geschütze aus Kroatien beschafft und über Jordanien nach Syrien geschmuggelt. Im Januar 2013 wurde bekannt, dass Saudi-Arabien zudem rund 1200 zum Tode verurteilten Insassen seiner Gefängnisse anbot, ihre Strafe umzuwandeln, sollten sie in Syrien gegen die Regierungstruppen kämpfen. Zusätzlich wurde den Familien der Verurteilten, die Saudi-Arabien während des Einsatzes ihrer Angehörigen in Syrien nicht verlassen dürfen, eine monatliche Zahlung zugesichert. Auf Druck Russlands, das drohte, diese Praxis öffentlich zu machen, versprachen die Saudis das Programm einzustellen. Durch desertierte Angehörige dieser Einheiten, die aus Syrien in ihre Heimatländer Irak und Jemen geflohen waren, wurde die Existenz solcher Truppen bekannt.
Im August 2013 wurde bekannt, dass Saudi-Arabiens Geheimdienstchef, Bandar bin Sultan, Russlands Präsident Putin angeboten hatte, für die saudischen Streitkräfte russische Waffen im Wert von 15 Milliarden US-Dollar kaufen zu wollen und Russlands Vormachtstellung bei der Gasversorgung Europas in Zukunft nicht zu bedrohen, sollte Russland seine Unterstützung für das Assad-Regime zurückfahren und keine Sicherheitsratsresolutionen gegen Syrien mehr blockieren. Im gleichen Monat begannen die Saudis, nun über Jordanien, Panzerabwehrraketen russischer Bauart an Rebellen in Süd-Syrien zu liefern, nach Analystenmeinung ein Versuch, moderate Oppositionskämpfer zu stärken, um die islamistischen Einflüsse zurückzudrängen, die auch für das Herrscherhaus in Riad bedrohlich waren oder sind. So wurde Saudi-Arabien seit dem dritten Quartal 2013 die massive Förderung einer Gruppe mit der Bezeichnung „Liwa al-Islam“ (Armee des Islam) nachgesagt, die eine salafistische Wertebasis besitzt und sich von den al-Qaida-nahen Organisationen wie ISIL abgrenzt. Mit dem Nachlassen westlicher Unterstützung für die bewaffnete Opposition, Ende 2013, verkündete Saudi-Arabien, eine aktivere Rolle im Kampf gegen das Assad-Regime übernehmen zu wollen, die vom saudischen Botschafter in Großbritannien in dem Zusammenhang als Gefahr für die Stabilität in der Region bezeichnet wurde.
Trotz ähnlich erscheinenden Positionen in religiösen Fragen geriet das saudi-arabische Herrscherhaus im Verlauf des Konfliktes zunehmend in Gegensatz zu den ISIS-Milizen. Nach Anschlägen in Saudi-Arabien verhaftete man im Sommer 2015 rund 400 Personen, die dem IS nahestehen sollen und beteiligte sich im Rahmen der von den USA geführten Koalitionskräfte an Luftangriffen auf Stellungen des IS in Syrien. Mit dem Eingreifen der Russischen Föderation zugunsten der Regierung in Syrien vermuteten Analysten eine verstärkte militärische Unterstützung durch Saudi-Arabien und die sunnitisch dominierten Staaten Katar und Türkei zugunsten der Rebellen.
Insbesondere TOW-Lenkflugkörper amerikanischer Bauart wurden seit Oktober 2015 in großer Zahl durch Saudi-Arabien angekauft und über die Türkei auch religiösen Rebellengruppen im Nordwesten Syriens zugespielt, die die USA inzwischen als „gemäßigt“ eingestuft hätten.
Saudi-Arabien drohte noch im September 2015, man werde ein russisches Engagement, mit dem Ziel Präsident Assad an der Macht zu halten, unter keinen Umständen akzeptieren.

### Jordanien
Jordanien hatte zunächst etwa 600.000 Flüchtlinge aufgenommen und bei der Versorgung von Rebellentruppen geholfen. Mit zunehmender Radikalisierung des Konfliktes war Jordanien der Koalition gegen den IS beigetreten und flog nach den USA die größte Zahl an Luftangriffen gegen Stellungen der Terrororganisation. Das Land war zudem in den Fokus des IS gerückt, weil zum Tode verurteilte Anhänger des vom IS verehrten Terrorführers Zarqāwī dort in Gefängnissen saßen, die der IS freipressen wollte. Nach der Ermordung des gefangenen jordanischen Piloten Muʿādh al-Kasāsba im Januar 2015 durch den IS ließ der König Abdullah II. die inhaftierten Terroristen hinrichten.

### Israel
Syriens südwestlicher Nachbar Israel beobachtete den Aufstand der Opposition eher skeptisch, jedoch bekam die syrische Opposition mehrmals Rückendeckung durch israelische Luftangriffe auf Militärstellungen der syrischen Armee auf den Golanhöhen. Zudem befürchtet man aus israelischer Sicht weitere Unterstützung und Nachschübe für die Hisbollah (siehe dazu Libanonkrieg 2006) und die Hamas durch die Assad-Regierung. Einzelne Stimmen forderten ein Eingreifen israelischer Streitkräfte in den Konflikt. Presseberichten zufolge wurden für humanitäre Zwecke Areale auf den Golanhöhen geräumt, um gegebenenfalls Flüchtlinge aufzunehmen. Ebenso besteht die Sorge eines provozierten Übergreifens des Konfliktes, beispielsweise mit C-Waffen.
Nach der Ankunft von sieben schwerverletzten Bürgerkriegsflüchtlingen auf den Golanhöhen im Februar 2013 wurde von der medizinischen Eingreiftruppe der israelischen Armee in unmittelbarer Grenznähe ein Feldlazarett eingerichtet, um syrischen Verletzten des Bürgerkriegs medizinisch zu helfen. Laut einem 2015 vorgelegten Bericht der United Nations Disengagement Observer Force leistet Israel über die Grenze am Golan humanitäre Hilfe. „Israel macht keinen Hehl daraus, dass es den Syrern auf dem Golan humanitär hilft – mit Nahrung, Decken, Medikamenten und medizinischer Versorgung – und dabei nicht nachfragt, ob es sich um Kämpfer oder Zivilisten handelt.“ Trotz des seit 1948 bestehenden Kriegszustand zwischen beiden Ländern wurden in dem Zeitraum von fünf Jahren seit Februar 2013 knapp 5.000 verwundete Syrer, davon mehr als 1.000 Kinder, in Israel behandelt.
Israelische Luftstreitkräfte führten seit 2013 bis zum Sommer 2017 mindestens 19 Angriffe auf Ziele in Syrien durch, die aber meist nicht unmittelbar und offiziell eingestanden wurden. Der israelische Luftwaffenchef hatte im Sommer 2017 erwähnt, seine Truppen hätten bereits rund 100 Ziele in Syrien getroffen. Dazu zählten Attacken am 31. Januar 2013, 14. Februar 2013, 3. Mai 2013, 5. Mai 2013, 31. Oktober 2013, 24. Februar 2014, 19. März 2014, 23. Juni 2014, 20. Dezember 2015, 10. Mai 2016, 13. September 2016, 13. Januar 2017, 17. März 2017, 27. April 2017, 24. Juni 2017, 7. September 2017, am 22. September 2017, am 16. Oktober 2017, am 9. Januar 2018, am 8. Februar 2018 und am 10. Februar 2018.
Die Ziele standen dabei nach Einschätzung von Beobachtern meist im Zusammenhang mit der Hisbollah-Miliz aus dem Libanon, die auf Seiten der syrischen Regierungstruppen kämpft. Dennoch sieht man sich in Israel selbst nach Angaben von Beobachtern nicht als Kriegspartei im Bürgerkrieg.
Israelische Kommandoeinheiten sollen auch am Boden in Syrien im Einsatz gewesen sein. So soll im Winter 2016/2017 eine Einheit des israelischen Geheimdienstes mit Hubschraubern in Syrien abgesetzt worden sein, um eine Einheit des IS auszuschalten, die offenbar Terroranschläge gegen Passagierflugzeuge plante. Details des Einsatzes gelangten später an die Öffentlichkeit, weil Teile der gesammelten Geheiminformation von US-Präsident Trump in einer Indiskretion dem russischen Botschafter verraten wurden.
Am frühen Morgen des 13. Januar 2021 kam es zu einem der bislang umfassendsten israelischen Luftangriffe auf iranische Stellungen in Syrien, darunter nach Angaben von libanesischen Medien offenbar ein 35 Minuten dauernder Angriff auf Stellungen um und in Deir ez-Zor und Bukamal. Ein in Deutschland ansässiger syrischer NGO-Beobachter schrieb den Angriff auch der Tatsache zu, dass US-Präsident Donald Trump in wenigen Tagen abtritt und die israelische Führung seine Rückendeckung für diesen Angriff noch ausnutzen wollte.

### Ägypten
Im Zusammenhang mit den mutmaßlichen Chemiewaffeneinsätzen der Assad-Regierung gegen die eigene Bevölkerung kündigte der ägyptische Staatspräsident Mohammed Mursi am 15. Juni 2013 auf einer Konferenz zur „Unterstützung Syriens“ in Kairo an, alle Beziehungen zur syrischen Regierung „endgültig“ abzubrechen. Er lasse die syrische Botschaft in Ägypten schließen und ziehe ägyptische Partner aus Damaskus ab. Mursi sprach sich auch für eine Flugverbotszone der NATO über Syrien aus und warnte die Hisbollah und die Palästinenser, Assad zu unterstützen.
Nach dem Staatsstreich in Ägypten und den Giftgasangriffen von Ghuta sprach sich Ägyptens neuer Außenminister Nabil Fahmy gegen eine Militärintervention in Syrien aus. Die Krise könne ausschließlich politisch gelöst werden. Er erklärte auch, dass Ägypten keine Dschihadisten in Syrien unterstütze, jedoch auch Assad reserviert gegenüberstehe.

### Algerien/Marokko
Die Behandlung syrischer Flüchtlinge führte zu einer Eskalation der seit Jahrzehnten schwelenden Streitigkeiten zwischen Marokko und Algerien. Beide Länder werfen sich gegenseitig vor, im Grenzgebiet befindliche Flüchtlinge, darunter viele Frauen und Kinder, zu vertreiben und am Besuch ihrer Verwandten im anderen Land zu hindern. Nach Angaben des marokkanischen Innenministers sind 77 Personen, darunter 43 Kinder und 18 Frauen, betroffen. Eine Menschenrechtsorganisation im nordostmarokkanischen Oujda sprach von mehreren hundert syrischen Flüchtlingen, die sich seit Juni 2013 in der Stadt aufhalten, und kritisierte Marokkos Weigerung, ihnen den Flüchtlingsstatus zu gewähren.

### Libyen
Nach dem Sturz von Muammar al-Gaddafi hatte Libyens Regierung den Rebellen schon 2011 ihre Hilfe im Kampf gegen die Regierung in Syrien angeboten. Mehrere hundert Kämpfer, oft Veteranen aus dem libyschen Bürgerkrieg, schlossen sich der Rebellenbewegung 2012 an.
Nennenswerte Bestände aus dem Waffenarsenal Libyens, einschließlich Landminen und schultergestützter Flugabwehrraketen, wurden nach UNO-Angaben ebenfalls den Rebellen zugeführt, wobei die Initiatoren dieser Transporte nicht bekannt sind.

### Sudan
Der Sudan gilt als enger Verbündeter Irans und müsste daher im Bürgerkrieg in Syrien auf der Seite der Regierung stehen. Dennoch scheint der Sudan nach der Abspaltung des Südsudan 2011 (was den Verlust seiner meisten Ölfelder bedeutete) aufgrund seiner prekären wirtschaftlichen Lage über seine Rüstungswerke Military Industry Corporation beide Seiten mit Waffen zu beliefern. Als mutmaßlicher Waffenlieferant der Streitkräfte Syriens als auch der Freien Syrischen Armee muss der Sudan als klassischer Kriegsgewinnler gelten.

### Venezuela
Zu Lebzeiten von Hugo Chávez wurde Syrien mit venezolanischem Öl beliefert, wahrscheinlich um das Energieembargo der Golfstaaten zu umgehen. Die Regierung Assad als Verbündeter Irans wird aus venezolanischer Sicht auch als Verbündeter in der Region betrachtet, da sie durch den gemeinsamen Gegner, die Vereinigten Staaten, zur Kooperation verpflichtet ist. Ob es bisher unter dem neuen venezolanischem Präsidenten Nicolás Maduro weitere Öl-Lieferungen an Syrien gab, ist nicht bekannt.

### Belarus
Belarus und Syrien haben seit 1993 enge politische und wirtschaftliche Beziehungen. Daher trat Belarus bereits vor dem Bürgerkrieg in Syrien als Waffenlieferant der syrischen Streitkräfte, insbesondere der syrischen Luftstreitkräfte, in Erscheinung. Auch nach Beginn des Bürgerkrieges scheint die belarussische Führung davon nicht abgerückt zu sein. 2012 haben daher die USA Sanktionen gegen das staatliche Rüstungsunternehmen Belwneschpromserwis erlassen. Den Präsidenten von Belarus Aljaksandr Lukaschenka scheint dies wenig beeindruckt zu haben, gelten gegen seine Regierung aufgrund seiner autokratischen Herrschaft ohnehin schon Sanktionen durch die EU.

### Nordkorea
Das totalitär regierte Nordkorea unterstützt offen Präsident Assad und dessen Baath-Partei und erklärt sich mit der Regierung solidarisch darin, „die Souveränität, den Frieden und die Stabilität des Landes zu verteidigen“. Waffenlieferungen Nordkoreas an Syrien werden vermutet. Ebenso bedankte sich die Assad-Regierung bei der nordkoreanischen Führung für die „Unterstützung und Ermutigung für unsere gerechte Sache gegen die Einmischung der Weltmächte in unsere inneren Angelegenheiten“.
Mindestens zwei nordkoreanische Frachtschiffe mit Komponenten für Waffen und dem Ziel Syrien wurden zwischen Februar und August 2017 von Mitgliedsstaaten des UNO-Sicherheitsrates aufgebracht. Die gelisteten Empfänger standen auf Sanktionslisten der Europäischen Union und der USA.

## Desinformationen
Syrische und russische Medien, aber auch einzelne Wissenschaftler namhafter britischer Universitäten, verbreiteten Desinformationen zu den Weißhelmen, Desinformationen zu Chemiewaffenangriffen sowie zur Organisation für das Verbot chemischer Waffen. Sie leugneten den Massenmord und die Folter durch das syrische Regime von Baschar al-Assad oder erklärten, die Weißhelme seien bezahlte Schauspieler.

## Filme

### Dokumentationen
- Die Weißhelme, 2016
- Homs – Ein zerstörter Traum, 2013
- Schlachtfeld Syrien: Die Welt schaut zu auf YouTube, 2017
- Of God and Dogs, 2014
- Fi al-thawra (During Revolution), 2018
- Für Sama, 2019
- Töten für Assad – Massenmord auf Video (Report Mainz)
- Syrien – Putins Testlabor?, 2022

### Spielfilme
- 2017: Innen Leben
- 2021: Have a Nice Dog!
- 2021: Tala’vision